# Мельница (шахматы)
«Мельница» — типовая комбинация в шахматах с последовательным чередованием шахов и вскрытых шахов, объявляемых атакующей стороной. При этом обычно (хотя и не обязательно) при объявлении вскрытого шаха одновременно берётся одна из фигур противника. Последний ход делается с учётом последующего взятия незащищённой или более ценной фигуры. Обычно комбинация «мельница» гарантирует атакующей стороне как минимум ничью повторением ходов, а в случае, когда есть возможность с её помощью получить решающий материальный перевес — ведёт к победе. Нередко также (что видно из последующих примеров) комбинация «мельница» связана с жертвой ферзя, что ещё больше повышает её эстетическую ценность. Классический пример «мельницы» — окончание партии К. Торре — Эм. Ласкер (Москва, 1925) .
К. Торре — Эм. Ласкер, 1-й московский международный турнир, 1925
[Event "1-й московский международный турнир"]
[Date "1925.11.25"]
[EventDate "1925.11.10"]
[White "К. Торре"]
[Black "Эм. Ласкер"]
[Result "1-0"]
[Round "12"]
[WhiteElo "?"]
[BlackElo "?"]
[Variant "From Position"]
[TimeControl "-"]
[ECO "A46"]
[Opening "?"]
[Termination "Normal"]
[FirstMove "24d"]
[SetUp "1"]
[PlyCount "85"]
1. d4 Nf6 2. Nf3 e6 3. Bg5 c5 4. e3 cxd4 5. exd4 Be7 6. Nbd2 d6 7. c3 Nbd7 8. Bd3 b6 9. Nc4 Bb7 10. Qe2 Qc7 11. O-O O-O 12. Rfe1 Rfe8 13. Rad1 Nf8 14. Bc1 Nd5 15. Ng5 b5 16. Na3 b4 17. cxb4 Nxb4 18. Qh5 Bxg5 19. Bxg5 Nxd3 20. Rxd3 Qa5 21. b4 Qf5 22. Rg3 h6 23. Nc4 Qd5 24. Ne3 { начало "мельницы" } Qb5 25. Bf6 Qxh5 26. Rxg7+ Kh8 27. Rxf7+ Kg8 28. Rg7+ Kh8 29. Rxb7+ Kg8 30. Rg7+ Kh8 31. Rg5+ Kh7 32. Rxh5 {и белые выиграли.} Kg6 33. Rh3 Kxf6 34. Rxh6+ Kg5 35. Rh3 Reb8 36. Rg3+ Kf6 37. Rf3+ Kg6 38. a3 a5 39. bxa5 Rxa5 40. Nc4 Rd5 41. Rf4 Nd7 42. Rxe6+ Kg5 43. g3 1-0

## Примеры комбинации из практических партий
Мотивы комбинации «мельница» нередко встречаются в шахматных партиях, в соревнованиях разного уровня.

### Партия Герасимов — Смыслов
|   | a | b | c | d | e | f | g | h |   |
| - | --- | --- | --- | --- | --- | --- | --- | --- | - |
| 8 | a8 чёрная ладья · d8 чёрная ладья · g8 чёрный король · b7 чёрный слон · f7 чёрная пешка · g7 чёрная пешка · h7 чёрная пешка · a6 чёрная пешка · b6 чёрная пешка · c6 чёрный ферзь · e6 чёрная пешка · e5 белая пешка · a4 белый конь · c4 белая пешка · f4 чёрный слон · g4 чёрный конь · a3 белая пешка · b3 белый ферзь · h3 белая пешка · b2 белый слон · f2 белая пешка · g2 белая пешка · a1 белая ладья · e1 белая ладья · f1 белый слон · g1 белый король | a8 чёрная ладья · d8 чёрная ладья · g8 чёрный король · b7 чёрный слон · f7 чёрная пешка · g7 чёрная пешка · h7 чёрная пешка · a6 чёрная пешка · b6 чёрная пешка · c6 чёрный ферзь · e6 чёрная пешка · e5 белая пешка · a4 белый конь · c4 белая пешка · f4 чёрный слон · g4 чёрный конь · a3 белая пешка · b3 белый ферзь · h3 белая пешка · b2 белый слон · f2 белая пешка · g2 белая пешка · a1 белая ладья · e1 белая ладья · f1 белый слон · g1 белый король | a8 чёрная ладья · d8 чёрная ладья · g8 чёрный король · b7 чёрный слон · f7 чёрная пешка · g7 чёрная пешка · h7 чёрная пешка · a6 чёрная пешка · b6 чёрная пешка · c6 чёрный ферзь · e6 чёрная пешка · e5 белая пешка · a4 белый конь · c4 белая пешка · f4 чёрный слон · g4 чёрный конь · a3 белая пешка · b3 белый ферзь · h3 белая пешка · b2 белый слон · f2 белая пешка · g2 белая пешка · a1 белая ладья · e1 белая ладья · f1 белый слон · g1 белый король | a8 чёрная ладья · d8 чёрная ладья · g8 чёрный король · b7 чёрный слон · f7 чёрная пешка · g7 чёрная пешка · h7 чёрная пешка · a6 чёрная пешка · b6 чёрная пешка · c6 чёрный ферзь · e6 чёрная пешка · e5 белая пешка · a4 белый конь · c4 белая пешка · f4 чёрный слон · g4 чёрный конь · a3 белая пешка · b3 белый ферзь · h3 белая пешка · b2 белый слон · f2 белая пешка · g2 белая пешка · a1 белая ладья · e1 белая ладья · f1 белый слон · g1 белый король | a8 чёрная ладья · d8 чёрная ладья · g8 чёрный король · b7 чёрный слон · f7 чёрная пешка · g7 чёрная пешка · h7 чёрная пешка · a6 чёрная пешка · b6 чёрная пешка · c6 чёрный ферзь · e6 чёрная пешка · e5 белая пешка · a4 белый конь · c4 белая пешка · f4 чёрный слон · g4 чёрный конь · a3 белая пешка · b3 белый ферзь · h3 белая пешка · b2 белый слон · f2 белая пешка · g2 белая пешка · a1 белая ладья · e1 белая ладья · f1 белый слон · g1 белый король | a8 чёрная ладья · d8 чёрная ладья · g8 чёрный король · b7 чёрный слон · f7 чёрная пешка · g7 чёрная пешка · h7 чёрная пешка · a6 чёрная пешка · b6 чёрная пешка · c6 чёрный ферзь · e6 чёрная пешка · e5 белая пешка · a4 белый конь · c4 белая пешка · f4 чёрный слон · g4 чёрный конь · a3 белая пешка · b3 белый ферзь · h3 белая пешка · b2 белый слон · f2 белая пешка · g2 белая пешка · a1 белая ладья · e1 белая ладья · f1 белый слон · g1 белый король | a8 чёрная ладья · d8 чёрная ладья · g8 чёрный король · b7 чёрный слон · f7 чёрная пешка · g7 чёрная пешка · h7 чёрная пешка · a6 чёрная пешка · b6 чёрная пешка · c6 чёрный ферзь · e6 чёрная пешка · e5 белая пешка · a4 белый конь · c4 белая пешка · f4 чёрный слон · g4 чёрный конь · a3 белая пешка · b3 белый ферзь · h3 белая пешка · b2 белый слон · f2 белая пешка · g2 белая пешка · a1 белая ладья · e1 белая ладья · f1 белый слон · g1 белый король | a8 чёрная ладья · d8 чёрная ладья · g8 чёрный король · b7 чёрный слон · f7 чёрная пешка · g7 чёрная пешка · h7 чёрная пешка · a6 чёрная пешка · b6 чёрная пешка · c6 чёрный ферзь · e6 чёрная пешка · e5 белая пешка · a4 белый конь · c4 белая пешка · f4 чёрный слон · g4 чёрный конь · a3 белая пешка · b3 белый ферзь · h3 белая пешка · b2 белый слон · f2 белая пешка · g2 белая пешка · a1 белая ладья · e1 белая ладья · f1 белый слон · g1 белый король | 8 |
| 7 | a8 чёрная ладья · d8 чёрная ладья · g8 чёрный король · b7 чёрный слон · f7 чёрная пешка · g7 чёрная пешка · h7 чёрная пешка · a6 чёрная пешка · b6 чёрная пешка · c6 чёрный ферзь · e6 чёрная пешка · e5 белая пешка · a4 белый конь · c4 белая пешка · f4 чёрный слон · g4 чёрный конь · a3 белая пешка · b3 белый ферзь · h3 белая пешка · b2 белый слон · f2 белая пешка · g2 белая пешка · a1 белая ладья · e1 белая ладья · f1 белый слон · g1 белый король | a8 чёрная ладья · d8 чёрная ладья · g8 чёрный король · b7 чёрный слон · f7 чёрная пешка · g7 чёрная пешка · h7 чёрная пешка · a6 чёрная пешка · b6 чёрная пешка · c6 чёрный ферзь · e6 чёрная пешка · e5 белая пешка · a4 белый конь · c4 белая пешка · f4 чёрный слон · g4 чёрный конь · a3 белая пешка · b3 белый ферзь · h3 белая пешка · b2 белый слон · f2 белая пешка · g2 белая пешка · a1 белая ладья · e1 белая ладья · f1 белый слон · g1 белый король | a8 чёрная ладья · d8 чёрная ладья · g8 чёрный король · b7 чёрный слон · f7 чёрная пешка · g7 чёрная пешка · h7 чёрная пешка · a6 чёрная пешка · b6 чёрная пешка · c6 чёрный ферзь · e6 чёрная пешка · e5 белая пешка · a4 белый конь · c4 белая пешка · f4 чёрный слон · g4 чёрный конь · a3 белая пешка · b3 белый ферзь · h3 белая пешка · b2 белый слон · f2 белая пешка · g2 белая пешка · a1 белая ладья · e1 белая ладья · f1 белый слон · g1 белый король | a8 чёрная ладья · d8 чёрная ладья · g8 чёрный король · b7 чёрный слон · f7 чёрная пешка · g7 чёрная пешка · h7 чёрная пешка · a6 чёрная пешка · b6 чёрная пешка · c6 чёрный ферзь · e6 чёрная пешка · e5 белая пешка · a4 белый конь · c4 белая пешка · f4 чёрный слон · g4 чёрный конь · a3 белая пешка · b3 белый ферзь · h3 белая пешка · b2 белый слон · f2 белая пешка · g2 белая пешка · a1 белая ладья · e1 белая ладья · f1 белый слон · g1 белый король | a8 чёрная ладья · d8 чёрная ладья · g8 чёрный король · b7 чёрный слон · f7 чёрная пешка · g7 чёрная пешка · h7 чёрная пешка · a6 чёрная пешка · b6 чёрная пешка · c6 чёрный ферзь · e6 чёрная пешка · e5 белая пешка · a4 белый конь · c4 белая пешка · f4 чёрный слон · g4 чёрный конь · a3 белая пешка · b3 белый ферзь · h3 белая пешка · b2 белый слон · f2 белая пешка · g2 белая пешка · a1 белая ладья · e1 белая ладья · f1 белый слон · g1 белый король | a8 чёрная ладья · d8 чёрная ладья · g8 чёрный король · b7 чёрный слон · f7 чёрная пешка · g7 чёрная пешка · h7 чёрная пешка · a6 чёрная пешка · b6 чёрная пешка · c6 чёрный ферзь · e6 чёрная пешка · e5 белая пешка · a4 белый конь · c4 белая пешка · f4 чёрный слон · g4 чёрный конь · a3 белая пешка · b3 белый ферзь · h3 белая пешка · b2 белый слон · f2 белая пешка · g2 белая пешка · a1 белая ладья · e1 белая ладья · f1 белый слон · g1 белый король | a8 чёрная ладья · d8 чёрная ладья · g8 чёрный король · b7 чёрный слон · f7 чёрная пешка · g7 чёрная пешка · h7 чёрная пешка · a6 чёрная пешка · b6 чёрная пешка · c6 чёрный ферзь · e6 чёрная пешка · e5 белая пешка · a4 белый конь · c4 белая пешка · f4 чёрный слон · g4 чёрный конь · a3 белая пешка · b3 белый ферзь · h3 белая пешка · b2 белый слон · f2 белая пешка · g2 белая пешка · a1 белая ладья · e1 белая ладья · f1 белый слон · g1 белый король | a8 чёрная ладья · d8 чёрная ладья · g8 чёрный король · b7 чёрный слон · f7 чёрная пешка · g7 чёрная пешка · h7 чёрная пешка · a6 чёрная пешка · b6 чёрная пешка · c6 чёрный ферзь · e6 чёрная пешка · e5 белая пешка · a4 белый конь · c4 белая пешка · f4 чёрный слон · g4 чёрный конь · a3 белая пешка · b3 белый ферзь · h3 белая пешка · b2 белый слон · f2 белая пешка · g2 белая пешка · a1 белая ладья · e1 белая ладья · f1 белый слон · g1 белый король | 7 |
| 6 | a8 чёрная ладья · d8 чёрная ладья · g8 чёрный король · b7 чёрный слон · f7 чёрная пешка · g7 чёрная пешка · h7 чёрная пешка · a6 чёрная пешка · b6 чёрная пешка · c6 чёрный ферзь · e6 чёрная пешка · e5 белая пешка · a4 белый конь · c4 белая пешка · f4 чёрный слон · g4 чёрный конь · a3 белая пешка · b3 белый ферзь · h3 белая пешка · b2 белый слон · f2 белая пешка · g2 белая пешка · a1 белая ладья · e1 белая ладья · f1 белый слон · g1 белый король | a8 чёрная ладья · d8 чёрная ладья · g8 чёрный король · b7 чёрный слон · f7 чёрная пешка · g7 чёрная пешка · h7 чёрная пешка · a6 чёрная пешка · b6 чёрная пешка · c6 чёрный ферзь · e6 чёрная пешка · e5 белая пешка · a4 белый конь · c4 белая пешка · f4 чёрный слон · g4 чёрный конь · a3 белая пешка · b3 белый ферзь · h3 белая пешка · b2 белый слон · f2 белая пешка · g2 белая пешка · a1 белая ладья · e1 белая ладья · f1 белый слон · g1 белый король | a8 чёрная ладья · d8 чёрная ладья · g8 чёрный король · b7 чёрный слон · f7 чёрная пешка · g7 чёрная пешка · h7 чёрная пешка · a6 чёрная пешка · b6 чёрная пешка · c6 чёрный ферзь · e6 чёрная пешка · e5 белая пешка · a4 белый конь · c4 белая пешка · f4 чёрный слон · g4 чёрный конь · a3 белая пешка · b3 белый ферзь · h3 белая пешка · b2 белый слон · f2 белая пешка · g2 белая пешка · a1 белая ладья · e1 белая ладья · f1 белый слон · g1 белый король | a8 чёрная ладья · d8 чёрная ладья · g8 чёрный король · b7 чёрный слон · f7 чёрная пешка · g7 чёрная пешка · h7 чёрная пешка · a6 чёрная пешка · b6 чёрная пешка · c6 чёрный ферзь · e6 чёрная пешка · e5 белая пешка · a4 белый конь · c4 белая пешка · f4 чёрный слон · g4 чёрный конь · a3 белая пешка · b3 белый ферзь · h3 белая пешка · b2 белый слон · f2 белая пешка · g2 белая пешка · a1 белая ладья · e1 белая ладья · f1 белый слон · g1 белый король | a8 чёрная ладья · d8 чёрная ладья · g8 чёрный король · b7 чёрный слон · f7 чёрная пешка · g7 чёрная пешка · h7 чёрная пешка · a6 чёрная пешка · b6 чёрная пешка · c6 чёрный ферзь · e6 чёрная пешка · e5 белая пешка · a4 белый конь · c4 белая пешка · f4 чёрный слон · g4 чёрный конь · a3 белая пешка · b3 белый ферзь · h3 белая пешка · b2 белый слон · f2 белая пешка · g2 белая пешка · a1 белая ладья · e1 белая ладья · f1 белый слон · g1 белый король | a8 чёрная ладья · d8 чёрная ладья · g8 чёрный король · b7 чёрный слон · f7 чёрная пешка · g7 чёрная пешка · h7 чёрная пешка · a6 чёрная пешка · b6 чёрная пешка · c6 чёрный ферзь · e6 чёрная пешка · e5 белая пешка · a4 белый конь · c4 белая пешка · f4 чёрный слон · g4 чёрный конь · a3 белая пешка · b3 белый ферзь · h3 белая пешка · b2 белый слон · f2 белая пешка · g2 белая пешка · a1 белая ладья · e1 белая ладья · f1 белый слон · g1 белый король | a8 чёрная ладья · d8 чёрная ладья · g8 чёрный король · b7 чёрный слон · f7 чёрная пешка · g7 чёрная пешка · h7 чёрная пешка · a6 чёрная пешка · b6 чёрная пешка · c6 чёрный ферзь · e6 чёрная пешка · e5 белая пешка · a4 белый конь · c4 белая пешка · f4 чёрный слон · g4 чёрный конь · a3 белая пешка · b3 белый ферзь · h3 белая пешка · b2 белый слон · f2 белая пешка · g2 белая пешка · a1 белая ладья · e1 белая ладья · f1 белый слон · g1 белый король | a8 чёрная ладья · d8 чёрная ладья · g8 чёрный король · b7 чёрный слон · f7 чёрная пешка · g7 чёрная пешка · h7 чёрная пешка · a6 чёрная пешка · b6 чёрная пешка · c6 чёрный ферзь · e6 чёрная пешка · e5 белая пешка · a4 белый конь · c4 белая пешка · f4 чёрный слон · g4 чёрный конь · a3 белая пешка · b3 белый ферзь · h3 белая пешка · b2 белый слон · f2 белая пешка · g2 белая пешка · a1 белая ладья · e1 белая ладья · f1 белый слон · g1 белый король | 6 |
| 5 | a8 чёрная ладья · d8 чёрная ладья · g8 чёрный король · b7 чёрный слон · f7 чёрная пешка · g7 чёрная пешка · h7 чёрная пешка · a6 чёрная пешка · b6 чёрная пешка · c6 чёрный ферзь · e6 чёрная пешка · e5 белая пешка · a4 белый конь · c4 белая пешка · f4 чёрный слон · g4 чёрный конь · a3 белая пешка · b3 белый ферзь · h3 белая пешка · b2 белый слон · f2 белая пешка · g2 белая пешка · a1 белая ладья · e1 белая ладья · f1 белый слон · g1 белый король | a8 чёрная ладья · d8 чёрная ладья · g8 чёрный король · b7 чёрный слон · f7 чёрная пешка · g7 чёрная пешка · h7 чёрная пешка · a6 чёрная пешка · b6 чёрная пешка · c6 чёрный ферзь · e6 чёрная пешка · e5 белая пешка · a4 белый конь · c4 белая пешка · f4 чёрный слон · g4 чёрный конь · a3 белая пешка · b3 белый ферзь · h3 белая пешка · b2 белый слон · f2 белая пешка · g2 белая пешка · a1 белая ладья · e1 белая ладья · f1 белый слон · g1 белый король | a8 чёрная ладья · d8 чёрная ладья · g8 чёрный король · b7 чёрный слон · f7 чёрная пешка · g7 чёрная пешка · h7 чёрная пешка · a6 чёрная пешка · b6 чёрная пешка · c6 чёрный ферзь · e6 чёрная пешка · e5 белая пешка · a4 белый конь · c4 белая пешка · f4 чёрный слон · g4 чёрный конь · a3 белая пешка · b3 белый ферзь · h3 белая пешка · b2 белый слон · f2 белая пешка · g2 белая пешка · a1 белая ладья · e1 белая ладья · f1 белый слон · g1 белый король | a8 чёрная ладья · d8 чёрная ладья · g8 чёрный король · b7 чёрный слон · f7 чёрная пешка · g7 чёрная пешка · h7 чёрная пешка · a6 чёрная пешка · b6 чёрная пешка · c6 чёрный ферзь · e6 чёрная пешка · e5 белая пешка · a4 белый конь · c4 белая пешка · f4 чёрный слон · g4 чёрный конь · a3 белая пешка · b3 белый ферзь · h3 белая пешка · b2 белый слон · f2 белая пешка · g2 белая пешка · a1 белая ладья · e1 белая ладья · f1 белый слон · g1 белый король | a8 чёрная ладья · d8 чёрная ладья · g8 чёрный король · b7 чёрный слон · f7 чёрная пешка · g7 чёрная пешка · h7 чёрная пешка · a6 чёрная пешка · b6 чёрная пешка · c6 чёрный ферзь · e6 чёрная пешка · e5 белая пешка · a4 белый конь · c4 белая пешка · f4 чёрный слон · g4 чёрный конь · a3 белая пешка · b3 белый ферзь · h3 белая пешка · b2 белый слон · f2 белая пешка · g2 белая пешка · a1 белая ладья · e1 белая ладья · f1 белый слон · g1 белый король | a8 чёрная ладья · d8 чёрная ладья · g8 чёрный король · b7 чёрный слон · f7 чёрная пешка · g7 чёрная пешка · h7 чёрная пешка · a6 чёрная пешка · b6 чёрная пешка · c6 чёрный ферзь · e6 чёрная пешка · e5 белая пешка · a4 белый конь · c4 белая пешка · f4 чёрный слон · g4 чёрный конь · a3 белая пешка · b3 белый ферзь · h3 белая пешка · b2 белый слон · f2 белая пешка · g2 белая пешка · a1 белая ладья · e1 белая ладья · f1 белый слон · g1 белый король | a8 чёрная ладья · d8 чёрная ладья · g8 чёрный король · b7 чёрный слон · f7 чёрная пешка · g7 чёрная пешка · h7 чёрная пешка · a6 чёрная пешка · b6 чёрная пешка · c6 чёрный ферзь · e6 чёрная пешка · e5 белая пешка · a4 белый конь · c4 белая пешка · f4 чёрный слон · g4 чёрный конь · a3 белая пешка · b3 белый ферзь · h3 белая пешка · b2 белый слон · f2 белая пешка · g2 белая пешка · a1 белая ладья · e1 белая ладья · f1 белый слон · g1 белый король | a8 чёрная ладья · d8 чёрная ладья · g8 чёрный король · b7 чёрный слон · f7 чёрная пешка · g7 чёрная пешка · h7 чёрная пешка · a6 чёрная пешка · b6 чёрная пешка · c6 чёрный ферзь · e6 чёрная пешка · e5 белая пешка · a4 белый конь · c4 белая пешка · f4 чёрный слон · g4 чёрный конь · a3 белая пешка · b3 белый ферзь · h3 белая пешка · b2 белый слон · f2 белая пешка · g2 белая пешка · a1 белая ладья · e1 белая ладья · f1 белый слон · g1 белый король | 5 |
| 4 | a8 чёрная ладья · d8 чёрная ладья · g8 чёрный король · b7 чёрный слон · f7 чёрная пешка · g7 чёрная пешка · h7 чёрная пешка · a6 чёрная пешка · b6 чёрная пешка · c6 чёрный ферзь · e6 чёрная пешка · e5 белая пешка · a4 белый конь · c4 белая пешка · f4 чёрный слон · g4 чёрный конь · a3 белая пешка · b3 белый ферзь · h3 белая пешка · b2 белый слон · f2 белая пешка · g2 белая пешка · a1 белая ладья · e1 белая ладья · f1 белый слон · g1 белый король | a8 чёрная ладья · d8 чёрная ладья · g8 чёрный король · b7 чёрный слон · f7 чёрная пешка · g7 чёрная пешка · h7 чёрная пешка · a6 чёрная пешка · b6 чёрная пешка · c6 чёрный ферзь · e6 чёрная пешка · e5 белая пешка · a4 белый конь · c4 белая пешка · f4 чёрный слон · g4 чёрный конь · a3 белая пешка · b3 белый ферзь · h3 белая пешка · b2 белый слон · f2 белая пешка · g2 белая пешка · a1 белая ладья · e1 белая ладья · f1 белый слон · g1 белый король | a8 чёрная ладья · d8 чёрная ладья · g8 чёрный король · b7 чёрный слон · f7 чёрная пешка · g7 чёрная пешка · h7 чёрная пешка · a6 чёрная пешка · b6 чёрная пешка · c6 чёрный ферзь · e6 чёрная пешка · e5 белая пешка · a4 белый конь · c4 белая пешка · f4 чёрный слон · g4 чёрный конь · a3 белая пешка · b3 белый ферзь · h3 белая пешка · b2 белый слон · f2 белая пешка · g2 белая пешка · a1 белая ладья · e1 белая ладья · f1 белый слон · g1 белый король | a8 чёрная ладья · d8 чёрная ладья · g8 чёрный король · b7 чёрный слон · f7 чёрная пешка · g7 чёрная пешка · h7 чёрная пешка · a6 чёрная пешка · b6 чёрная пешка · c6 чёрный ферзь · e6 чёрная пешка · e5 белая пешка · a4 белый конь · c4 белая пешка · f4 чёрный слон · g4 чёрный конь · a3 белая пешка · b3 белый ферзь · h3 белая пешка · b2 белый слон · f2 белая пешка · g2 белая пешка · a1 белая ладья · e1 белая ладья · f1 белый слон · g1 белый король | a8 чёрная ладья · d8 чёрная ладья · g8 чёрный король · b7 чёрный слон · f7 чёрная пешка · g7 чёрная пешка · h7 чёрная пешка · a6 чёрная пешка · b6 чёрная пешка · c6 чёрный ферзь · e6 чёрная пешка · e5 белая пешка · a4 белый конь · c4 белая пешка · f4 чёрный слон · g4 чёрный конь · a3 белая пешка · b3 белый ферзь · h3 белая пешка · b2 белый слон · f2 белая пешка · g2 белая пешка · a1 белая ладья · e1 белая ладья · f1 белый слон · g1 белый король | a8 чёрная ладья · d8 чёрная ладья · g8 чёрный король · b7 чёрный слон · f7 чёрная пешка · g7 чёрная пешка · h7 чёрная пешка · a6 чёрная пешка · b6 чёрная пешка · c6 чёрный ферзь · e6 чёрная пешка · e5 белая пешка · a4 белый конь · c4 белая пешка · f4 чёрный слон · g4 чёрный конь · a3 белая пешка · b3 белый ферзь · h3 белая пешка · b2 белый слон · f2 белая пешка · g2 белая пешка · a1 белая ладья · e1 белая ладья · f1 белый слон · g1 белый король | a8 чёрная ладья · d8 чёрная ладья · g8 чёрный король · b7 чёрный слон · f7 чёрная пешка · g7 чёрная пешка · h7 чёрная пешка · a6 чёрная пешка · b6 чёрная пешка · c6 чёрный ферзь · e6 чёрная пешка · e5 белая пешка · a4 белый конь · c4 белая пешка · f4 чёрный слон · g4 чёрный конь · a3 белая пешка · b3 белый ферзь · h3 белая пешка · b2 белый слон · f2 белая пешка · g2 белая пешка · a1 белая ладья · e1 белая ладья · f1 белый слон · g1 белый король | a8 чёрная ладья · d8 чёрная ладья · g8 чёрный король · b7 чёрный слон · f7 чёрная пешка · g7 чёрная пешка · h7 чёрная пешка · a6 чёрная пешка · b6 чёрная пешка · c6 чёрный ферзь · e6 чёрная пешка · e5 белая пешка · a4 белый конь · c4 белая пешка · f4 чёрный слон · g4 чёрный конь · a3 белая пешка · b3 белый ферзь · h3 белая пешка · b2 белый слон · f2 белая пешка · g2 белая пешка · a1 белая ладья · e1 белая ладья · f1 белый слон · g1 белый король | 4 |
| 3 | a8 чёрная ладья · d8 чёрная ладья · g8 чёрный король · b7 чёрный слон · f7 чёрная пешка · g7 чёрная пешка · h7 чёрная пешка · a6 чёрная пешка · b6 чёрная пешка · c6 чёрный ферзь · e6 чёрная пешка · e5 белая пешка · a4 белый конь · c4 белая пешка · f4 чёрный слон · g4 чёрный конь · a3 белая пешка · b3 белый ферзь · h3 белая пешка · b2 белый слон · f2 белая пешка · g2 белая пешка · a1 белая ладья · e1 белая ладья · f1 белый слон · g1 белый король | a8 чёрная ладья · d8 чёрная ладья · g8 чёрный король · b7 чёрный слон · f7 чёрная пешка · g7 чёрная пешка · h7 чёрная пешка · a6 чёрная пешка · b6 чёрная пешка · c6 чёрный ферзь · e6 чёрная пешка · e5 белая пешка · a4 белый конь · c4 белая пешка · f4 чёрный слон · g4 чёрный конь · a3 белая пешка · b3 белый ферзь · h3 белая пешка · b2 белый слон · f2 белая пешка · g2 белая пешка · a1 белая ладья · e1 белая ладья · f1 белый слон · g1 белый король | a8 чёрная ладья · d8 чёрная ладья · g8 чёрный король · b7 чёрный слон · f7 чёрная пешка · g7 чёрная пешка · h7 чёрная пешка · a6 чёрная пешка · b6 чёрная пешка · c6 чёрный ферзь · e6 чёрная пешка · e5 белая пешка · a4 белый конь · c4 белая пешка · f4 чёрный слон · g4 чёрный конь · a3 белая пешка · b3 белый ферзь · h3 белая пешка · b2 белый слон · f2 белая пешка · g2 белая пешка · a1 белая ладья · e1 белая ладья · f1 белый слон · g1 белый король | a8 чёрная ладья · d8 чёрная ладья · g8 чёрный король · b7 чёрный слон · f7 чёрная пешка · g7 чёрная пешка · h7 чёрная пешка · a6 чёрная пешка · b6 чёрная пешка · c6 чёрный ферзь · e6 чёрная пешка · e5 белая пешка · a4 белый конь · c4 белая пешка · f4 чёрный слон · g4 чёрный конь · a3 белая пешка · b3 белый ферзь · h3 белая пешка · b2 белый слон · f2 белая пешка · g2 белая пешка · a1 белая ладья · e1 белая ладья · f1 белый слон · g1 белый король | a8 чёрная ладья · d8 чёрная ладья · g8 чёрный король · b7 чёрный слон · f7 чёрная пешка · g7 чёрная пешка · h7 чёрная пешка · a6 чёрная пешка · b6 чёрная пешка · c6 чёрный ферзь · e6 чёрная пешка · e5 белая пешка · a4 белый конь · c4 белая пешка · f4 чёрный слон · g4 чёрный конь · a3 белая пешка · b3 белый ферзь · h3 белая пешка · b2 белый слон · f2 белая пешка · g2 белая пешка · a1 белая ладья · e1 белая ладья · f1 белый слон · g1 белый король | a8 чёрная ладья · d8 чёрная ладья · g8 чёрный король · b7 чёрный слон · f7 чёрная пешка · g7 чёрная пешка · h7 чёрная пешка · a6 чёрная пешка · b6 чёрная пешка · c6 чёрный ферзь · e6 чёрная пешка · e5 белая пешка · a4 белый конь · c4 белая пешка · f4 чёрный слон · g4 чёрный конь · a3 белая пешка · b3 белый ферзь · h3 белая пешка · b2 белый слон · f2 белая пешка · g2 белая пешка · a1 белая ладья · e1 белая ладья · f1 белый слон · g1 белый король | a8 чёрная ладья · d8 чёрная ладья · g8 чёрный король · b7 чёрный слон · f7 чёрная пешка · g7 чёрная пешка · h7 чёрная пешка · a6 чёрная пешка · b6 чёрная пешка · c6 чёрный ферзь · e6 чёрная пешка · e5 белая пешка · a4 белый конь · c4 белая пешка · f4 чёрный слон · g4 чёрный конь · a3 белая пешка · b3 белый ферзь · h3 белая пешка · b2 белый слон · f2 белая пешка · g2 белая пешка · a1 белая ладья · e1 белая ладья · f1 белый слон · g1 белый король | a8 чёрная ладья · d8 чёрная ладья · g8 чёрный король · b7 чёрный слон · f7 чёрная пешка · g7 чёрная пешка · h7 чёрная пешка · a6 чёрная пешка · b6 чёрная пешка · c6 чёрный ферзь · e6 чёрная пешка · e5 белая пешка · a4 белый конь · c4 белая пешка · f4 чёрный слон · g4 чёрный конь · a3 белая пешка · b3 белый ферзь · h3 белая пешка · b2 белый слон · f2 белая пешка · g2 белая пешка · a1 белая ладья · e1 белая ладья · f1 белый слон · g1 белый король | 3 |
| 2 | a8 чёрная ладья · d8 чёрная ладья · g8 чёрный король · b7 чёрный слон · f7 чёрная пешка · g7 чёрная пешка · h7 чёрная пешка · a6 чёрная пешка · b6 чёрная пешка · c6 чёрный ферзь · e6 чёрная пешка · e5 белая пешка · a4 белый конь · c4 белая пешка · f4 чёрный слон · g4 чёрный конь · a3 белая пешка · b3 белый ферзь · h3 белая пешка · b2 белый слон · f2 белая пешка · g2 белая пешка · a1 белая ладья · e1 белая ладья · f1 белый слон · g1 белый король | a8 чёрная ладья · d8 чёрная ладья · g8 чёрный король · b7 чёрный слон · f7 чёрная пешка · g7 чёрная пешка · h7 чёрная пешка · a6 чёрная пешка · b6 чёрная пешка · c6 чёрный ферзь · e6 чёрная пешка · e5 белая пешка · a4 белый конь · c4 белая пешка · f4 чёрный слон · g4 чёрный конь · a3 белая пешка · b3 белый ферзь · h3 белая пешка · b2 белый слон · f2 белая пешка · g2 белая пешка · a1 белая ладья · e1 белая ладья · f1 белый слон · g1 белый король | a8 чёрная ладья · d8 чёрная ладья · g8 чёрный король · b7 чёрный слон · f7 чёрная пешка · g7 чёрная пешка · h7 чёрная пешка · a6 чёрная пешка · b6 чёрная пешка · c6 чёрный ферзь · e6 чёрная пешка · e5 белая пешка · a4 белый конь · c4 белая пешка · f4 чёрный слон · g4 чёрный конь · a3 белая пешка · b3 белый ферзь · h3 белая пешка · b2 белый слон · f2 белая пешка · g2 белая пешка · a1 белая ладья · e1 белая ладья · f1 белый слон · g1 белый король | a8 чёрная ладья · d8 чёрная ладья · g8 чёрный король · b7 чёрный слон · f7 чёрная пешка · g7 чёрная пешка · h7 чёрная пешка · a6 чёрная пешка · b6 чёрная пешка · c6 чёрный ферзь · e6 чёрная пешка · e5 белая пешка · a4 белый конь · c4 белая пешка · f4 чёрный слон · g4 чёрный конь · a3 белая пешка · b3 белый ферзь · h3 белая пешка · b2 белый слон · f2 белая пешка · g2 белая пешка · a1 белая ладья · e1 белая ладья · f1 белый слон · g1 белый король | a8 чёрная ладья · d8 чёрная ладья · g8 чёрный король · b7 чёрный слон · f7 чёрная пешка · g7 чёрная пешка · h7 чёрная пешка · a6 чёрная пешка · b6 чёрная пешка · c6 чёрный ферзь · e6 чёрная пешка · e5 белая пешка · a4 белый конь · c4 белая пешка · f4 чёрный слон · g4 чёрный конь · a3 белая пешка · b3 белый ферзь · h3 белая пешка · b2 белый слон · f2 белая пешка · g2 белая пешка · a1 белая ладья · e1 белая ладья · f1 белый слон · g1 белый король | a8 чёрная ладья · d8 чёрная ладья · g8 чёрный король · b7 чёрный слон · f7 чёрная пешка · g7 чёрная пешка · h7 чёрная пешка · a6 чёрная пешка · b6 чёрная пешка · c6 чёрный ферзь · e6 чёрная пешка · e5 белая пешка · a4 белый конь · c4 белая пешка · f4 чёрный слон · g4 чёрный конь · a3 белая пешка · b3 белый ферзь · h3 белая пешка · b2 белый слон · f2 белая пешка · g2 белая пешка · a1 белая ладья · e1 белая ладья · f1 белый слон · g1 белый король | a8 чёрная ладья · d8 чёрная ладья · g8 чёрный король · b7 чёрный слон · f7 чёрная пешка · g7 чёрная пешка · h7 чёрная пешка · a6 чёрная пешка · b6 чёрная пешка · c6 чёрный ферзь · e6 чёрная пешка · e5 белая пешка · a4 белый конь · c4 белая пешка · f4 чёрный слон · g4 чёрный конь · a3 белая пешка · b3 белый ферзь · h3 белая пешка · b2 белый слон · f2 белая пешка · g2 белая пешка · a1 белая ладья · e1 белая ладья · f1 белый слон · g1 белый король | a8 чёрная ладья · d8 чёрная ладья · g8 чёрный король · b7 чёрный слон · f7 чёрная пешка · g7 чёрная пешка · h7 чёрная пешка · a6 чёрная пешка · b6 чёрная пешка · c6 чёрный ферзь · e6 чёрная пешка · e5 белая пешка · a4 белый конь · c4 белая пешка · f4 чёрный слон · g4 чёрный конь · a3 белая пешка · b3 белый ферзь · h3 белая пешка · b2 белый слон · f2 белая пешка · g2 белая пешка · a1 белая ладья · e1 белая ладья · f1 белый слон · g1 белый король | 2 |
| 1 | a8 чёрная ладья · d8 чёрная ладья · g8 чёрный король · b7 чёрный слон · f7 чёрная пешка · g7 чёрная пешка · h7 чёрная пешка · a6 чёрная пешка · b6 чёрная пешка · c6 чёрный ферзь · e6 чёрная пешка · e5 белая пешка · a4 белый конь · c4 белая пешка · f4 чёрный слон · g4 чёрный конь · a3 белая пешка · b3 белый ферзь · h3 белая пешка · b2 белый слон · f2 белая пешка · g2 белая пешка · a1 белая ладья · e1 белая ладья · f1 белый слон · g1 белый король | a8 чёрная ладья · d8 чёрная ладья · g8 чёрный король · b7 чёрный слон · f7 чёрная пешка · g7 чёрная пешка · h7 чёрная пешка · a6 чёрная пешка · b6 чёрная пешка · c6 чёрный ферзь · e6 чёрная пешка · e5 белая пешка · a4 белый конь · c4 белая пешка · f4 чёрный слон · g4 чёрный конь · a3 белая пешка · b3 белый ферзь · h3 белая пешка · b2 белый слон · f2 белая пешка · g2 белая пешка · a1 белая ладья · e1 белая ладья · f1 белый слон · g1 белый король | a8 чёрная ладья · d8 чёрная ладья · g8 чёрный король · b7 чёрный слон · f7 чёрная пешка · g7 чёрная пешка · h7 чёрная пешка · a6 чёрная пешка · b6 чёрная пешка · c6 чёрный ферзь · e6 чёрная пешка · e5 белая пешка · a4 белый конь · c4 белая пешка · f4 чёрный слон · g4 чёрный конь · a3 белая пешка · b3 белый ферзь · h3 белая пешка · b2 белый слон · f2 белая пешка · g2 белая пешка · a1 белая ладья · e1 белая ладья · f1 белый слон · g1 белый король | a8 чёрная ладья · d8 чёрная ладья · g8 чёрный король · b7 чёрный слон · f7 чёрная пешка · g7 чёрная пешка · h7 чёрная пешка · a6 чёрная пешка · b6 чёрная пешка · c6 чёрный ферзь · e6 чёрная пешка · e5 белая пешка · a4 белый конь · c4 белая пешка · f4 чёрный слон · g4 чёрный конь · a3 белая пешка · b3 белый ферзь · h3 белая пешка · b2 белый слон · f2 белая пешка · g2 белая пешка · a1 белая ладья · e1 белая ладья · f1 белый слон · g1 белый король | a8 чёрная ладья · d8 чёрная ладья · g8 чёрный король · b7 чёрный слон · f7 чёрная пешка · g7 чёрная пешка · h7 чёрная пешка · a6 чёрная пешка · b6 чёрная пешка · c6 чёрный ферзь · e6 чёрная пешка · e5 белая пешка · a4 белый конь · c4 белая пешка · f4 чёрный слон · g4 чёрный конь · a3 белая пешка · b3 белый ферзь · h3 белая пешка · b2 белый слон · f2 белая пешка · g2 белая пешка · a1 белая ладья · e1 белая ладья · f1 белый слон · g1 белый король | a8 чёрная ладья · d8 чёрная ладья · g8 чёрный король · b7 чёрный слон · f7 чёрная пешка · g7 чёрная пешка · h7 чёрная пешка · a6 чёрная пешка · b6 чёрная пешка · c6 чёрный ферзь · e6 чёрная пешка · e5 белая пешка · a4 белый конь · c4 белая пешка · f4 чёрный слон · g4 чёрный конь · a3 белая пешка · b3 белый ферзь · h3 белая пешка · b2 белый слон · f2 белая пешка · g2 белая пешка · a1 белая ладья · e1 белая ладья · f1 белый слон · g1 белый король | a8 чёрная ладья · d8 чёрная ладья · g8 чёрный король · b7 чёрный слон · f7 чёрная пешка · g7 чёрная пешка · h7 чёрная пешка · a6 чёрная пешка · b6 чёрная пешка · c6 чёрный ферзь · e6 чёрная пешка · e5 белая пешка · a4 белый конь · c4 белая пешка · f4 чёрный слон · g4 чёрный конь · a3 белая пешка · b3 белый ферзь · h3 белая пешка · b2 белый слон · f2 белая пешка · g2 белая пешка · a1 белая ладья · e1 белая ладья · f1 белый слон · g1 белый король | a8 чёрная ладья · d8 чёрная ладья · g8 чёрный король · b7 чёрный слон · f7 чёрная пешка · g7 чёрная пешка · h7 чёрная пешка · a6 чёрная пешка · b6 чёрная пешка · c6 чёрный ферзь · e6 чёрная пешка · e5 белая пешка · a4 белый конь · c4 белая пешка · f4 чёрный слон · g4 чёрный конь · a3 белая пешка · b3 белый ферзь · h3 белая пешка · b2 белый слон · f2 белая пешка · g2 белая пешка · a1 белая ладья · e1 белая ладья · f1 белый слон · g1 белый король | 1 |
|   | a | b | c | d | e | f | g | h |   |

19. … Лd8-d3!

20. Фb3:b6 Лd3:h3!

21. Cb2-d4 Cf4-h2+

Теперь возникает известная «мельница», в которой гибнет ферзь белых (В. Смыслов)

22. Kpg1-h1 Ch2:e5+

23. Kph1-g1 Ce5-h2+

24. Kpg1-h1 Ch2-c7+

25. Kph1-g1 Cc7:b6

Белые сдались.

### Партия Котов — Сабо
|   | a | b | c | d | e | f | g | h |   |
| - | --- | --- | --- | --- | --- | --- | --- | --- | - |
| 8 | g8 чёрный король · d7 белый ферзь · d6 чёрная пешка · e6 белый конь · a5 чёрная пешка · c5 чёрная пешка · d5 белая пешка · e5 чёрная пешка · c4 белая пешка · e4 белая пешка · f4 чёрная пешка · a3 белая пешка · b3 белая ладья · c3 чёрный слон · f3 белая пешка · b2 белая пешка · g2 чёрный ферзь · h2 чёрная ладья · b1 белый король · c1 белый конь | g8 чёрный король · d7 белый ферзь · d6 чёрная пешка · e6 белый конь · a5 чёрная пешка · c5 чёрная пешка · d5 белая пешка · e5 чёрная пешка · c4 белая пешка · e4 белая пешка · f4 чёрная пешка · a3 белая пешка · b3 белая ладья · c3 чёрный слон · f3 белая пешка · b2 белая пешка · g2 чёрный ферзь · h2 чёрная ладья · b1 белый король · c1 белый конь | g8 чёрный король · d7 белый ферзь · d6 чёрная пешка · e6 белый конь · a5 чёрная пешка · c5 чёрная пешка · d5 белая пешка · e5 чёрная пешка · c4 белая пешка · e4 белая пешка · f4 чёрная пешка · a3 белая пешка · b3 белая ладья · c3 чёрный слон · f3 белая пешка · b2 белая пешка · g2 чёрный ферзь · h2 чёрная ладья · b1 белый король · c1 белый конь | g8 чёрный король · d7 белый ферзь · d6 чёрная пешка · e6 белый конь · a5 чёрная пешка · c5 чёрная пешка · d5 белая пешка · e5 чёрная пешка · c4 белая пешка · e4 белая пешка · f4 чёрная пешка · a3 белая пешка · b3 белая ладья · c3 чёрный слон · f3 белая пешка · b2 белая пешка · g2 чёрный ферзь · h2 чёрная ладья · b1 белый король · c1 белый конь | g8 чёрный король · d7 белый ферзь · d6 чёрная пешка · e6 белый конь · a5 чёрная пешка · c5 чёрная пешка · d5 белая пешка · e5 чёрная пешка · c4 белая пешка · e4 белая пешка · f4 чёрная пешка · a3 белая пешка · b3 белая ладья · c3 чёрный слон · f3 белая пешка · b2 белая пешка · g2 чёрный ферзь · h2 чёрная ладья · b1 белый король · c1 белый конь | g8 чёрный король · d7 белый ферзь · d6 чёрная пешка · e6 белый конь · a5 чёрная пешка · c5 чёрная пешка · d5 белая пешка · e5 чёрная пешка · c4 белая пешка · e4 белая пешка · f4 чёрная пешка · a3 белая пешка · b3 белая ладья · c3 чёрный слон · f3 белая пешка · b2 белая пешка · g2 чёрный ферзь · h2 чёрная ладья · b1 белый король · c1 белый конь | g8 чёрный король · d7 белый ферзь · d6 чёрная пешка · e6 белый конь · a5 чёрная пешка · c5 чёрная пешка · d5 белая пешка · e5 чёрная пешка · c4 белая пешка · e4 белая пешка · f4 чёрная пешка · a3 белая пешка · b3 белая ладья · c3 чёрный слон · f3 белая пешка · b2 белая пешка · g2 чёрный ферзь · h2 чёрная ладья · b1 белый король · c1 белый конь | g8 чёрный король · d7 белый ферзь · d6 чёрная пешка · e6 белый конь · a5 чёрная пешка · c5 чёрная пешка · d5 белая пешка · e5 чёрная пешка · c4 белая пешка · e4 белая пешка · f4 чёрная пешка · a3 белая пешка · b3 белая ладья · c3 чёрный слон · f3 белая пешка · b2 белая пешка · g2 чёрный ферзь · h2 чёрная ладья · b1 белый король · c1 белый конь | 8 |
| 7 | g8 чёрный король · d7 белый ферзь · d6 чёрная пешка · e6 белый конь · a5 чёрная пешка · c5 чёрная пешка · d5 белая пешка · e5 чёрная пешка · c4 белая пешка · e4 белая пешка · f4 чёрная пешка · a3 белая пешка · b3 белая ладья · c3 чёрный слон · f3 белая пешка · b2 белая пешка · g2 чёрный ферзь · h2 чёрная ладья · b1 белый король · c1 белый конь | g8 чёрный король · d7 белый ферзь · d6 чёрная пешка · e6 белый конь · a5 чёрная пешка · c5 чёрная пешка · d5 белая пешка · e5 чёрная пешка · c4 белая пешка · e4 белая пешка · f4 чёрная пешка · a3 белая пешка · b3 белая ладья · c3 чёрный слон · f3 белая пешка · b2 белая пешка · g2 чёрный ферзь · h2 чёрная ладья · b1 белый король · c1 белый конь | g8 чёрный король · d7 белый ферзь · d6 чёрная пешка · e6 белый конь · a5 чёрная пешка · c5 чёрная пешка · d5 белая пешка · e5 чёрная пешка · c4 белая пешка · e4 белая пешка · f4 чёрная пешка · a3 белая пешка · b3 белая ладья · c3 чёрный слон · f3 белая пешка · b2 белая пешка · g2 чёрный ферзь · h2 чёрная ладья · b1 белый король · c1 белый конь | g8 чёрный король · d7 белый ферзь · d6 чёрная пешка · e6 белый конь · a5 чёрная пешка · c5 чёрная пешка · d5 белая пешка · e5 чёрная пешка · c4 белая пешка · e4 белая пешка · f4 чёрная пешка · a3 белая пешка · b3 белая ладья · c3 чёрный слон · f3 белая пешка · b2 белая пешка · g2 чёрный ферзь · h2 чёрная ладья · b1 белый король · c1 белый конь | g8 чёрный король · d7 белый ферзь · d6 чёрная пешка · e6 белый конь · a5 чёрная пешка · c5 чёрная пешка · d5 белая пешка · e5 чёрная пешка · c4 белая пешка · e4 белая пешка · f4 чёрная пешка · a3 белая пешка · b3 белая ладья · c3 чёрный слон · f3 белая пешка · b2 белая пешка · g2 чёрный ферзь · h2 чёрная ладья · b1 белый король · c1 белый конь | g8 чёрный король · d7 белый ферзь · d6 чёрная пешка · e6 белый конь · a5 чёрная пешка · c5 чёрная пешка · d5 белая пешка · e5 чёрная пешка · c4 белая пешка · e4 белая пешка · f4 чёрная пешка · a3 белая пешка · b3 белая ладья · c3 чёрный слон · f3 белая пешка · b2 белая пешка · g2 чёрный ферзь · h2 чёрная ладья · b1 белый король · c1 белый конь | g8 чёрный король · d7 белый ферзь · d6 чёрная пешка · e6 белый конь · a5 чёрная пешка · c5 чёрная пешка · d5 белая пешка · e5 чёрная пешка · c4 белая пешка · e4 белая пешка · f4 чёрная пешка · a3 белая пешка · b3 белая ладья · c3 чёрный слон · f3 белая пешка · b2 белая пешка · g2 чёрный ферзь · h2 чёрная ладья · b1 белый король · c1 белый конь | g8 чёрный король · d7 белый ферзь · d6 чёрная пешка · e6 белый конь · a5 чёрная пешка · c5 чёрная пешка · d5 белая пешка · e5 чёрная пешка · c4 белая пешка · e4 белая пешка · f4 чёрная пешка · a3 белая пешка · b3 белая ладья · c3 чёрный слон · f3 белая пешка · b2 белая пешка · g2 чёрный ферзь · h2 чёрная ладья · b1 белый король · c1 белый конь | 7 |
| 6 | g8 чёрный король · d7 белый ферзь · d6 чёрная пешка · e6 белый конь · a5 чёрная пешка · c5 чёрная пешка · d5 белая пешка · e5 чёрная пешка · c4 белая пешка · e4 белая пешка · f4 чёрная пешка · a3 белая пешка · b3 белая ладья · c3 чёрный слон · f3 белая пешка · b2 белая пешка · g2 чёрный ферзь · h2 чёрная ладья · b1 белый король · c1 белый конь | g8 чёрный король · d7 белый ферзь · d6 чёрная пешка · e6 белый конь · a5 чёрная пешка · c5 чёрная пешка · d5 белая пешка · e5 чёрная пешка · c4 белая пешка · e4 белая пешка · f4 чёрная пешка · a3 белая пешка · b3 белая ладья · c3 чёрный слон · f3 белая пешка · b2 белая пешка · g2 чёрный ферзь · h2 чёрная ладья · b1 белый король · c1 белый конь | g8 чёрный король · d7 белый ферзь · d6 чёрная пешка · e6 белый конь · a5 чёрная пешка · c5 чёрная пешка · d5 белая пешка · e5 чёрная пешка · c4 белая пешка · e4 белая пешка · f4 чёрная пешка · a3 белая пешка · b3 белая ладья · c3 чёрный слон · f3 белая пешка · b2 белая пешка · g2 чёрный ферзь · h2 чёрная ладья · b1 белый король · c1 белый конь | g8 чёрный король · d7 белый ферзь · d6 чёрная пешка · e6 белый конь · a5 чёрная пешка · c5 чёрная пешка · d5 белая пешка · e5 чёрная пешка · c4 белая пешка · e4 белая пешка · f4 чёрная пешка · a3 белая пешка · b3 белая ладья · c3 чёрный слон · f3 белая пешка · b2 белая пешка · g2 чёрный ферзь · h2 чёрная ладья · b1 белый король · c1 белый конь | g8 чёрный король · d7 белый ферзь · d6 чёрная пешка · e6 белый конь · a5 чёрная пешка · c5 чёрная пешка · d5 белая пешка · e5 чёрная пешка · c4 белая пешка · e4 белая пешка · f4 чёрная пешка · a3 белая пешка · b3 белая ладья · c3 чёрный слон · f3 белая пешка · b2 белая пешка · g2 чёрный ферзь · h2 чёрная ладья · b1 белый король · c1 белый конь | g8 чёрный король · d7 белый ферзь · d6 чёрная пешка · e6 белый конь · a5 чёрная пешка · c5 чёрная пешка · d5 белая пешка · e5 чёрная пешка · c4 белая пешка · e4 белая пешка · f4 чёрная пешка · a3 белая пешка · b3 белая ладья · c3 чёрный слон · f3 белая пешка · b2 белая пешка · g2 чёрный ферзь · h2 чёрная ладья · b1 белый король · c1 белый конь | g8 чёрный король · d7 белый ферзь · d6 чёрная пешка · e6 белый конь · a5 чёрная пешка · c5 чёрная пешка · d5 белая пешка · e5 чёрная пешка · c4 белая пешка · e4 белая пешка · f4 чёрная пешка · a3 белая пешка · b3 белая ладья · c3 чёрный слон · f3 белая пешка · b2 белая пешка · g2 чёрный ферзь · h2 чёрная ладья · b1 белый король · c1 белый конь | g8 чёрный король · d7 белый ферзь · d6 чёрная пешка · e6 белый конь · a5 чёрная пешка · c5 чёрная пешка · d5 белая пешка · e5 чёрная пешка · c4 белая пешка · e4 белая пешка · f4 чёрная пешка · a3 белая пешка · b3 белая ладья · c3 чёрный слон · f3 белая пешка · b2 белая пешка · g2 чёрный ферзь · h2 чёрная ладья · b1 белый король · c1 белый конь | 6 |
| 5 | g8 чёрный король · d7 белый ферзь · d6 чёрная пешка · e6 белый конь · a5 чёрная пешка · c5 чёрная пешка · d5 белая пешка · e5 чёрная пешка · c4 белая пешка · e4 белая пешка · f4 чёрная пешка · a3 белая пешка · b3 белая ладья · c3 чёрный слон · f3 белая пешка · b2 белая пешка · g2 чёрный ферзь · h2 чёрная ладья · b1 белый король · c1 белый конь | g8 чёрный король · d7 белый ферзь · d6 чёрная пешка · e6 белый конь · a5 чёрная пешка · c5 чёрная пешка · d5 белая пешка · e5 чёрная пешка · c4 белая пешка · e4 белая пешка · f4 чёрная пешка · a3 белая пешка · b3 белая ладья · c3 чёрный слон · f3 белая пешка · b2 белая пешка · g2 чёрный ферзь · h2 чёрная ладья · b1 белый король · c1 белый конь | g8 чёрный король · d7 белый ферзь · d6 чёрная пешка · e6 белый конь · a5 чёрная пешка · c5 чёрная пешка · d5 белая пешка · e5 чёрная пешка · c4 белая пешка · e4 белая пешка · f4 чёрная пешка · a3 белая пешка · b3 белая ладья · c3 чёрный слон · f3 белая пешка · b2 белая пешка · g2 чёрный ферзь · h2 чёрная ладья · b1 белый король · c1 белый конь | g8 чёрный король · d7 белый ферзь · d6 чёрная пешка · e6 белый конь · a5 чёрная пешка · c5 чёрная пешка · d5 белая пешка · e5 чёрная пешка · c4 белая пешка · e4 белая пешка · f4 чёрная пешка · a3 белая пешка · b3 белая ладья · c3 чёрный слон · f3 белая пешка · b2 белая пешка · g2 чёрный ферзь · h2 чёрная ладья · b1 белый король · c1 белый конь | g8 чёрный король · d7 белый ферзь · d6 чёрная пешка · e6 белый конь · a5 чёрная пешка · c5 чёрная пешка · d5 белая пешка · e5 чёрная пешка · c4 белая пешка · e4 белая пешка · f4 чёрная пешка · a3 белая пешка · b3 белая ладья · c3 чёрный слон · f3 белая пешка · b2 белая пешка · g2 чёрный ферзь · h2 чёрная ладья · b1 белый король · c1 белый конь | g8 чёрный король · d7 белый ферзь · d6 чёрная пешка · e6 белый конь · a5 чёрная пешка · c5 чёрная пешка · d5 белая пешка · e5 чёрная пешка · c4 белая пешка · e4 белая пешка · f4 чёрная пешка · a3 белая пешка · b3 белая ладья · c3 чёрный слон · f3 белая пешка · b2 белая пешка · g2 чёрный ферзь · h2 чёрная ладья · b1 белый король · c1 белый конь | g8 чёрный король · d7 белый ферзь · d6 чёрная пешка · e6 белый конь · a5 чёрная пешка · c5 чёрная пешка · d5 белая пешка · e5 чёрная пешка · c4 белая пешка · e4 белая пешка · f4 чёрная пешка · a3 белая пешка · b3 белая ладья · c3 чёрный слон · f3 белая пешка · b2 белая пешка · g2 чёрный ферзь · h2 чёрная ладья · b1 белый король · c1 белый конь | g8 чёрный король · d7 белый ферзь · d6 чёрная пешка · e6 белый конь · a5 чёрная пешка · c5 чёрная пешка · d5 белая пешка · e5 чёрная пешка · c4 белая пешка · e4 белая пешка · f4 чёрная пешка · a3 белая пешка · b3 белая ладья · c3 чёрный слон · f3 белая пешка · b2 белая пешка · g2 чёрный ферзь · h2 чёрная ладья · b1 белый король · c1 белый конь | 5 |
| 4 | g8 чёрный король · d7 белый ферзь · d6 чёрная пешка · e6 белый конь · a5 чёрная пешка · c5 чёрная пешка · d5 белая пешка · e5 чёрная пешка · c4 белая пешка · e4 белая пешка · f4 чёрная пешка · a3 белая пешка · b3 белая ладья · c3 чёрный слон · f3 белая пешка · b2 белая пешка · g2 чёрный ферзь · h2 чёрная ладья · b1 белый король · c1 белый конь | g8 чёрный король · d7 белый ферзь · d6 чёрная пешка · e6 белый конь · a5 чёрная пешка · c5 чёрная пешка · d5 белая пешка · e5 чёрная пешка · c4 белая пешка · e4 белая пешка · f4 чёрная пешка · a3 белая пешка · b3 белая ладья · c3 чёрный слон · f3 белая пешка · b2 белая пешка · g2 чёрный ферзь · h2 чёрная ладья · b1 белый король · c1 белый конь | g8 чёрный король · d7 белый ферзь · d6 чёрная пешка · e6 белый конь · a5 чёрная пешка · c5 чёрная пешка · d5 белая пешка · e5 чёрная пешка · c4 белая пешка · e4 белая пешка · f4 чёрная пешка · a3 белая пешка · b3 белая ладья · c3 чёрный слон · f3 белая пешка · b2 белая пешка · g2 чёрный ферзь · h2 чёрная ладья · b1 белый король · c1 белый конь | g8 чёрный король · d7 белый ферзь · d6 чёрная пешка · e6 белый конь · a5 чёрная пешка · c5 чёрная пешка · d5 белая пешка · e5 чёрная пешка · c4 белая пешка · e4 белая пешка · f4 чёрная пешка · a3 белая пешка · b3 белая ладья · c3 чёрный слон · f3 белая пешка · b2 белая пешка · g2 чёрный ферзь · h2 чёрная ладья · b1 белый король · c1 белый конь | g8 чёрный король · d7 белый ферзь · d6 чёрная пешка · e6 белый конь · a5 чёрная пешка · c5 чёрная пешка · d5 белая пешка · e5 чёрная пешка · c4 белая пешка · e4 белая пешка · f4 чёрная пешка · a3 белая пешка · b3 белая ладья · c3 чёрный слон · f3 белая пешка · b2 белая пешка · g2 чёрный ферзь · h2 чёрная ладья · b1 белый король · c1 белый конь | g8 чёрный король · d7 белый ферзь · d6 чёрная пешка · e6 белый конь · a5 чёрная пешка · c5 чёрная пешка · d5 белая пешка · e5 чёрная пешка · c4 белая пешка · e4 белая пешка · f4 чёрная пешка · a3 белая пешка · b3 белая ладья · c3 чёрный слон · f3 белая пешка · b2 белая пешка · g2 чёрный ферзь · h2 чёрная ладья · b1 белый король · c1 белый конь | g8 чёрный король · d7 белый ферзь · d6 чёрная пешка · e6 белый конь · a5 чёрная пешка · c5 чёрная пешка · d5 белая пешка · e5 чёрная пешка · c4 белая пешка · e4 белая пешка · f4 чёрная пешка · a3 белая пешка · b3 белая ладья · c3 чёрный слон · f3 белая пешка · b2 белая пешка · g2 чёрный ферзь · h2 чёрная ладья · b1 белый король · c1 белый конь | g8 чёрный король · d7 белый ферзь · d6 чёрная пешка · e6 белый конь · a5 чёрная пешка · c5 чёрная пешка · d5 белая пешка · e5 чёрная пешка · c4 белая пешка · e4 белая пешка · f4 чёрная пешка · a3 белая пешка · b3 белая ладья · c3 чёрный слон · f3 белая пешка · b2 белая пешка · g2 чёрный ферзь · h2 чёрная ладья · b1 белый король · c1 белый конь | 4 |
| 3 | g8 чёрный король · d7 белый ферзь · d6 чёрная пешка · e6 белый конь · a5 чёрная пешка · c5 чёрная пешка · d5 белая пешка · e5 чёрная пешка · c4 белая пешка · e4 белая пешка · f4 чёрная пешка · a3 белая пешка · b3 белая ладья · c3 чёрный слон · f3 белая пешка · b2 белая пешка · g2 чёрный ферзь · h2 чёрная ладья · b1 белый король · c1 белый конь | g8 чёрный король · d7 белый ферзь · d6 чёрная пешка · e6 белый конь · a5 чёрная пешка · c5 чёрная пешка · d5 белая пешка · e5 чёрная пешка · c4 белая пешка · e4 белая пешка · f4 чёрная пешка · a3 белая пешка · b3 белая ладья · c3 чёрный слон · f3 белая пешка · b2 белая пешка · g2 чёрный ферзь · h2 чёрная ладья · b1 белый король · c1 белый конь | g8 чёрный король · d7 белый ферзь · d6 чёрная пешка · e6 белый конь · a5 чёрная пешка · c5 чёрная пешка · d5 белая пешка · e5 чёрная пешка · c4 белая пешка · e4 белая пешка · f4 чёрная пешка · a3 белая пешка · b3 белая ладья · c3 чёрный слон · f3 белая пешка · b2 белая пешка · g2 чёрный ферзь · h2 чёрная ладья · b1 белый король · c1 белый конь | g8 чёрный король · d7 белый ферзь · d6 чёрная пешка · e6 белый конь · a5 чёрная пешка · c5 чёрная пешка · d5 белая пешка · e5 чёрная пешка · c4 белая пешка · e4 белая пешка · f4 чёрная пешка · a3 белая пешка · b3 белая ладья · c3 чёрный слон · f3 белая пешка · b2 белая пешка · g2 чёрный ферзь · h2 чёрная ладья · b1 белый король · c1 белый конь | g8 чёрный король · d7 белый ферзь · d6 чёрная пешка · e6 белый конь · a5 чёрная пешка · c5 чёрная пешка · d5 белая пешка · e5 чёрная пешка · c4 белая пешка · e4 белая пешка · f4 чёрная пешка · a3 белая пешка · b3 белая ладья · c3 чёрный слон · f3 белая пешка · b2 белая пешка · g2 чёрный ферзь · h2 чёрная ладья · b1 белый король · c1 белый конь | g8 чёрный король · d7 белый ферзь · d6 чёрная пешка · e6 белый конь · a5 чёрная пешка · c5 чёрная пешка · d5 белая пешка · e5 чёрная пешка · c4 белая пешка · e4 белая пешка · f4 чёрная пешка · a3 белая пешка · b3 белая ладья · c3 чёрный слон · f3 белая пешка · b2 белая пешка · g2 чёрный ферзь · h2 чёрная ладья · b1 белый король · c1 белый конь | g8 чёрный король · d7 белый ферзь · d6 чёрная пешка · e6 белый конь · a5 чёрная пешка · c5 чёрная пешка · d5 белая пешка · e5 чёрная пешка · c4 белая пешка · e4 белая пешка · f4 чёрная пешка · a3 белая пешка · b3 белая ладья · c3 чёрный слон · f3 белая пешка · b2 белая пешка · g2 чёрный ферзь · h2 чёрная ладья · b1 белый король · c1 белый конь | g8 чёрный король · d7 белый ферзь · d6 чёрная пешка · e6 белый конь · a5 чёрная пешка · c5 чёрная пешка · d5 белая пешка · e5 чёрная пешка · c4 белая пешка · e4 белая пешка · f4 чёрная пешка · a3 белая пешка · b3 белая ладья · c3 чёрный слон · f3 белая пешка · b2 белая пешка · g2 чёрный ферзь · h2 чёрная ладья · b1 белый король · c1 белый конь | 3 |
| 2 | g8 чёрный король · d7 белый ферзь · d6 чёрная пешка · e6 белый конь · a5 чёрная пешка · c5 чёрная пешка · d5 белая пешка · e5 чёрная пешка · c4 белая пешка · e4 белая пешка · f4 чёрная пешка · a3 белая пешка · b3 белая ладья · c3 чёрный слон · f3 белая пешка · b2 белая пешка · g2 чёрный ферзь · h2 чёрная ладья · b1 белый король · c1 белый конь | g8 чёрный король · d7 белый ферзь · d6 чёрная пешка · e6 белый конь · a5 чёрная пешка · c5 чёрная пешка · d5 белая пешка · e5 чёрная пешка · c4 белая пешка · e4 белая пешка · f4 чёрная пешка · a3 белая пешка · b3 белая ладья · c3 чёрный слон · f3 белая пешка · b2 белая пешка · g2 чёрный ферзь · h2 чёрная ладья · b1 белый король · c1 белый конь | g8 чёрный король · d7 белый ферзь · d6 чёрная пешка · e6 белый конь · a5 чёрная пешка · c5 чёрная пешка · d5 белая пешка · e5 чёрная пешка · c4 белая пешка · e4 белая пешка · f4 чёрная пешка · a3 белая пешка · b3 белая ладья · c3 чёрный слон · f3 белая пешка · b2 белая пешка · g2 чёрный ферзь · h2 чёрная ладья · b1 белый король · c1 белый конь | g8 чёрный король · d7 белый ферзь · d6 чёрная пешка · e6 белый конь · a5 чёрная пешка · c5 чёрная пешка · d5 белая пешка · e5 чёрная пешка · c4 белая пешка · e4 белая пешка · f4 чёрная пешка · a3 белая пешка · b3 белая ладья · c3 чёрный слон · f3 белая пешка · b2 белая пешка · g2 чёрный ферзь · h2 чёрная ладья · b1 белый король · c1 белый конь | g8 чёрный король · d7 белый ферзь · d6 чёрная пешка · e6 белый конь · a5 чёрная пешка · c5 чёрная пешка · d5 белая пешка · e5 чёрная пешка · c4 белая пешка · e4 белая пешка · f4 чёрная пешка · a3 белая пешка · b3 белая ладья · c3 чёрный слон · f3 белая пешка · b2 белая пешка · g2 чёрный ферзь · h2 чёрная ладья · b1 белый король · c1 белый конь | g8 чёрный король · d7 белый ферзь · d6 чёрная пешка · e6 белый конь · a5 чёрная пешка · c5 чёрная пешка · d5 белая пешка · e5 чёрная пешка · c4 белая пешка · e4 белая пешка · f4 чёрная пешка · a3 белая пешка · b3 белая ладья · c3 чёрный слон · f3 белая пешка · b2 белая пешка · g2 чёрный ферзь · h2 чёрная ладья · b1 белый король · c1 белый конь | g8 чёрный король · d7 белый ферзь · d6 чёрная пешка · e6 белый конь · a5 чёрная пешка · c5 чёрная пешка · d5 белая пешка · e5 чёрная пешка · c4 белая пешка · e4 белая пешка · f4 чёрная пешка · a3 белая пешка · b3 белая ладья · c3 чёрный слон · f3 белая пешка · b2 белая пешка · g2 чёрный ферзь · h2 чёрная ладья · b1 белый король · c1 белый конь | g8 чёрный король · d7 белый ферзь · d6 чёрная пешка · e6 белый конь · a5 чёрная пешка · c5 чёрная пешка · d5 белая пешка · e5 чёрная пешка · c4 белая пешка · e4 белая пешка · f4 чёрная пешка · a3 белая пешка · b3 белая ладья · c3 чёрный слон · f3 белая пешка · b2 белая пешка · g2 чёрный ферзь · h2 чёрная ладья · b1 белый король · c1 белый конь | 2 |
| 1 | g8 чёрный король · d7 белый ферзь · d6 чёрная пешка · e6 белый конь · a5 чёрная пешка · c5 чёрная пешка · d5 белая пешка · e5 чёрная пешка · c4 белая пешка · e4 белая пешка · f4 чёрная пешка · a3 белая пешка · b3 белая ладья · c3 чёрный слон · f3 белая пешка · b2 белая пешка · g2 чёрный ферзь · h2 чёрная ладья · b1 белый король · c1 белый конь | g8 чёрный король · d7 белый ферзь · d6 чёрная пешка · e6 белый конь · a5 чёрная пешка · c5 чёрная пешка · d5 белая пешка · e5 чёрная пешка · c4 белая пешка · e4 белая пешка · f4 чёрная пешка · a3 белая пешка · b3 белая ладья · c3 чёрный слон · f3 белая пешка · b2 белая пешка · g2 чёрный ферзь · h2 чёрная ладья · b1 белый король · c1 белый конь | g8 чёрный король · d7 белый ферзь · d6 чёрная пешка · e6 белый конь · a5 чёрная пешка · c5 чёрная пешка · d5 белая пешка · e5 чёрная пешка · c4 белая пешка · e4 белая пешка · f4 чёрная пешка · a3 белая пешка · b3 белая ладья · c3 чёрный слон · f3 белая пешка · b2 белая пешка · g2 чёрный ферзь · h2 чёрная ладья · b1 белый король · c1 белый конь | g8 чёрный король · d7 белый ферзь · d6 чёрная пешка · e6 белый конь · a5 чёрная пешка · c5 чёрная пешка · d5 белая пешка · e5 чёрная пешка · c4 белая пешка · e4 белая пешка · f4 чёрная пешка · a3 белая пешка · b3 белая ладья · c3 чёрный слон · f3 белая пешка · b2 белая пешка · g2 чёрный ферзь · h2 чёрная ладья · b1 белый король · c1 белый конь | g8 чёрный король · d7 белый ферзь · d6 чёрная пешка · e6 белый конь · a5 чёрная пешка · c5 чёрная пешка · d5 белая пешка · e5 чёрная пешка · c4 белая пешка · e4 белая пешка · f4 чёрная пешка · a3 белая пешка · b3 белая ладья · c3 чёрный слон · f3 белая пешка · b2 белая пешка · g2 чёрный ферзь · h2 чёрная ладья · b1 белый король · c1 белый конь | g8 чёрный король · d7 белый ферзь · d6 чёрная пешка · e6 белый конь · a5 чёрная пешка · c5 чёрная пешка · d5 белая пешка · e5 чёрная пешка · c4 белая пешка · e4 белая пешка · f4 чёрная пешка · a3 белая пешка · b3 белая ладья · c3 чёрный слон · f3 белая пешка · b2 белая пешка · g2 чёрный ферзь · h2 чёрная ладья · b1 белый король · c1 белый конь | g8 чёрный король · d7 белый ферзь · d6 чёрная пешка · e6 белый конь · a5 чёрная пешка · c5 чёрная пешка · d5 белая пешка · e5 чёрная пешка · c4 белая пешка · e4 белая пешка · f4 чёрная пешка · a3 белая пешка · b3 белая ладья · c3 чёрный слон · f3 белая пешка · b2 белая пешка · g2 чёрный ферзь · h2 чёрная ладья · b1 белый король · c1 белый конь | g8 чёрный король · d7 белый ферзь · d6 чёрная пешка · e6 белый конь · a5 чёрная пешка · c5 чёрная пешка · d5 белая пешка · e5 чёрная пешка · c4 белая пешка · e4 белая пешка · f4 чёрная пешка · a3 белая пешка · b3 белая ладья · c3 чёрный слон · f3 белая пешка · b2 белая пешка · g2 чёрный ферзь · h2 чёрная ладья · b1 белый король · c1 белый конь | 1 |
|   | a | b | c | d | e | f | g | h |   |

(вариант из партии)

39. … Фg2:b2+!

40. Лb3:b2 Лh2:b2+

41. Kpb1-a1 …

Теперь чёрные могут давать вскрытые шахи, уводя ладью на любую из двенадцати клеток, что обычно даёт им минимум ничью, а в данном случае даже выигрыш (А. Котов)

41. … Лb2-b7+

42. Kpa1-a2 Лb7:d7,

и у чёрных решающий материальный перевес.

### Партия Д. Бирн — Фишер
|   | a | b | c | d | e | f | g | h |   |
| - | --- | --- | --- | --- | --- | --- | --- | --- | - |
| 8 | a8 чёрная ладья · e8 чёрная ладья · g8 чёрный король · a7 чёрная пешка · b7 чёрная пешка · f7 чёрная пешка · g7 чёрный слон · h7 чёрная пешка · b6 чёрный ферзь · c6 чёрная пешка · g6 чёрная пешка · c5 белый слон · c4 белый слон · d4 белая пешка · g4 чёрный слон · a3 белый ферзь · c3 чёрный конь · f3 белый конь · a2 белая пешка · f2 белая пешка · g2 белая пешка · h2 белая пешка · d1 белая ладья · f1 белый король · h1 белая ладья | a8 чёрная ладья · e8 чёрная ладья · g8 чёрный король · a7 чёрная пешка · b7 чёрная пешка · f7 чёрная пешка · g7 чёрный слон · h7 чёрная пешка · b6 чёрный ферзь · c6 чёрная пешка · g6 чёрная пешка · c5 белый слон · c4 белый слон · d4 белая пешка · g4 чёрный слон · a3 белый ферзь · c3 чёрный конь · f3 белый конь · a2 белая пешка · f2 белая пешка · g2 белая пешка · h2 белая пешка · d1 белая ладья · f1 белый король · h1 белая ладья | a8 чёрная ладья · e8 чёрная ладья · g8 чёрный король · a7 чёрная пешка · b7 чёрная пешка · f7 чёрная пешка · g7 чёрный слон · h7 чёрная пешка · b6 чёрный ферзь · c6 чёрная пешка · g6 чёрная пешка · c5 белый слон · c4 белый слон · d4 белая пешка · g4 чёрный слон · a3 белый ферзь · c3 чёрный конь · f3 белый конь · a2 белая пешка · f2 белая пешка · g2 белая пешка · h2 белая пешка · d1 белая ладья · f1 белый король · h1 белая ладья | a8 чёрная ладья · e8 чёрная ладья · g8 чёрный король · a7 чёрная пешка · b7 чёрная пешка · f7 чёрная пешка · g7 чёрный слон · h7 чёрная пешка · b6 чёрный ферзь · c6 чёрная пешка · g6 чёрная пешка · c5 белый слон · c4 белый слон · d4 белая пешка · g4 чёрный слон · a3 белый ферзь · c3 чёрный конь · f3 белый конь · a2 белая пешка · f2 белая пешка · g2 белая пешка · h2 белая пешка · d1 белая ладья · f1 белый король · h1 белая ладья | a8 чёрная ладья · e8 чёрная ладья · g8 чёрный король · a7 чёрная пешка · b7 чёрная пешка · f7 чёрная пешка · g7 чёрный слон · h7 чёрная пешка · b6 чёрный ферзь · c6 чёрная пешка · g6 чёрная пешка · c5 белый слон · c4 белый слон · d4 белая пешка · g4 чёрный слон · a3 белый ферзь · c3 чёрный конь · f3 белый конь · a2 белая пешка · f2 белая пешка · g2 белая пешка · h2 белая пешка · d1 белая ладья · f1 белый король · h1 белая ладья | a8 чёрная ладья · e8 чёрная ладья · g8 чёрный король · a7 чёрная пешка · b7 чёрная пешка · f7 чёрная пешка · g7 чёрный слон · h7 чёрная пешка · b6 чёрный ферзь · c6 чёрная пешка · g6 чёрная пешка · c5 белый слон · c4 белый слон · d4 белая пешка · g4 чёрный слон · a3 белый ферзь · c3 чёрный конь · f3 белый конь · a2 белая пешка · f2 белая пешка · g2 белая пешка · h2 белая пешка · d1 белая ладья · f1 белый король · h1 белая ладья | a8 чёрная ладья · e8 чёрная ладья · g8 чёрный король · a7 чёрная пешка · b7 чёрная пешка · f7 чёрная пешка · g7 чёрный слон · h7 чёрная пешка · b6 чёрный ферзь · c6 чёрная пешка · g6 чёрная пешка · c5 белый слон · c4 белый слон · d4 белая пешка · g4 чёрный слон · a3 белый ферзь · c3 чёрный конь · f3 белый конь · a2 белая пешка · f2 белая пешка · g2 белая пешка · h2 белая пешка · d1 белая ладья · f1 белый король · h1 белая ладья | a8 чёрная ладья · e8 чёрная ладья · g8 чёрный король · a7 чёрная пешка · b7 чёрная пешка · f7 чёрная пешка · g7 чёрный слон · h7 чёрная пешка · b6 чёрный ферзь · c6 чёрная пешка · g6 чёрная пешка · c5 белый слон · c4 белый слон · d4 белая пешка · g4 чёрный слон · a3 белый ферзь · c3 чёрный конь · f3 белый конь · a2 белая пешка · f2 белая пешка · g2 белая пешка · h2 белая пешка · d1 белая ладья · f1 белый король · h1 белая ладья | 8 |
| 7 | a8 чёрная ладья · e8 чёрная ладья · g8 чёрный король · a7 чёрная пешка · b7 чёрная пешка · f7 чёрная пешка · g7 чёрный слон · h7 чёрная пешка · b6 чёрный ферзь · c6 чёрная пешка · g6 чёрная пешка · c5 белый слон · c4 белый слон · d4 белая пешка · g4 чёрный слон · a3 белый ферзь · c3 чёрный конь · f3 белый конь · a2 белая пешка · f2 белая пешка · g2 белая пешка · h2 белая пешка · d1 белая ладья · f1 белый король · h1 белая ладья | a8 чёрная ладья · e8 чёрная ладья · g8 чёрный король · a7 чёрная пешка · b7 чёрная пешка · f7 чёрная пешка · g7 чёрный слон · h7 чёрная пешка · b6 чёрный ферзь · c6 чёрная пешка · g6 чёрная пешка · c5 белый слон · c4 белый слон · d4 белая пешка · g4 чёрный слон · a3 белый ферзь · c3 чёрный конь · f3 белый конь · a2 белая пешка · f2 белая пешка · g2 белая пешка · h2 белая пешка · d1 белая ладья · f1 белый король · h1 белая ладья | a8 чёрная ладья · e8 чёрная ладья · g8 чёрный король · a7 чёрная пешка · b7 чёрная пешка · f7 чёрная пешка · g7 чёрный слон · h7 чёрная пешка · b6 чёрный ферзь · c6 чёрная пешка · g6 чёрная пешка · c5 белый слон · c4 белый слон · d4 белая пешка · g4 чёрный слон · a3 белый ферзь · c3 чёрный конь · f3 белый конь · a2 белая пешка · f2 белая пешка · g2 белая пешка · h2 белая пешка · d1 белая ладья · f1 белый король · h1 белая ладья | a8 чёрная ладья · e8 чёрная ладья · g8 чёрный король · a7 чёрная пешка · b7 чёрная пешка · f7 чёрная пешка · g7 чёрный слон · h7 чёрная пешка · b6 чёрный ферзь · c6 чёрная пешка · g6 чёрная пешка · c5 белый слон · c4 белый слон · d4 белая пешка · g4 чёрный слон · a3 белый ферзь · c3 чёрный конь · f3 белый конь · a2 белая пешка · f2 белая пешка · g2 белая пешка · h2 белая пешка · d1 белая ладья · f1 белый король · h1 белая ладья | a8 чёрная ладья · e8 чёрная ладья · g8 чёрный король · a7 чёрная пешка · b7 чёрная пешка · f7 чёрная пешка · g7 чёрный слон · h7 чёрная пешка · b6 чёрный ферзь · c6 чёрная пешка · g6 чёрная пешка · c5 белый слон · c4 белый слон · d4 белая пешка · g4 чёрный слон · a3 белый ферзь · c3 чёрный конь · f3 белый конь · a2 белая пешка · f2 белая пешка · g2 белая пешка · h2 белая пешка · d1 белая ладья · f1 белый король · h1 белая ладья | a8 чёрная ладья · e8 чёрная ладья · g8 чёрный король · a7 чёрная пешка · b7 чёрная пешка · f7 чёрная пешка · g7 чёрный слон · h7 чёрная пешка · b6 чёрный ферзь · c6 чёрная пешка · g6 чёрная пешка · c5 белый слон · c4 белый слон · d4 белая пешка · g4 чёрный слон · a3 белый ферзь · c3 чёрный конь · f3 белый конь · a2 белая пешка · f2 белая пешка · g2 белая пешка · h2 белая пешка · d1 белая ладья · f1 белый король · h1 белая ладья | a8 чёрная ладья · e8 чёрная ладья · g8 чёрный король · a7 чёрная пешка · b7 чёрная пешка · f7 чёрная пешка · g7 чёрный слон · h7 чёрная пешка · b6 чёрный ферзь · c6 чёрная пешка · g6 чёрная пешка · c5 белый слон · c4 белый слон · d4 белая пешка · g4 чёрный слон · a3 белый ферзь · c3 чёрный конь · f3 белый конь · a2 белая пешка · f2 белая пешка · g2 белая пешка · h2 белая пешка · d1 белая ладья · f1 белый король · h1 белая ладья | a8 чёрная ладья · e8 чёрная ладья · g8 чёрный король · a7 чёрная пешка · b7 чёрная пешка · f7 чёрная пешка · g7 чёрный слон · h7 чёрная пешка · b6 чёрный ферзь · c6 чёрная пешка · g6 чёрная пешка · c5 белый слон · c4 белый слон · d4 белая пешка · g4 чёрный слон · a3 белый ферзь · c3 чёрный конь · f3 белый конь · a2 белая пешка · f2 белая пешка · g2 белая пешка · h2 белая пешка · d1 белая ладья · f1 белый король · h1 белая ладья | 7 |
| 6 | a8 чёрная ладья · e8 чёрная ладья · g8 чёрный король · a7 чёрная пешка · b7 чёрная пешка · f7 чёрная пешка · g7 чёрный слон · h7 чёрная пешка · b6 чёрный ферзь · c6 чёрная пешка · g6 чёрная пешка · c5 белый слон · c4 белый слон · d4 белая пешка · g4 чёрный слон · a3 белый ферзь · c3 чёрный конь · f3 белый конь · a2 белая пешка · f2 белая пешка · g2 белая пешка · h2 белая пешка · d1 белая ладья · f1 белый король · h1 белая ладья | a8 чёрная ладья · e8 чёрная ладья · g8 чёрный король · a7 чёрная пешка · b7 чёрная пешка · f7 чёрная пешка · g7 чёрный слон · h7 чёрная пешка · b6 чёрный ферзь · c6 чёрная пешка · g6 чёрная пешка · c5 белый слон · c4 белый слон · d4 белая пешка · g4 чёрный слон · a3 белый ферзь · c3 чёрный конь · f3 белый конь · a2 белая пешка · f2 белая пешка · g2 белая пешка · h2 белая пешка · d1 белая ладья · f1 белый король · h1 белая ладья | a8 чёрная ладья · e8 чёрная ладья · g8 чёрный король · a7 чёрная пешка · b7 чёрная пешка · f7 чёрная пешка · g7 чёрный слон · h7 чёрная пешка · b6 чёрный ферзь · c6 чёрная пешка · g6 чёрная пешка · c5 белый слон · c4 белый слон · d4 белая пешка · g4 чёрный слон · a3 белый ферзь · c3 чёрный конь · f3 белый конь · a2 белая пешка · f2 белая пешка · g2 белая пешка · h2 белая пешка · d1 белая ладья · f1 белый король · h1 белая ладья | a8 чёрная ладья · e8 чёрная ладья · g8 чёрный король · a7 чёрная пешка · b7 чёрная пешка · f7 чёрная пешка · g7 чёрный слон · h7 чёрная пешка · b6 чёрный ферзь · c6 чёрная пешка · g6 чёрная пешка · c5 белый слон · c4 белый слон · d4 белая пешка · g4 чёрный слон · a3 белый ферзь · c3 чёрный конь · f3 белый конь · a2 белая пешка · f2 белая пешка · g2 белая пешка · h2 белая пешка · d1 белая ладья · f1 белый король · h1 белая ладья | a8 чёрная ладья · e8 чёрная ладья · g8 чёрный король · a7 чёрная пешка · b7 чёрная пешка · f7 чёрная пешка · g7 чёрный слон · h7 чёрная пешка · b6 чёрный ферзь · c6 чёрная пешка · g6 чёрная пешка · c5 белый слон · c4 белый слон · d4 белая пешка · g4 чёрный слон · a3 белый ферзь · c3 чёрный конь · f3 белый конь · a2 белая пешка · f2 белая пешка · g2 белая пешка · h2 белая пешка · d1 белая ладья · f1 белый король · h1 белая ладья | a8 чёрная ладья · e8 чёрная ладья · g8 чёрный король · a7 чёрная пешка · b7 чёрная пешка · f7 чёрная пешка · g7 чёрный слон · h7 чёрная пешка · b6 чёрный ферзь · c6 чёрная пешка · g6 чёрная пешка · c5 белый слон · c4 белый слон · d4 белая пешка · g4 чёрный слон · a3 белый ферзь · c3 чёрный конь · f3 белый конь · a2 белая пешка · f2 белая пешка · g2 белая пешка · h2 белая пешка · d1 белая ладья · f1 белый король · h1 белая ладья | a8 чёрная ладья · e8 чёрная ладья · g8 чёрный король · a7 чёрная пешка · b7 чёрная пешка · f7 чёрная пешка · g7 чёрный слон · h7 чёрная пешка · b6 чёрный ферзь · c6 чёрная пешка · g6 чёрная пешка · c5 белый слон · c4 белый слон · d4 белая пешка · g4 чёрный слон · a3 белый ферзь · c3 чёрный конь · f3 белый конь · a2 белая пешка · f2 белая пешка · g2 белая пешка · h2 белая пешка · d1 белая ладья · f1 белый король · h1 белая ладья | a8 чёрная ладья · e8 чёрная ладья · g8 чёрный король · a7 чёрная пешка · b7 чёрная пешка · f7 чёрная пешка · g7 чёрный слон · h7 чёрная пешка · b6 чёрный ферзь · c6 чёрная пешка · g6 чёрная пешка · c5 белый слон · c4 белый слон · d4 белая пешка · g4 чёрный слон · a3 белый ферзь · c3 чёрный конь · f3 белый конь · a2 белая пешка · f2 белая пешка · g2 белая пешка · h2 белая пешка · d1 белая ладья · f1 белый король · h1 белая ладья | 6 |
| 5 | a8 чёрная ладья · e8 чёрная ладья · g8 чёрный король · a7 чёрная пешка · b7 чёрная пешка · f7 чёрная пешка · g7 чёрный слон · h7 чёрная пешка · b6 чёрный ферзь · c6 чёрная пешка · g6 чёрная пешка · c5 белый слон · c4 белый слон · d4 белая пешка · g4 чёрный слон · a3 белый ферзь · c3 чёрный конь · f3 белый конь · a2 белая пешка · f2 белая пешка · g2 белая пешка · h2 белая пешка · d1 белая ладья · f1 белый король · h1 белая ладья | a8 чёрная ладья · e8 чёрная ладья · g8 чёрный король · a7 чёрная пешка · b7 чёрная пешка · f7 чёрная пешка · g7 чёрный слон · h7 чёрная пешка · b6 чёрный ферзь · c6 чёрная пешка · g6 чёрная пешка · c5 белый слон · c4 белый слон · d4 белая пешка · g4 чёрный слон · a3 белый ферзь · c3 чёрный конь · f3 белый конь · a2 белая пешка · f2 белая пешка · g2 белая пешка · h2 белая пешка · d1 белая ладья · f1 белый король · h1 белая ладья | a8 чёрная ладья · e8 чёрная ладья · g8 чёрный король · a7 чёрная пешка · b7 чёрная пешка · f7 чёрная пешка · g7 чёрный слон · h7 чёрная пешка · b6 чёрный ферзь · c6 чёрная пешка · g6 чёрная пешка · c5 белый слон · c4 белый слон · d4 белая пешка · g4 чёрный слон · a3 белый ферзь · c3 чёрный конь · f3 белый конь · a2 белая пешка · f2 белая пешка · g2 белая пешка · h2 белая пешка · d1 белая ладья · f1 белый король · h1 белая ладья | a8 чёрная ладья · e8 чёрная ладья · g8 чёрный король · a7 чёрная пешка · b7 чёрная пешка · f7 чёрная пешка · g7 чёрный слон · h7 чёрная пешка · b6 чёрный ферзь · c6 чёрная пешка · g6 чёрная пешка · c5 белый слон · c4 белый слон · d4 белая пешка · g4 чёрный слон · a3 белый ферзь · c3 чёрный конь · f3 белый конь · a2 белая пешка · f2 белая пешка · g2 белая пешка · h2 белая пешка · d1 белая ладья · f1 белый король · h1 белая ладья | a8 чёрная ладья · e8 чёрная ладья · g8 чёрный король · a7 чёрная пешка · b7 чёрная пешка · f7 чёрная пешка · g7 чёрный слон · h7 чёрная пешка · b6 чёрный ферзь · c6 чёрная пешка · g6 чёрная пешка · c5 белый слон · c4 белый слон · d4 белая пешка · g4 чёрный слон · a3 белый ферзь · c3 чёрный конь · f3 белый конь · a2 белая пешка · f2 белая пешка · g2 белая пешка · h2 белая пешка · d1 белая ладья · f1 белый король · h1 белая ладья | a8 чёрная ладья · e8 чёрная ладья · g8 чёрный король · a7 чёрная пешка · b7 чёрная пешка · f7 чёрная пешка · g7 чёрный слон · h7 чёрная пешка · b6 чёрный ферзь · c6 чёрная пешка · g6 чёрная пешка · c5 белый слон · c4 белый слон · d4 белая пешка · g4 чёрный слон · a3 белый ферзь · c3 чёрный конь · f3 белый конь · a2 белая пешка · f2 белая пешка · g2 белая пешка · h2 белая пешка · d1 белая ладья · f1 белый король · h1 белая ладья | a8 чёрная ладья · e8 чёрная ладья · g8 чёрный король · a7 чёрная пешка · b7 чёрная пешка · f7 чёрная пешка · g7 чёрный слон · h7 чёрная пешка · b6 чёрный ферзь · c6 чёрная пешка · g6 чёрная пешка · c5 белый слон · c4 белый слон · d4 белая пешка · g4 чёрный слон · a3 белый ферзь · c3 чёрный конь · f3 белый конь · a2 белая пешка · f2 белая пешка · g2 белая пешка · h2 белая пешка · d1 белая ладья · f1 белый король · h1 белая ладья | a8 чёрная ладья · e8 чёрная ладья · g8 чёрный король · a7 чёрная пешка · b7 чёрная пешка · f7 чёрная пешка · g7 чёрный слон · h7 чёрная пешка · b6 чёрный ферзь · c6 чёрная пешка · g6 чёрная пешка · c5 белый слон · c4 белый слон · d4 белая пешка · g4 чёрный слон · a3 белый ферзь · c3 чёрный конь · f3 белый конь · a2 белая пешка · f2 белая пешка · g2 белая пешка · h2 белая пешка · d1 белая ладья · f1 белый король · h1 белая ладья | 5 |
| 4 | a8 чёрная ладья · e8 чёрная ладья · g8 чёрный король · a7 чёрная пешка · b7 чёрная пешка · f7 чёрная пешка · g7 чёрный слон · h7 чёрная пешка · b6 чёрный ферзь · c6 чёрная пешка · g6 чёрная пешка · c5 белый слон · c4 белый слон · d4 белая пешка · g4 чёрный слон · a3 белый ферзь · c3 чёрный конь · f3 белый конь · a2 белая пешка · f2 белая пешка · g2 белая пешка · h2 белая пешка · d1 белая ладья · f1 белый король · h1 белая ладья | a8 чёрная ладья · e8 чёрная ладья · g8 чёрный король · a7 чёрная пешка · b7 чёрная пешка · f7 чёрная пешка · g7 чёрный слон · h7 чёрная пешка · b6 чёрный ферзь · c6 чёрная пешка · g6 чёрная пешка · c5 белый слон · c4 белый слон · d4 белая пешка · g4 чёрный слон · a3 белый ферзь · c3 чёрный конь · f3 белый конь · a2 белая пешка · f2 белая пешка · g2 белая пешка · h2 белая пешка · d1 белая ладья · f1 белый король · h1 белая ладья | a8 чёрная ладья · e8 чёрная ладья · g8 чёрный король · a7 чёрная пешка · b7 чёрная пешка · f7 чёрная пешка · g7 чёрный слон · h7 чёрная пешка · b6 чёрный ферзь · c6 чёрная пешка · g6 чёрная пешка · c5 белый слон · c4 белый слон · d4 белая пешка · g4 чёрный слон · a3 белый ферзь · c3 чёрный конь · f3 белый конь · a2 белая пешка · f2 белая пешка · g2 белая пешка · h2 белая пешка · d1 белая ладья · f1 белый король · h1 белая ладья | a8 чёрная ладья · e8 чёрная ладья · g8 чёрный король · a7 чёрная пешка · b7 чёрная пешка · f7 чёрная пешка · g7 чёрный слон · h7 чёрная пешка · b6 чёрный ферзь · c6 чёрная пешка · g6 чёрная пешка · c5 белый слон · c4 белый слон · d4 белая пешка · g4 чёрный слон · a3 белый ферзь · c3 чёрный конь · f3 белый конь · a2 белая пешка · f2 белая пешка · g2 белая пешка · h2 белая пешка · d1 белая ладья · f1 белый король · h1 белая ладья | a8 чёрная ладья · e8 чёрная ладья · g8 чёрный король · a7 чёрная пешка · b7 чёрная пешка · f7 чёрная пешка · g7 чёрный слон · h7 чёрная пешка · b6 чёрный ферзь · c6 чёрная пешка · g6 чёрная пешка · c5 белый слон · c4 белый слон · d4 белая пешка · g4 чёрный слон · a3 белый ферзь · c3 чёрный конь · f3 белый конь · a2 белая пешка · f2 белая пешка · g2 белая пешка · h2 белая пешка · d1 белая ладья · f1 белый король · h1 белая ладья | a8 чёрная ладья · e8 чёрная ладья · g8 чёрный король · a7 чёрная пешка · b7 чёрная пешка · f7 чёрная пешка · g7 чёрный слон · h7 чёрная пешка · b6 чёрный ферзь · c6 чёрная пешка · g6 чёрная пешка · c5 белый слон · c4 белый слон · d4 белая пешка · g4 чёрный слон · a3 белый ферзь · c3 чёрный конь · f3 белый конь · a2 белая пешка · f2 белая пешка · g2 белая пешка · h2 белая пешка · d1 белая ладья · f1 белый король · h1 белая ладья | a8 чёрная ладья · e8 чёрная ладья · g8 чёрный король · a7 чёрная пешка · b7 чёрная пешка · f7 чёрная пешка · g7 чёрный слон · h7 чёрная пешка · b6 чёрный ферзь · c6 чёрная пешка · g6 чёрная пешка · c5 белый слон · c4 белый слон · d4 белая пешка · g4 чёрный слон · a3 белый ферзь · c3 чёрный конь · f3 белый конь · a2 белая пешка · f2 белая пешка · g2 белая пешка · h2 белая пешка · d1 белая ладья · f1 белый король · h1 белая ладья | a8 чёрная ладья · e8 чёрная ладья · g8 чёрный король · a7 чёрная пешка · b7 чёрная пешка · f7 чёрная пешка · g7 чёрный слон · h7 чёрная пешка · b6 чёрный ферзь · c6 чёрная пешка · g6 чёрная пешка · c5 белый слон · c4 белый слон · d4 белая пешка · g4 чёрный слон · a3 белый ферзь · c3 чёрный конь · f3 белый конь · a2 белая пешка · f2 белая пешка · g2 белая пешка · h2 белая пешка · d1 белая ладья · f1 белый король · h1 белая ладья | 4 |
| 3 | a8 чёрная ладья · e8 чёрная ладья · g8 чёрный король · a7 чёрная пешка · b7 чёрная пешка · f7 чёрная пешка · g7 чёрный слон · h7 чёрная пешка · b6 чёрный ферзь · c6 чёрная пешка · g6 чёрная пешка · c5 белый слон · c4 белый слон · d4 белая пешка · g4 чёрный слон · a3 белый ферзь · c3 чёрный конь · f3 белый конь · a2 белая пешка · f2 белая пешка · g2 белая пешка · h2 белая пешка · d1 белая ладья · f1 белый король · h1 белая ладья | a8 чёрная ладья · e8 чёрная ладья · g8 чёрный король · a7 чёрная пешка · b7 чёрная пешка · f7 чёрная пешка · g7 чёрный слон · h7 чёрная пешка · b6 чёрный ферзь · c6 чёрная пешка · g6 чёрная пешка · c5 белый слон · c4 белый слон · d4 белая пешка · g4 чёрный слон · a3 белый ферзь · c3 чёрный конь · f3 белый конь · a2 белая пешка · f2 белая пешка · g2 белая пешка · h2 белая пешка · d1 белая ладья · f1 белый король · h1 белая ладья | a8 чёрная ладья · e8 чёрная ладья · g8 чёрный король · a7 чёрная пешка · b7 чёрная пешка · f7 чёрная пешка · g7 чёрный слон · h7 чёрная пешка · b6 чёрный ферзь · c6 чёрная пешка · g6 чёрная пешка · c5 белый слон · c4 белый слон · d4 белая пешка · g4 чёрный слон · a3 белый ферзь · c3 чёрный конь · f3 белый конь · a2 белая пешка · f2 белая пешка · g2 белая пешка · h2 белая пешка · d1 белая ладья · f1 белый король · h1 белая ладья | a8 чёрная ладья · e8 чёрная ладья · g8 чёрный король · a7 чёрная пешка · b7 чёрная пешка · f7 чёрная пешка · g7 чёрный слон · h7 чёрная пешка · b6 чёрный ферзь · c6 чёрная пешка · g6 чёрная пешка · c5 белый слон · c4 белый слон · d4 белая пешка · g4 чёрный слон · a3 белый ферзь · c3 чёрный конь · f3 белый конь · a2 белая пешка · f2 белая пешка · g2 белая пешка · h2 белая пешка · d1 белая ладья · f1 белый король · h1 белая ладья | a8 чёрная ладья · e8 чёрная ладья · g8 чёрный король · a7 чёрная пешка · b7 чёрная пешка · f7 чёрная пешка · g7 чёрный слон · h7 чёрная пешка · b6 чёрный ферзь · c6 чёрная пешка · g6 чёрная пешка · c5 белый слон · c4 белый слон · d4 белая пешка · g4 чёрный слон · a3 белый ферзь · c3 чёрный конь · f3 белый конь · a2 белая пешка · f2 белая пешка · g2 белая пешка · h2 белая пешка · d1 белая ладья · f1 белый король · h1 белая ладья | a8 чёрная ладья · e8 чёрная ладья · g8 чёрный король · a7 чёрная пешка · b7 чёрная пешка · f7 чёрная пешка · g7 чёрный слон · h7 чёрная пешка · b6 чёрный ферзь · c6 чёрная пешка · g6 чёрная пешка · c5 белый слон · c4 белый слон · d4 белая пешка · g4 чёрный слон · a3 белый ферзь · c3 чёрный конь · f3 белый конь · a2 белая пешка · f2 белая пешка · g2 белая пешка · h2 белая пешка · d1 белая ладья · f1 белый король · h1 белая ладья | a8 чёрная ладья · e8 чёрная ладья · g8 чёрный король · a7 чёрная пешка · b7 чёрная пешка · f7 чёрная пешка · g7 чёрный слон · h7 чёрная пешка · b6 чёрный ферзь · c6 чёрная пешка · g6 чёрная пешка · c5 белый слон · c4 белый слон · d4 белая пешка · g4 чёрный слон · a3 белый ферзь · c3 чёрный конь · f3 белый конь · a2 белая пешка · f2 белая пешка · g2 белая пешка · h2 белая пешка · d1 белая ладья · f1 белый король · h1 белая ладья | a8 чёрная ладья · e8 чёрная ладья · g8 чёрный король · a7 чёрная пешка · b7 чёрная пешка · f7 чёрная пешка · g7 чёрный слон · h7 чёрная пешка · b6 чёрный ферзь · c6 чёрная пешка · g6 чёрная пешка · c5 белый слон · c4 белый слон · d4 белая пешка · g4 чёрный слон · a3 белый ферзь · c3 чёрный конь · f3 белый конь · a2 белая пешка · f2 белая пешка · g2 белая пешка · h2 белая пешка · d1 белая ладья · f1 белый король · h1 белая ладья | 3 |
| 2 | a8 чёрная ладья · e8 чёрная ладья · g8 чёрный король · a7 чёрная пешка · b7 чёрная пешка · f7 чёрная пешка · g7 чёрный слон · h7 чёрная пешка · b6 чёрный ферзь · c6 чёрная пешка · g6 чёрная пешка · c5 белый слон · c4 белый слон · d4 белая пешка · g4 чёрный слон · a3 белый ферзь · c3 чёрный конь · f3 белый конь · a2 белая пешка · f2 белая пешка · g2 белая пешка · h2 белая пешка · d1 белая ладья · f1 белый король · h1 белая ладья | a8 чёрная ладья · e8 чёрная ладья · g8 чёрный король · a7 чёрная пешка · b7 чёрная пешка · f7 чёрная пешка · g7 чёрный слон · h7 чёрная пешка · b6 чёрный ферзь · c6 чёрная пешка · g6 чёрная пешка · c5 белый слон · c4 белый слон · d4 белая пешка · g4 чёрный слон · a3 белый ферзь · c3 чёрный конь · f3 белый конь · a2 белая пешка · f2 белая пешка · g2 белая пешка · h2 белая пешка · d1 белая ладья · f1 белый король · h1 белая ладья | a8 чёрная ладья · e8 чёрная ладья · g8 чёрный король · a7 чёрная пешка · b7 чёрная пешка · f7 чёрная пешка · g7 чёрный слон · h7 чёрная пешка · b6 чёрный ферзь · c6 чёрная пешка · g6 чёрная пешка · c5 белый слон · c4 белый слон · d4 белая пешка · g4 чёрный слон · a3 белый ферзь · c3 чёрный конь · f3 белый конь · a2 белая пешка · f2 белая пешка · g2 белая пешка · h2 белая пешка · d1 белая ладья · f1 белый король · h1 белая ладья | a8 чёрная ладья · e8 чёрная ладья · g8 чёрный король · a7 чёрная пешка · b7 чёрная пешка · f7 чёрная пешка · g7 чёрный слон · h7 чёрная пешка · b6 чёрный ферзь · c6 чёрная пешка · g6 чёрная пешка · c5 белый слон · c4 белый слон · d4 белая пешка · g4 чёрный слон · a3 белый ферзь · c3 чёрный конь · f3 белый конь · a2 белая пешка · f2 белая пешка · g2 белая пешка · h2 белая пешка · d1 белая ладья · f1 белый король · h1 белая ладья | a8 чёрная ладья · e8 чёрная ладья · g8 чёрный король · a7 чёрная пешка · b7 чёрная пешка · f7 чёрная пешка · g7 чёрный слон · h7 чёрная пешка · b6 чёрный ферзь · c6 чёрная пешка · g6 чёрная пешка · c5 белый слон · c4 белый слон · d4 белая пешка · g4 чёрный слон · a3 белый ферзь · c3 чёрный конь · f3 белый конь · a2 белая пешка · f2 белая пешка · g2 белая пешка · h2 белая пешка · d1 белая ладья · f1 белый король · h1 белая ладья | a8 чёрная ладья · e8 чёрная ладья · g8 чёрный король · a7 чёрная пешка · b7 чёрная пешка · f7 чёрная пешка · g7 чёрный слон · h7 чёрная пешка · b6 чёрный ферзь · c6 чёрная пешка · g6 чёрная пешка · c5 белый слон · c4 белый слон · d4 белая пешка · g4 чёрный слон · a3 белый ферзь · c3 чёрный конь · f3 белый конь · a2 белая пешка · f2 белая пешка · g2 белая пешка · h2 белая пешка · d1 белая ладья · f1 белый король · h1 белая ладья | a8 чёрная ладья · e8 чёрная ладья · g8 чёрный король · a7 чёрная пешка · b7 чёрная пешка · f7 чёрная пешка · g7 чёрный слон · h7 чёрная пешка · b6 чёрный ферзь · c6 чёрная пешка · g6 чёрная пешка · c5 белый слон · c4 белый слон · d4 белая пешка · g4 чёрный слон · a3 белый ферзь · c3 чёрный конь · f3 белый конь · a2 белая пешка · f2 белая пешка · g2 белая пешка · h2 белая пешка · d1 белая ладья · f1 белый король · h1 белая ладья | a8 чёрная ладья · e8 чёрная ладья · g8 чёрный король · a7 чёрная пешка · b7 чёрная пешка · f7 чёрная пешка · g7 чёрный слон · h7 чёрная пешка · b6 чёрный ферзь · c6 чёрная пешка · g6 чёрная пешка · c5 белый слон · c4 белый слон · d4 белая пешка · g4 чёрный слон · a3 белый ферзь · c3 чёрный конь · f3 белый конь · a2 белая пешка · f2 белая пешка · g2 белая пешка · h2 белая пешка · d1 белая ладья · f1 белый король · h1 белая ладья | 2 |
| 1 | a8 чёрная ладья · e8 чёрная ладья · g8 чёрный король · a7 чёрная пешка · b7 чёрная пешка · f7 чёрная пешка · g7 чёрный слон · h7 чёрная пешка · b6 чёрный ферзь · c6 чёрная пешка · g6 чёрная пешка · c5 белый слон · c4 белый слон · d4 белая пешка · g4 чёрный слон · a3 белый ферзь · c3 чёрный конь · f3 белый конь · a2 белая пешка · f2 белая пешка · g2 белая пешка · h2 белая пешка · d1 белая ладья · f1 белый король · h1 белая ладья | a8 чёрная ладья · e8 чёрная ладья · g8 чёрный король · a7 чёрная пешка · b7 чёрная пешка · f7 чёрная пешка · g7 чёрный слон · h7 чёрная пешка · b6 чёрный ферзь · c6 чёрная пешка · g6 чёрная пешка · c5 белый слон · c4 белый слон · d4 белая пешка · g4 чёрный слон · a3 белый ферзь · c3 чёрный конь · f3 белый конь · a2 белая пешка · f2 белая пешка · g2 белая пешка · h2 белая пешка · d1 белая ладья · f1 белый король · h1 белая ладья | a8 чёрная ладья · e8 чёрная ладья · g8 чёрный король · a7 чёрная пешка · b7 чёрная пешка · f7 чёрная пешка · g7 чёрный слон · h7 чёрная пешка · b6 чёрный ферзь · c6 чёрная пешка · g6 чёрная пешка · c5 белый слон · c4 белый слон · d4 белая пешка · g4 чёрный слон · a3 белый ферзь · c3 чёрный конь · f3 белый конь · a2 белая пешка · f2 белая пешка · g2 белая пешка · h2 белая пешка · d1 белая ладья · f1 белый король · h1 белая ладья | a8 чёрная ладья · e8 чёрная ладья · g8 чёрный король · a7 чёрная пешка · b7 чёрная пешка · f7 чёрная пешка · g7 чёрный слон · h7 чёрная пешка · b6 чёрный ферзь · c6 чёрная пешка · g6 чёрная пешка · c5 белый слон · c4 белый слон · d4 белая пешка · g4 чёрный слон · a3 белый ферзь · c3 чёрный конь · f3 белый конь · a2 белая пешка · f2 белая пешка · g2 белая пешка · h2 белая пешка · d1 белая ладья · f1 белый король · h1 белая ладья | a8 чёрная ладья · e8 чёрная ладья · g8 чёрный король · a7 чёрная пешка · b7 чёрная пешка · f7 чёрная пешка · g7 чёрный слон · h7 чёрная пешка · b6 чёрный ферзь · c6 чёрная пешка · g6 чёрная пешка · c5 белый слон · c4 белый слон · d4 белая пешка · g4 чёрный слон · a3 белый ферзь · c3 чёрный конь · f3 белый конь · a2 белая пешка · f2 белая пешка · g2 белая пешка · h2 белая пешка · d1 белая ладья · f1 белый король · h1 белая ладья | a8 чёрная ладья · e8 чёрная ладья · g8 чёрный король · a7 чёрная пешка · b7 чёрная пешка · f7 чёрная пешка · g7 чёрный слон · h7 чёрная пешка · b6 чёрный ферзь · c6 чёрная пешка · g6 чёрная пешка · c5 белый слон · c4 белый слон · d4 белая пешка · g4 чёрный слон · a3 белый ферзь · c3 чёрный конь · f3 белый конь · a2 белая пешка · f2 белая пешка · g2 белая пешка · h2 белая пешка · d1 белая ладья · f1 белый король · h1 белая ладья | a8 чёрная ладья · e8 чёрная ладья · g8 чёрный король · a7 чёрная пешка · b7 чёрная пешка · f7 чёрная пешка · g7 чёрный слон · h7 чёрная пешка · b6 чёрный ферзь · c6 чёрная пешка · g6 чёрная пешка · c5 белый слон · c4 белый слон · d4 белая пешка · g4 чёрный слон · a3 белый ферзь · c3 чёрный конь · f3 белый конь · a2 белая пешка · f2 белая пешка · g2 белая пешка · h2 белая пешка · d1 белая ладья · f1 белый король · h1 белая ладья | a8 чёрная ладья · e8 чёрная ладья · g8 чёрный король · a7 чёрная пешка · b7 чёрная пешка · f7 чёрная пешка · g7 чёрный слон · h7 чёрная пешка · b6 чёрный ферзь · c6 чёрная пешка · g6 чёрная пешка · c5 белый слон · c4 белый слон · d4 белая пешка · g4 чёрный слон · a3 белый ферзь · c3 чёрный конь · f3 белый конь · a2 белая пешка · f2 белая пешка · g2 белая пешка · h2 белая пешка · d1 белая ладья · f1 белый король · h1 белая ладья | 1 |
|   | a | b | c | d | e | f | g | h |   |

В комбинационной игре Бобби Фишера против Д. Бирна в следующей знаменитой партии также присутствуют мотивы «мельницы».

17. … Cg4-e6!!

18. Cc5:b6 Ce6:c4+

19. Kpf1-g1 Kc3-e2+

20. Kpg1-f1 Ke2:d4+

21. Kpf1-g1 Kd4-e2+

22. Kpg1-f1 Ke2-c3+

23. Kpf1-g1 a7:b6

24. Фa3-b4 Ла8-а4

25. Фb4:b6 Kc3:d1

26. h2-h3 Ла4:а2

27. Kpg1-h2 Kd1:f2,

и чёрные выиграли.

### Партия Ботвинник — Смыслов
|   | a | b | c | d | e | f | g | h |   |
| - | --- | --- | --- | --- | --- | --- | --- | --- | - |
| 8 | a8 белый слон · f8 чёрная ладья · g8 чёрный король · a7 чёрная пешка · b7 чёрный слон · f7 чёрная пешка · g7 чёрный слон · h7 чёрная пешка · d6 чёрная пешка · g6 чёрная пешка · e5 чёрный конь · g5 белый слон · a4 белый ферзь · g4 белая пешка · a3 белая пешка · g3 белая пешка · b2 чёрный ферзь · f2 белая пешка · b1 белая ладья · f1 белая ладья · g1 белый король | a8 белый слон · f8 чёрная ладья · g8 чёрный король · a7 чёрная пешка · b7 чёрный слон · f7 чёрная пешка · g7 чёрный слон · h7 чёрная пешка · d6 чёрная пешка · g6 чёрная пешка · e5 чёрный конь · g5 белый слон · a4 белый ферзь · g4 белая пешка · a3 белая пешка · g3 белая пешка · b2 чёрный ферзь · f2 белая пешка · b1 белая ладья · f1 белая ладья · g1 белый король | a8 белый слон · f8 чёрная ладья · g8 чёрный король · a7 чёрная пешка · b7 чёрный слон · f7 чёрная пешка · g7 чёрный слон · h7 чёрная пешка · d6 чёрная пешка · g6 чёрная пешка · e5 чёрный конь · g5 белый слон · a4 белый ферзь · g4 белая пешка · a3 белая пешка · g3 белая пешка · b2 чёрный ферзь · f2 белая пешка · b1 белая ладья · f1 белая ладья · g1 белый король | a8 белый слон · f8 чёрная ладья · g8 чёрный король · a7 чёрная пешка · b7 чёрный слон · f7 чёрная пешка · g7 чёрный слон · h7 чёрная пешка · d6 чёрная пешка · g6 чёрная пешка · e5 чёрный конь · g5 белый слон · a4 белый ферзь · g4 белая пешка · a3 белая пешка · g3 белая пешка · b2 чёрный ферзь · f2 белая пешка · b1 белая ладья · f1 белая ладья · g1 белый король | a8 белый слон · f8 чёрная ладья · g8 чёрный король · a7 чёрная пешка · b7 чёрный слон · f7 чёрная пешка · g7 чёрный слон · h7 чёрная пешка · d6 чёрная пешка · g6 чёрная пешка · e5 чёрный конь · g5 белый слон · a4 белый ферзь · g4 белая пешка · a3 белая пешка · g3 белая пешка · b2 чёрный ферзь · f2 белая пешка · b1 белая ладья · f1 белая ладья · g1 белый король | a8 белый слон · f8 чёрная ладья · g8 чёрный король · a7 чёрная пешка · b7 чёрный слон · f7 чёрная пешка · g7 чёрный слон · h7 чёрная пешка · d6 чёрная пешка · g6 чёрная пешка · e5 чёрный конь · g5 белый слон · a4 белый ферзь · g4 белая пешка · a3 белая пешка · g3 белая пешка · b2 чёрный ферзь · f2 белая пешка · b1 белая ладья · f1 белая ладья · g1 белый король | a8 белый слон · f8 чёрная ладья · g8 чёрный король · a7 чёрная пешка · b7 чёрный слон · f7 чёрная пешка · g7 чёрный слон · h7 чёрная пешка · d6 чёрная пешка · g6 чёрная пешка · e5 чёрный конь · g5 белый слон · a4 белый ферзь · g4 белая пешка · a3 белая пешка · g3 белая пешка · b2 чёрный ферзь · f2 белая пешка · b1 белая ладья · f1 белая ладья · g1 белый король | a8 белый слон · f8 чёрная ладья · g8 чёрный король · a7 чёрная пешка · b7 чёрный слон · f7 чёрная пешка · g7 чёрный слон · h7 чёрная пешка · d6 чёрная пешка · g6 чёрная пешка · e5 чёрный конь · g5 белый слон · a4 белый ферзь · g4 белая пешка · a3 белая пешка · g3 белая пешка · b2 чёрный ферзь · f2 белая пешка · b1 белая ладья · f1 белая ладья · g1 белый король | 8 |
| 7 | a8 белый слон · f8 чёрная ладья · g8 чёрный король · a7 чёрная пешка · b7 чёрный слон · f7 чёрная пешка · g7 чёрный слон · h7 чёрная пешка · d6 чёрная пешка · g6 чёрная пешка · e5 чёрный конь · g5 белый слон · a4 белый ферзь · g4 белая пешка · a3 белая пешка · g3 белая пешка · b2 чёрный ферзь · f2 белая пешка · b1 белая ладья · f1 белая ладья · g1 белый король | a8 белый слон · f8 чёрная ладья · g8 чёрный король · a7 чёрная пешка · b7 чёрный слон · f7 чёрная пешка · g7 чёрный слон · h7 чёрная пешка · d6 чёрная пешка · g6 чёрная пешка · e5 чёрный конь · g5 белый слон · a4 белый ферзь · g4 белая пешка · a3 белая пешка · g3 белая пешка · b2 чёрный ферзь · f2 белая пешка · b1 белая ладья · f1 белая ладья · g1 белый король | a8 белый слон · f8 чёрная ладья · g8 чёрный король · a7 чёрная пешка · b7 чёрный слон · f7 чёрная пешка · g7 чёрный слон · h7 чёрная пешка · d6 чёрная пешка · g6 чёрная пешка · e5 чёрный конь · g5 белый слон · a4 белый ферзь · g4 белая пешка · a3 белая пешка · g3 белая пешка · b2 чёрный ферзь · f2 белая пешка · b1 белая ладья · f1 белая ладья · g1 белый король | a8 белый слон · f8 чёрная ладья · g8 чёрный король · a7 чёрная пешка · b7 чёрный слон · f7 чёрная пешка · g7 чёрный слон · h7 чёрная пешка · d6 чёрная пешка · g6 чёрная пешка · e5 чёрный конь · g5 белый слон · a4 белый ферзь · g4 белая пешка · a3 белая пешка · g3 белая пешка · b2 чёрный ферзь · f2 белая пешка · b1 белая ладья · f1 белая ладья · g1 белый король | a8 белый слон · f8 чёрная ладья · g8 чёрный король · a7 чёрная пешка · b7 чёрный слон · f7 чёрная пешка · g7 чёрный слон · h7 чёрная пешка · d6 чёрная пешка · g6 чёрная пешка · e5 чёрный конь · g5 белый слон · a4 белый ферзь · g4 белая пешка · a3 белая пешка · g3 белая пешка · b2 чёрный ферзь · f2 белая пешка · b1 белая ладья · f1 белая ладья · g1 белый король | a8 белый слон · f8 чёрная ладья · g8 чёрный король · a7 чёрная пешка · b7 чёрный слон · f7 чёрная пешка · g7 чёрный слон · h7 чёрная пешка · d6 чёрная пешка · g6 чёрная пешка · e5 чёрный конь · g5 белый слон · a4 белый ферзь · g4 белая пешка · a3 белая пешка · g3 белая пешка · b2 чёрный ферзь · f2 белая пешка · b1 белая ладья · f1 белая ладья · g1 белый король | a8 белый слон · f8 чёрная ладья · g8 чёрный король · a7 чёрная пешка · b7 чёрный слон · f7 чёрная пешка · g7 чёрный слон · h7 чёрная пешка · d6 чёрная пешка · g6 чёрная пешка · e5 чёрный конь · g5 белый слон · a4 белый ферзь · g4 белая пешка · a3 белая пешка · g3 белая пешка · b2 чёрный ферзь · f2 белая пешка · b1 белая ладья · f1 белая ладья · g1 белый король | a8 белый слон · f8 чёрная ладья · g8 чёрный король · a7 чёрная пешка · b7 чёрный слон · f7 чёрная пешка · g7 чёрный слон · h7 чёрная пешка · d6 чёрная пешка · g6 чёрная пешка · e5 чёрный конь · g5 белый слон · a4 белый ферзь · g4 белая пешка · a3 белая пешка · g3 белая пешка · b2 чёрный ферзь · f2 белая пешка · b1 белая ладья · f1 белая ладья · g1 белый король | 7 |
| 6 | a8 белый слон · f8 чёрная ладья · g8 чёрный король · a7 чёрная пешка · b7 чёрный слон · f7 чёрная пешка · g7 чёрный слон · h7 чёрная пешка · d6 чёрная пешка · g6 чёрная пешка · e5 чёрный конь · g5 белый слон · a4 белый ферзь · g4 белая пешка · a3 белая пешка · g3 белая пешка · b2 чёрный ферзь · f2 белая пешка · b1 белая ладья · f1 белая ладья · g1 белый король | a8 белый слон · f8 чёрная ладья · g8 чёрный король · a7 чёрная пешка · b7 чёрный слон · f7 чёрная пешка · g7 чёрный слон · h7 чёрная пешка · d6 чёрная пешка · g6 чёрная пешка · e5 чёрный конь · g5 белый слон · a4 белый ферзь · g4 белая пешка · a3 белая пешка · g3 белая пешка · b2 чёрный ферзь · f2 белая пешка · b1 белая ладья · f1 белая ладья · g1 белый король | a8 белый слон · f8 чёрная ладья · g8 чёрный король · a7 чёрная пешка · b7 чёрный слон · f7 чёрная пешка · g7 чёрный слон · h7 чёрная пешка · d6 чёрная пешка · g6 чёрная пешка · e5 чёрный конь · g5 белый слон · a4 белый ферзь · g4 белая пешка · a3 белая пешка · g3 белая пешка · b2 чёрный ферзь · f2 белая пешка · b1 белая ладья · f1 белая ладья · g1 белый король | a8 белый слон · f8 чёрная ладья · g8 чёрный король · a7 чёрная пешка · b7 чёрный слон · f7 чёрная пешка · g7 чёрный слон · h7 чёрная пешка · d6 чёрная пешка · g6 чёрная пешка · e5 чёрный конь · g5 белый слон · a4 белый ферзь · g4 белая пешка · a3 белая пешка · g3 белая пешка · b2 чёрный ферзь · f2 белая пешка · b1 белая ладья · f1 белая ладья · g1 белый король | a8 белый слон · f8 чёрная ладья · g8 чёрный король · a7 чёрная пешка · b7 чёрный слон · f7 чёрная пешка · g7 чёрный слон · h7 чёрная пешка · d6 чёрная пешка · g6 чёрная пешка · e5 чёрный конь · g5 белый слон · a4 белый ферзь · g4 белая пешка · a3 белая пешка · g3 белая пешка · b2 чёрный ферзь · f2 белая пешка · b1 белая ладья · f1 белая ладья · g1 белый король | a8 белый слон · f8 чёрная ладья · g8 чёрный король · a7 чёрная пешка · b7 чёрный слон · f7 чёрная пешка · g7 чёрный слон · h7 чёрная пешка · d6 чёрная пешка · g6 чёрная пешка · e5 чёрный конь · g5 белый слон · a4 белый ферзь · g4 белая пешка · a3 белая пешка · g3 белая пешка · b2 чёрный ферзь · f2 белая пешка · b1 белая ладья · f1 белая ладья · g1 белый король | a8 белый слон · f8 чёрная ладья · g8 чёрный король · a7 чёрная пешка · b7 чёрный слон · f7 чёрная пешка · g7 чёрный слон · h7 чёрная пешка · d6 чёрная пешка · g6 чёрная пешка · e5 чёрный конь · g5 белый слон · a4 белый ферзь · g4 белая пешка · a3 белая пешка · g3 белая пешка · b2 чёрный ферзь · f2 белая пешка · b1 белая ладья · f1 белая ладья · g1 белый король | a8 белый слон · f8 чёрная ладья · g8 чёрный король · a7 чёрная пешка · b7 чёрный слон · f7 чёрная пешка · g7 чёрный слон · h7 чёрная пешка · d6 чёрная пешка · g6 чёрная пешка · e5 чёрный конь · g5 белый слон · a4 белый ферзь · g4 белая пешка · a3 белая пешка · g3 белая пешка · b2 чёрный ферзь · f2 белая пешка · b1 белая ладья · f1 белая ладья · g1 белый король | 6 |
| 5 | a8 белый слон · f8 чёрная ладья · g8 чёрный король · a7 чёрная пешка · b7 чёрный слон · f7 чёрная пешка · g7 чёрный слон · h7 чёрная пешка · d6 чёрная пешка · g6 чёрная пешка · e5 чёрный конь · g5 белый слон · a4 белый ферзь · g4 белая пешка · a3 белая пешка · g3 белая пешка · b2 чёрный ферзь · f2 белая пешка · b1 белая ладья · f1 белая ладья · g1 белый король | a8 белый слон · f8 чёрная ладья · g8 чёрный король · a7 чёрная пешка · b7 чёрный слон · f7 чёрная пешка · g7 чёрный слон · h7 чёрная пешка · d6 чёрная пешка · g6 чёрная пешка · e5 чёрный конь · g5 белый слон · a4 белый ферзь · g4 белая пешка · a3 белая пешка · g3 белая пешка · b2 чёрный ферзь · f2 белая пешка · b1 белая ладья · f1 белая ладья · g1 белый король | a8 белый слон · f8 чёрная ладья · g8 чёрный король · a7 чёрная пешка · b7 чёрный слон · f7 чёрная пешка · g7 чёрный слон · h7 чёрная пешка · d6 чёрная пешка · g6 чёрная пешка · e5 чёрный конь · g5 белый слон · a4 белый ферзь · g4 белая пешка · a3 белая пешка · g3 белая пешка · b2 чёрный ферзь · f2 белая пешка · b1 белая ладья · f1 белая ладья · g1 белый король | a8 белый слон · f8 чёрная ладья · g8 чёрный король · a7 чёрная пешка · b7 чёрный слон · f7 чёрная пешка · g7 чёрный слон · h7 чёрная пешка · d6 чёрная пешка · g6 чёрная пешка · e5 чёрный конь · g5 белый слон · a4 белый ферзь · g4 белая пешка · a3 белая пешка · g3 белая пешка · b2 чёрный ферзь · f2 белая пешка · b1 белая ладья · f1 белая ладья · g1 белый король | a8 белый слон · f8 чёрная ладья · g8 чёрный король · a7 чёрная пешка · b7 чёрный слон · f7 чёрная пешка · g7 чёрный слон · h7 чёрная пешка · d6 чёрная пешка · g6 чёрная пешка · e5 чёрный конь · g5 белый слон · a4 белый ферзь · g4 белая пешка · a3 белая пешка · g3 белая пешка · b2 чёрный ферзь · f2 белая пешка · b1 белая ладья · f1 белая ладья · g1 белый король | a8 белый слон · f8 чёрная ладья · g8 чёрный король · a7 чёрная пешка · b7 чёрный слон · f7 чёрная пешка · g7 чёрный слон · h7 чёрная пешка · d6 чёрная пешка · g6 чёрная пешка · e5 чёрный конь · g5 белый слон · a4 белый ферзь · g4 белая пешка · a3 белая пешка · g3 белая пешка · b2 чёрный ферзь · f2 белая пешка · b1 белая ладья · f1 белая ладья · g1 белый король | a8 белый слон · f8 чёрная ладья · g8 чёрный король · a7 чёрная пешка · b7 чёрный слон · f7 чёрная пешка · g7 чёрный слон · h7 чёрная пешка · d6 чёрная пешка · g6 чёрная пешка · e5 чёрный конь · g5 белый слон · a4 белый ферзь · g4 белая пешка · a3 белая пешка · g3 белая пешка · b2 чёрный ферзь · f2 белая пешка · b1 белая ладья · f1 белая ладья · g1 белый король | a8 белый слон · f8 чёрная ладья · g8 чёрный король · a7 чёрная пешка · b7 чёрный слон · f7 чёрная пешка · g7 чёрный слон · h7 чёрная пешка · d6 чёрная пешка · g6 чёрная пешка · e5 чёрный конь · g5 белый слон · a4 белый ферзь · g4 белая пешка · a3 белая пешка · g3 белая пешка · b2 чёрный ферзь · f2 белая пешка · b1 белая ладья · f1 белая ладья · g1 белый король | 5 |
| 4 | a8 белый слон · f8 чёрная ладья · g8 чёрный король · a7 чёрная пешка · b7 чёрный слон · f7 чёрная пешка · g7 чёрный слон · h7 чёрная пешка · d6 чёрная пешка · g6 чёрная пешка · e5 чёрный конь · g5 белый слон · a4 белый ферзь · g4 белая пешка · a3 белая пешка · g3 белая пешка · b2 чёрный ферзь · f2 белая пешка · b1 белая ладья · f1 белая ладья · g1 белый король | a8 белый слон · f8 чёрная ладья · g8 чёрный король · a7 чёрная пешка · b7 чёрный слон · f7 чёрная пешка · g7 чёрный слон · h7 чёрная пешка · d6 чёрная пешка · g6 чёрная пешка · e5 чёрный конь · g5 белый слон · a4 белый ферзь · g4 белая пешка · a3 белая пешка · g3 белая пешка · b2 чёрный ферзь · f2 белая пешка · b1 белая ладья · f1 белая ладья · g1 белый король | a8 белый слон · f8 чёрная ладья · g8 чёрный король · a7 чёрная пешка · b7 чёрный слон · f7 чёрная пешка · g7 чёрный слон · h7 чёрная пешка · d6 чёрная пешка · g6 чёрная пешка · e5 чёрный конь · g5 белый слон · a4 белый ферзь · g4 белая пешка · a3 белая пешка · g3 белая пешка · b2 чёрный ферзь · f2 белая пешка · b1 белая ладья · f1 белая ладья · g1 белый король | a8 белый слон · f8 чёрная ладья · g8 чёрный король · a7 чёрная пешка · b7 чёрный слон · f7 чёрная пешка · g7 чёрный слон · h7 чёрная пешка · d6 чёрная пешка · g6 чёрная пешка · e5 чёрный конь · g5 белый слон · a4 белый ферзь · g4 белая пешка · a3 белая пешка · g3 белая пешка · b2 чёрный ферзь · f2 белая пешка · b1 белая ладья · f1 белая ладья · g1 белый король | a8 белый слон · f8 чёрная ладья · g8 чёрный король · a7 чёрная пешка · b7 чёрный слон · f7 чёрная пешка · g7 чёрный слон · h7 чёрная пешка · d6 чёрная пешка · g6 чёрная пешка · e5 чёрный конь · g5 белый слон · a4 белый ферзь · g4 белая пешка · a3 белая пешка · g3 белая пешка · b2 чёрный ферзь · f2 белая пешка · b1 белая ладья · f1 белая ладья · g1 белый король | a8 белый слон · f8 чёрная ладья · g8 чёрный король · a7 чёрная пешка · b7 чёрный слон · f7 чёрная пешка · g7 чёрный слон · h7 чёрная пешка · d6 чёрная пешка · g6 чёрная пешка · e5 чёрный конь · g5 белый слон · a4 белый ферзь · g4 белая пешка · a3 белая пешка · g3 белая пешка · b2 чёрный ферзь · f2 белая пешка · b1 белая ладья · f1 белая ладья · g1 белый король | a8 белый слон · f8 чёрная ладья · g8 чёрный король · a7 чёрная пешка · b7 чёрный слон · f7 чёрная пешка · g7 чёрный слон · h7 чёрная пешка · d6 чёрная пешка · g6 чёрная пешка · e5 чёрный конь · g5 белый слон · a4 белый ферзь · g4 белая пешка · a3 белая пешка · g3 белая пешка · b2 чёрный ферзь · f2 белая пешка · b1 белая ладья · f1 белая ладья · g1 белый король | a8 белый слон · f8 чёрная ладья · g8 чёрный король · a7 чёрная пешка · b7 чёрный слон · f7 чёрная пешка · g7 чёрный слон · h7 чёрная пешка · d6 чёрная пешка · g6 чёрная пешка · e5 чёрный конь · g5 белый слон · a4 белый ферзь · g4 белая пешка · a3 белая пешка · g3 белая пешка · b2 чёрный ферзь · f2 белая пешка · b1 белая ладья · f1 белая ладья · g1 белый король | 4 |
| 3 | a8 белый слон · f8 чёрная ладья · g8 чёрный король · a7 чёрная пешка · b7 чёрный слон · f7 чёрная пешка · g7 чёрный слон · h7 чёрная пешка · d6 чёрная пешка · g6 чёрная пешка · e5 чёрный конь · g5 белый слон · a4 белый ферзь · g4 белая пешка · a3 белая пешка · g3 белая пешка · b2 чёрный ферзь · f2 белая пешка · b1 белая ладья · f1 белая ладья · g1 белый король | a8 белый слон · f8 чёрная ладья · g8 чёрный король · a7 чёрная пешка · b7 чёрный слон · f7 чёрная пешка · g7 чёрный слон · h7 чёрная пешка · d6 чёрная пешка · g6 чёрная пешка · e5 чёрный конь · g5 белый слон · a4 белый ферзь · g4 белая пешка · a3 белая пешка · g3 белая пешка · b2 чёрный ферзь · f2 белая пешка · b1 белая ладья · f1 белая ладья · g1 белый король | a8 белый слон · f8 чёрная ладья · g8 чёрный король · a7 чёрная пешка · b7 чёрный слон · f7 чёрная пешка · g7 чёрный слон · h7 чёрная пешка · d6 чёрная пешка · g6 чёрная пешка · e5 чёрный конь · g5 белый слон · a4 белый ферзь · g4 белая пешка · a3 белая пешка · g3 белая пешка · b2 чёрный ферзь · f2 белая пешка · b1 белая ладья · f1 белая ладья · g1 белый король | a8 белый слон · f8 чёрная ладья · g8 чёрный король · a7 чёрная пешка · b7 чёрный слон · f7 чёрная пешка · g7 чёрный слон · h7 чёрная пешка · d6 чёрная пешка · g6 чёрная пешка · e5 чёрный конь · g5 белый слон · a4 белый ферзь · g4 белая пешка · a3 белая пешка · g3 белая пешка · b2 чёрный ферзь · f2 белая пешка · b1 белая ладья · f1 белая ладья · g1 белый король | a8 белый слон · f8 чёрная ладья · g8 чёрный король · a7 чёрная пешка · b7 чёрный слон · f7 чёрная пешка · g7 чёрный слон · h7 чёрная пешка · d6 чёрная пешка · g6 чёрная пешка · e5 чёрный конь · g5 белый слон · a4 белый ферзь · g4 белая пешка · a3 белая пешка · g3 белая пешка · b2 чёрный ферзь · f2 белая пешка · b1 белая ладья · f1 белая ладья · g1 белый король | a8 белый слон · f8 чёрная ладья · g8 чёрный король · a7 чёрная пешка · b7 чёрный слон · f7 чёрная пешка · g7 чёрный слон · h7 чёрная пешка · d6 чёрная пешка · g6 чёрная пешка · e5 чёрный конь · g5 белый слон · a4 белый ферзь · g4 белая пешка · a3 белая пешка · g3 белая пешка · b2 чёрный ферзь · f2 белая пешка · b1 белая ладья · f1 белая ладья · g1 белый король | a8 белый слон · f8 чёрная ладья · g8 чёрный король · a7 чёрная пешка · b7 чёрный слон · f7 чёрная пешка · g7 чёрный слон · h7 чёрная пешка · d6 чёрная пешка · g6 чёрная пешка · e5 чёрный конь · g5 белый слон · a4 белый ферзь · g4 белая пешка · a3 белая пешка · g3 белая пешка · b2 чёрный ферзь · f2 белая пешка · b1 белая ладья · f1 белая ладья · g1 белый король | a8 белый слон · f8 чёрная ладья · g8 чёрный король · a7 чёрная пешка · b7 чёрный слон · f7 чёрная пешка · g7 чёрный слон · h7 чёрная пешка · d6 чёрная пешка · g6 чёрная пешка · e5 чёрный конь · g5 белый слон · a4 белый ферзь · g4 белая пешка · a3 белая пешка · g3 белая пешка · b2 чёрный ферзь · f2 белая пешка · b1 белая ладья · f1 белая ладья · g1 белый король | 3 |
| 2 | a8 белый слон · f8 чёрная ладья · g8 чёрный король · a7 чёрная пешка · b7 чёрный слон · f7 чёрная пешка · g7 чёрный слон · h7 чёрная пешка · d6 чёрная пешка · g6 чёрная пешка · e5 чёрный конь · g5 белый слон · a4 белый ферзь · g4 белая пешка · a3 белая пешка · g3 белая пешка · b2 чёрный ферзь · f2 белая пешка · b1 белая ладья · f1 белая ладья · g1 белый король | a8 белый слон · f8 чёрная ладья · g8 чёрный король · a7 чёрная пешка · b7 чёрный слон · f7 чёрная пешка · g7 чёрный слон · h7 чёрная пешка · d6 чёрная пешка · g6 чёрная пешка · e5 чёрный конь · g5 белый слон · a4 белый ферзь · g4 белая пешка · a3 белая пешка · g3 белая пешка · b2 чёрный ферзь · f2 белая пешка · b1 белая ладья · f1 белая ладья · g1 белый король | a8 белый слон · f8 чёрная ладья · g8 чёрный король · a7 чёрная пешка · b7 чёрный слон · f7 чёрная пешка · g7 чёрный слон · h7 чёрная пешка · d6 чёрная пешка · g6 чёрная пешка · e5 чёрный конь · g5 белый слон · a4 белый ферзь · g4 белая пешка · a3 белая пешка · g3 белая пешка · b2 чёрный ферзь · f2 белая пешка · b1 белая ладья · f1 белая ладья · g1 белый король | a8 белый слон · f8 чёрная ладья · g8 чёрный король · a7 чёрная пешка · b7 чёрный слон · f7 чёрная пешка · g7 чёрный слон · h7 чёрная пешка · d6 чёрная пешка · g6 чёрная пешка · e5 чёрный конь · g5 белый слон · a4 белый ферзь · g4 белая пешка · a3 белая пешка · g3 белая пешка · b2 чёрный ферзь · f2 белая пешка · b1 белая ладья · f1 белая ладья · g1 белый король | a8 белый слон · f8 чёрная ладья · g8 чёрный король · a7 чёрная пешка · b7 чёрный слон · f7 чёрная пешка · g7 чёрный слон · h7 чёрная пешка · d6 чёрная пешка · g6 чёрная пешка · e5 чёрный конь · g5 белый слон · a4 белый ферзь · g4 белая пешка · a3 белая пешка · g3 белая пешка · b2 чёрный ферзь · f2 белая пешка · b1 белая ладья · f1 белая ладья · g1 белый король | a8 белый слон · f8 чёрная ладья · g8 чёрный король · a7 чёрная пешка · b7 чёрный слон · f7 чёрная пешка · g7 чёрный слон · h7 чёрная пешка · d6 чёрная пешка · g6 чёрная пешка · e5 чёрный конь · g5 белый слон · a4 белый ферзь · g4 белая пешка · a3 белая пешка · g3 белая пешка · b2 чёрный ферзь · f2 белая пешка · b1 белая ладья · f1 белая ладья · g1 белый король | a8 белый слон · f8 чёрная ладья · g8 чёрный король · a7 чёрная пешка · b7 чёрный слон · f7 чёрная пешка · g7 чёрный слон · h7 чёрная пешка · d6 чёрная пешка · g6 чёрная пешка · e5 чёрный конь · g5 белый слон · a4 белый ферзь · g4 белая пешка · a3 белая пешка · g3 белая пешка · b2 чёрный ферзь · f2 белая пешка · b1 белая ладья · f1 белая ладья · g1 белый король | a8 белый слон · f8 чёрная ладья · g8 чёрный король · a7 чёрная пешка · b7 чёрный слон · f7 чёрная пешка · g7 чёрный слон · h7 чёрная пешка · d6 чёрная пешка · g6 чёрная пешка · e5 чёрный конь · g5 белый слон · a4 белый ферзь · g4 белая пешка · a3 белая пешка · g3 белая пешка · b2 чёрный ферзь · f2 белая пешка · b1 белая ладья · f1 белая ладья · g1 белый король | 2 |
| 1 | a8 белый слон · f8 чёрная ладья · g8 чёрный король · a7 чёрная пешка · b7 чёрный слон · f7 чёрная пешка · g7 чёрный слон · h7 чёрная пешка · d6 чёрная пешка · g6 чёрная пешка · e5 чёрный конь · g5 белый слон · a4 белый ферзь · g4 белая пешка · a3 белая пешка · g3 белая пешка · b2 чёрный ферзь · f2 белая пешка · b1 белая ладья · f1 белая ладья · g1 белый король | a8 белый слон · f8 чёрная ладья · g8 чёрный король · a7 чёрная пешка · b7 чёрный слон · f7 чёрная пешка · g7 чёрный слон · h7 чёрная пешка · d6 чёрная пешка · g6 чёрная пешка · e5 чёрный конь · g5 белый слон · a4 белый ферзь · g4 белая пешка · a3 белая пешка · g3 белая пешка · b2 чёрный ферзь · f2 белая пешка · b1 белая ладья · f1 белая ладья · g1 белый король | a8 белый слон · f8 чёрная ладья · g8 чёрный король · a7 чёрная пешка · b7 чёрный слон · f7 чёрная пешка · g7 чёрный слон · h7 чёрная пешка · d6 чёрная пешка · g6 чёрная пешка · e5 чёрный конь · g5 белый слон · a4 белый ферзь · g4 белая пешка · a3 белая пешка · g3 белая пешка · b2 чёрный ферзь · f2 белая пешка · b1 белая ладья · f1 белая ладья · g1 белый король | a8 белый слон · f8 чёрная ладья · g8 чёрный король · a7 чёрная пешка · b7 чёрный слон · f7 чёрная пешка · g7 чёрный слон · h7 чёрная пешка · d6 чёрная пешка · g6 чёрная пешка · e5 чёрный конь · g5 белый слон · a4 белый ферзь · g4 белая пешка · a3 белая пешка · g3 белая пешка · b2 чёрный ферзь · f2 белая пешка · b1 белая ладья · f1 белая ладья · g1 белый король | a8 белый слон · f8 чёрная ладья · g8 чёрный король · a7 чёрная пешка · b7 чёрный слон · f7 чёрная пешка · g7 чёрный слон · h7 чёрная пешка · d6 чёрная пешка · g6 чёрная пешка · e5 чёрный конь · g5 белый слон · a4 белый ферзь · g4 белая пешка · a3 белая пешка · g3 белая пешка · b2 чёрный ферзь · f2 белая пешка · b1 белая ладья · f1 белая ладья · g1 белый король | a8 белый слон · f8 чёрная ладья · g8 чёрный король · a7 чёрная пешка · b7 чёрный слон · f7 чёрная пешка · g7 чёрный слон · h7 чёрная пешка · d6 чёрная пешка · g6 чёрная пешка · e5 чёрный конь · g5 белый слон · a4 белый ферзь · g4 белая пешка · a3 белая пешка · g3 белая пешка · b2 чёрный ферзь · f2 белая пешка · b1 белая ладья · f1 белая ладья · g1 белый король | a8 белый слон · f8 чёрная ладья · g8 чёрный король · a7 чёрная пешка · b7 чёрный слон · f7 чёрная пешка · g7 чёрный слон · h7 чёрная пешка · d6 чёрная пешка · g6 чёрная пешка · e5 чёрный конь · g5 белый слон · a4 белый ферзь · g4 белая пешка · a3 белая пешка · g3 белая пешка · b2 чёрный ферзь · f2 белая пешка · b1 белая ладья · f1 белая ладья · g1 белый король | a8 белый слон · f8 чёрная ладья · g8 чёрный король · a7 чёрная пешка · b7 чёрный слон · f7 чёрная пешка · g7 чёрный слон · h7 чёрная пешка · d6 чёрная пешка · g6 чёрная пешка · e5 чёрный конь · g5 белый слон · a4 белый ферзь · g4 белая пешка · a3 белая пешка · g3 белая пешка · b2 чёрный ферзь · f2 белая пешка · b1 белая ладья · f1 белая ладья · g1 белый король | 1 |
|   | a | b | c | d | e | f | g | h |   |

Схожие идеи — в следующей партии из матча на первенство мира.

21. … Ke5-f3+

22. Kpg1-h1 Cb7:a8!

23. Лb1:b2 Kf3:g5+

24. Kph1-h2 Kg5-f3+

25. Kph2-h3 Cg7:b2

26. Фа4:а7 Са8-е4

Разменная операция принесла чёрным существенную выгоду. Три лёгкие фигуры являются более чем достаточной компенсацией за ферзя. Кроме того, король белых подвергается непрерывному нападению (В. Смыслов)

Вскоре чёрные выиграли.

### Партия Алехин — Флетчер
|   | a | b | c | d | e | f | g | h |   |
| - | --- | --- | --- | --- | --- | --- | --- | --- | - |
| 8 | b8 чёрная ладья · f8 чёрная ладья · g8 чёрный конь · a7 чёрная пешка · g7 чёрный слон · h7 чёрный король · a6 чёрный слон · d6 чёрная пешка · e6 белая пешка · h6 чёрная пешка · a5 чёрный ферзь · c5 чёрная пешка · d5 белая пешка · f5 чёрная пешка · b4 чёрная пешка · e4 чёрный конь · f4 белая пешка · h4 белый конь · d3 белый ферзь · e3 белый слон · h3 белая пешка · a2 белая пешка · b2 белая пешка · g2 белый слон · d1 белый конь · e1 белая ладья · f1 белая ладья · g1 белый король | b8 чёрная ладья · f8 чёрная ладья · g8 чёрный конь · a7 чёрная пешка · g7 чёрный слон · h7 чёрный король · a6 чёрный слон · d6 чёрная пешка · e6 белая пешка · h6 чёрная пешка · a5 чёрный ферзь · c5 чёрная пешка · d5 белая пешка · f5 чёрная пешка · b4 чёрная пешка · e4 чёрный конь · f4 белая пешка · h4 белый конь · d3 белый ферзь · e3 белый слон · h3 белая пешка · a2 белая пешка · b2 белая пешка · g2 белый слон · d1 белый конь · e1 белая ладья · f1 белая ладья · g1 белый король | b8 чёрная ладья · f8 чёрная ладья · g8 чёрный конь · a7 чёрная пешка · g7 чёрный слон · h7 чёрный король · a6 чёрный слон · d6 чёрная пешка · e6 белая пешка · h6 чёрная пешка · a5 чёрный ферзь · c5 чёрная пешка · d5 белая пешка · f5 чёрная пешка · b4 чёрная пешка · e4 чёрный конь · f4 белая пешка · h4 белый конь · d3 белый ферзь · e3 белый слон · h3 белая пешка · a2 белая пешка · b2 белая пешка · g2 белый слон · d1 белый конь · e1 белая ладья · f1 белая ладья · g1 белый король | b8 чёрная ладья · f8 чёрная ладья · g8 чёрный конь · a7 чёрная пешка · g7 чёрный слон · h7 чёрный король · a6 чёрный слон · d6 чёрная пешка · e6 белая пешка · h6 чёрная пешка · a5 чёрный ферзь · c5 чёрная пешка · d5 белая пешка · f5 чёрная пешка · b4 чёрная пешка · e4 чёрный конь · f4 белая пешка · h4 белый конь · d3 белый ферзь · e3 белый слон · h3 белая пешка · a2 белая пешка · b2 белая пешка · g2 белый слон · d1 белый конь · e1 белая ладья · f1 белая ладья · g1 белый король | b8 чёрная ладья · f8 чёрная ладья · g8 чёрный конь · a7 чёрная пешка · g7 чёрный слон · h7 чёрный король · a6 чёрный слон · d6 чёрная пешка · e6 белая пешка · h6 чёрная пешка · a5 чёрный ферзь · c5 чёрная пешка · d5 белая пешка · f5 чёрная пешка · b4 чёрная пешка · e4 чёрный конь · f4 белая пешка · h4 белый конь · d3 белый ферзь · e3 белый слон · h3 белая пешка · a2 белая пешка · b2 белая пешка · g2 белый слон · d1 белый конь · e1 белая ладья · f1 белая ладья · g1 белый король | b8 чёрная ладья · f8 чёрная ладья · g8 чёрный конь · a7 чёрная пешка · g7 чёрный слон · h7 чёрный король · a6 чёрный слон · d6 чёрная пешка · e6 белая пешка · h6 чёрная пешка · a5 чёрный ферзь · c5 чёрная пешка · d5 белая пешка · f5 чёрная пешка · b4 чёрная пешка · e4 чёрный конь · f4 белая пешка · h4 белый конь · d3 белый ферзь · e3 белый слон · h3 белая пешка · a2 белая пешка · b2 белая пешка · g2 белый слон · d1 белый конь · e1 белая ладья · f1 белая ладья · g1 белый король | b8 чёрная ладья · f8 чёрная ладья · g8 чёрный конь · a7 чёрная пешка · g7 чёрный слон · h7 чёрный король · a6 чёрный слон · d6 чёрная пешка · e6 белая пешка · h6 чёрная пешка · a5 чёрный ферзь · c5 чёрная пешка · d5 белая пешка · f5 чёрная пешка · b4 чёрная пешка · e4 чёрный конь · f4 белая пешка · h4 белый конь · d3 белый ферзь · e3 белый слон · h3 белая пешка · a2 белая пешка · b2 белая пешка · g2 белый слон · d1 белый конь · e1 белая ладья · f1 белая ладья · g1 белый король | b8 чёрная ладья · f8 чёрная ладья · g8 чёрный конь · a7 чёрная пешка · g7 чёрный слон · h7 чёрный король · a6 чёрный слон · d6 чёрная пешка · e6 белая пешка · h6 чёрная пешка · a5 чёрный ферзь · c5 чёрная пешка · d5 белая пешка · f5 чёрная пешка · b4 чёрная пешка · e4 чёрный конь · f4 белая пешка · h4 белый конь · d3 белый ферзь · e3 белый слон · h3 белая пешка · a2 белая пешка · b2 белая пешка · g2 белый слон · d1 белый конь · e1 белая ладья · f1 белая ладья · g1 белый король | 8 |
| 7 | b8 чёрная ладья · f8 чёрная ладья · g8 чёрный конь · a7 чёрная пешка · g7 чёрный слон · h7 чёрный король · a6 чёрный слон · d6 чёрная пешка · e6 белая пешка · h6 чёрная пешка · a5 чёрный ферзь · c5 чёрная пешка · d5 белая пешка · f5 чёрная пешка · b4 чёрная пешка · e4 чёрный конь · f4 белая пешка · h4 белый конь · d3 белый ферзь · e3 белый слон · h3 белая пешка · a2 белая пешка · b2 белая пешка · g2 белый слон · d1 белый конь · e1 белая ладья · f1 белая ладья · g1 белый король | b8 чёрная ладья · f8 чёрная ладья · g8 чёрный конь · a7 чёрная пешка · g7 чёрный слон · h7 чёрный король · a6 чёрный слон · d6 чёрная пешка · e6 белая пешка · h6 чёрная пешка · a5 чёрный ферзь · c5 чёрная пешка · d5 белая пешка · f5 чёрная пешка · b4 чёрная пешка · e4 чёрный конь · f4 белая пешка · h4 белый конь · d3 белый ферзь · e3 белый слон · h3 белая пешка · a2 белая пешка · b2 белая пешка · g2 белый слон · d1 белый конь · e1 белая ладья · f1 белая ладья · g1 белый король | b8 чёрная ладья · f8 чёрная ладья · g8 чёрный конь · a7 чёрная пешка · g7 чёрный слон · h7 чёрный король · a6 чёрный слон · d6 чёрная пешка · e6 белая пешка · h6 чёрная пешка · a5 чёрный ферзь · c5 чёрная пешка · d5 белая пешка · f5 чёрная пешка · b4 чёрная пешка · e4 чёрный конь · f4 белая пешка · h4 белый конь · d3 белый ферзь · e3 белый слон · h3 белая пешка · a2 белая пешка · b2 белая пешка · g2 белый слон · d1 белый конь · e1 белая ладья · f1 белая ладья · g1 белый король | b8 чёрная ладья · f8 чёрная ладья · g8 чёрный конь · a7 чёрная пешка · g7 чёрный слон · h7 чёрный король · a6 чёрный слон · d6 чёрная пешка · e6 белая пешка · h6 чёрная пешка · a5 чёрный ферзь · c5 чёрная пешка · d5 белая пешка · f5 чёрная пешка · b4 чёрная пешка · e4 чёрный конь · f4 белая пешка · h4 белый конь · d3 белый ферзь · e3 белый слон · h3 белая пешка · a2 белая пешка · b2 белая пешка · g2 белый слон · d1 белый конь · e1 белая ладья · f1 белая ладья · g1 белый король | b8 чёрная ладья · f8 чёрная ладья · g8 чёрный конь · a7 чёрная пешка · g7 чёрный слон · h7 чёрный король · a6 чёрный слон · d6 чёрная пешка · e6 белая пешка · h6 чёрная пешка · a5 чёрный ферзь · c5 чёрная пешка · d5 белая пешка · f5 чёрная пешка · b4 чёрная пешка · e4 чёрный конь · f4 белая пешка · h4 белый конь · d3 белый ферзь · e3 белый слон · h3 белая пешка · a2 белая пешка · b2 белая пешка · g2 белый слон · d1 белый конь · e1 белая ладья · f1 белая ладья · g1 белый король | b8 чёрная ладья · f8 чёрная ладья · g8 чёрный конь · a7 чёрная пешка · g7 чёрный слон · h7 чёрный король · a6 чёрный слон · d6 чёрная пешка · e6 белая пешка · h6 чёрная пешка · a5 чёрный ферзь · c5 чёрная пешка · d5 белая пешка · f5 чёрная пешка · b4 чёрная пешка · e4 чёрный конь · f4 белая пешка · h4 белый конь · d3 белый ферзь · e3 белый слон · h3 белая пешка · a2 белая пешка · b2 белая пешка · g2 белый слон · d1 белый конь · e1 белая ладья · f1 белая ладья · g1 белый король | b8 чёрная ладья · f8 чёрная ладья · g8 чёрный конь · a7 чёрная пешка · g7 чёрный слон · h7 чёрный король · a6 чёрный слон · d6 чёрная пешка · e6 белая пешка · h6 чёрная пешка · a5 чёрный ферзь · c5 чёрная пешка · d5 белая пешка · f5 чёрная пешка · b4 чёрная пешка · e4 чёрный конь · f4 белая пешка · h4 белый конь · d3 белый ферзь · e3 белый слон · h3 белая пешка · a2 белая пешка · b2 белая пешка · g2 белый слон · d1 белый конь · e1 белая ладья · f1 белая ладья · g1 белый король | b8 чёрная ладья · f8 чёрная ладья · g8 чёрный конь · a7 чёрная пешка · g7 чёрный слон · h7 чёрный король · a6 чёрный слон · d6 чёрная пешка · e6 белая пешка · h6 чёрная пешка · a5 чёрный ферзь · c5 чёрная пешка · d5 белая пешка · f5 чёрная пешка · b4 чёрная пешка · e4 чёрный конь · f4 белая пешка · h4 белый конь · d3 белый ферзь · e3 белый слон · h3 белая пешка · a2 белая пешка · b2 белая пешка · g2 белый слон · d1 белый конь · e1 белая ладья · f1 белая ладья · g1 белый король | 7 |
| 6 | b8 чёрная ладья · f8 чёрная ладья · g8 чёрный конь · a7 чёрная пешка · g7 чёрный слон · h7 чёрный король · a6 чёрный слон · d6 чёрная пешка · e6 белая пешка · h6 чёрная пешка · a5 чёрный ферзь · c5 чёрная пешка · d5 белая пешка · f5 чёрная пешка · b4 чёрная пешка · e4 чёрный конь · f4 белая пешка · h4 белый конь · d3 белый ферзь · e3 белый слон · h3 белая пешка · a2 белая пешка · b2 белая пешка · g2 белый слон · d1 белый конь · e1 белая ладья · f1 белая ладья · g1 белый король | b8 чёрная ладья · f8 чёрная ладья · g8 чёрный конь · a7 чёрная пешка · g7 чёрный слон · h7 чёрный король · a6 чёрный слон · d6 чёрная пешка · e6 белая пешка · h6 чёрная пешка · a5 чёрный ферзь · c5 чёрная пешка · d5 белая пешка · f5 чёрная пешка · b4 чёрная пешка · e4 чёрный конь · f4 белая пешка · h4 белый конь · d3 белый ферзь · e3 белый слон · h3 белая пешка · a2 белая пешка · b2 белая пешка · g2 белый слон · d1 белый конь · e1 белая ладья · f1 белая ладья · g1 белый король | b8 чёрная ладья · f8 чёрная ладья · g8 чёрный конь · a7 чёрная пешка · g7 чёрный слон · h7 чёрный король · a6 чёрный слон · d6 чёрная пешка · e6 белая пешка · h6 чёрная пешка · a5 чёрный ферзь · c5 чёрная пешка · d5 белая пешка · f5 чёрная пешка · b4 чёрная пешка · e4 чёрный конь · f4 белая пешка · h4 белый конь · d3 белый ферзь · e3 белый слон · h3 белая пешка · a2 белая пешка · b2 белая пешка · g2 белый слон · d1 белый конь · e1 белая ладья · f1 белая ладья · g1 белый король | b8 чёрная ладья · f8 чёрная ладья · g8 чёрный конь · a7 чёрная пешка · g7 чёрный слон · h7 чёрный король · a6 чёрный слон · d6 чёрная пешка · e6 белая пешка · h6 чёрная пешка · a5 чёрный ферзь · c5 чёрная пешка · d5 белая пешка · f5 чёрная пешка · b4 чёрная пешка · e4 чёрный конь · f4 белая пешка · h4 белый конь · d3 белый ферзь · e3 белый слон · h3 белая пешка · a2 белая пешка · b2 белая пешка · g2 белый слон · d1 белый конь · e1 белая ладья · f1 белая ладья · g1 белый король | b8 чёрная ладья · f8 чёрная ладья · g8 чёрный конь · a7 чёрная пешка · g7 чёрный слон · h7 чёрный король · a6 чёрный слон · d6 чёрная пешка · e6 белая пешка · h6 чёрная пешка · a5 чёрный ферзь · c5 чёрная пешка · d5 белая пешка · f5 чёрная пешка · b4 чёрная пешка · e4 чёрный конь · f4 белая пешка · h4 белый конь · d3 белый ферзь · e3 белый слон · h3 белая пешка · a2 белая пешка · b2 белая пешка · g2 белый слон · d1 белый конь · e1 белая ладья · f1 белая ладья · g1 белый король | b8 чёрная ладья · f8 чёрная ладья · g8 чёрный конь · a7 чёрная пешка · g7 чёрный слон · h7 чёрный король · a6 чёрный слон · d6 чёрная пешка · e6 белая пешка · h6 чёрная пешка · a5 чёрный ферзь · c5 чёрная пешка · d5 белая пешка · f5 чёрная пешка · b4 чёрная пешка · e4 чёрный конь · f4 белая пешка · h4 белый конь · d3 белый ферзь · e3 белый слон · h3 белая пешка · a2 белая пешка · b2 белая пешка · g2 белый слон · d1 белый конь · e1 белая ладья · f1 белая ладья · g1 белый король | b8 чёрная ладья · f8 чёрная ладья · g8 чёрный конь · a7 чёрная пешка · g7 чёрный слон · h7 чёрный король · a6 чёрный слон · d6 чёрная пешка · e6 белая пешка · h6 чёрная пешка · a5 чёрный ферзь · c5 чёрная пешка · d5 белая пешка · f5 чёрная пешка · b4 чёрная пешка · e4 чёрный конь · f4 белая пешка · h4 белый конь · d3 белый ферзь · e3 белый слон · h3 белая пешка · a2 белая пешка · b2 белая пешка · g2 белый слон · d1 белый конь · e1 белая ладья · f1 белая ладья · g1 белый король | b8 чёрная ладья · f8 чёрная ладья · g8 чёрный конь · a7 чёрная пешка · g7 чёрный слон · h7 чёрный король · a6 чёрный слон · d6 чёрная пешка · e6 белая пешка · h6 чёрная пешка · a5 чёрный ферзь · c5 чёрная пешка · d5 белая пешка · f5 чёрная пешка · b4 чёрная пешка · e4 чёрный конь · f4 белая пешка · h4 белый конь · d3 белый ферзь · e3 белый слон · h3 белая пешка · a2 белая пешка · b2 белая пешка · g2 белый слон · d1 белый конь · e1 белая ладья · f1 белая ладья · g1 белый король | 6 |
| 5 | b8 чёрная ладья · f8 чёрная ладья · g8 чёрный конь · a7 чёрная пешка · g7 чёрный слон · h7 чёрный король · a6 чёрный слон · d6 чёрная пешка · e6 белая пешка · h6 чёрная пешка · a5 чёрный ферзь · c5 чёрная пешка · d5 белая пешка · f5 чёрная пешка · b4 чёрная пешка · e4 чёрный конь · f4 белая пешка · h4 белый конь · d3 белый ферзь · e3 белый слон · h3 белая пешка · a2 белая пешка · b2 белая пешка · g2 белый слон · d1 белый конь · e1 белая ладья · f1 белая ладья · g1 белый король | b8 чёрная ладья · f8 чёрная ладья · g8 чёрный конь · a7 чёрная пешка · g7 чёрный слон · h7 чёрный король · a6 чёрный слон · d6 чёрная пешка · e6 белая пешка · h6 чёрная пешка · a5 чёрный ферзь · c5 чёрная пешка · d5 белая пешка · f5 чёрная пешка · b4 чёрная пешка · e4 чёрный конь · f4 белая пешка · h4 белый конь · d3 белый ферзь · e3 белый слон · h3 белая пешка · a2 белая пешка · b2 белая пешка · g2 белый слон · d1 белый конь · e1 белая ладья · f1 белая ладья · g1 белый король | b8 чёрная ладья · f8 чёрная ладья · g8 чёрный конь · a7 чёрная пешка · g7 чёрный слон · h7 чёрный король · a6 чёрный слон · d6 чёрная пешка · e6 белая пешка · h6 чёрная пешка · a5 чёрный ферзь · c5 чёрная пешка · d5 белая пешка · f5 чёрная пешка · b4 чёрная пешка · e4 чёрный конь · f4 белая пешка · h4 белый конь · d3 белый ферзь · e3 белый слон · h3 белая пешка · a2 белая пешка · b2 белая пешка · g2 белый слон · d1 белый конь · e1 белая ладья · f1 белая ладья · g1 белый король | b8 чёрная ладья · f8 чёрная ладья · g8 чёрный конь · a7 чёрная пешка · g7 чёрный слон · h7 чёрный король · a6 чёрный слон · d6 чёрная пешка · e6 белая пешка · h6 чёрная пешка · a5 чёрный ферзь · c5 чёрная пешка · d5 белая пешка · f5 чёрная пешка · b4 чёрная пешка · e4 чёрный конь · f4 белая пешка · h4 белый конь · d3 белый ферзь · e3 белый слон · h3 белая пешка · a2 белая пешка · b2 белая пешка · g2 белый слон · d1 белый конь · e1 белая ладья · f1 белая ладья · g1 белый король | b8 чёрная ладья · f8 чёрная ладья · g8 чёрный конь · a7 чёрная пешка · g7 чёрный слон · h7 чёрный король · a6 чёрный слон · d6 чёрная пешка · e6 белая пешка · h6 чёрная пешка · a5 чёрный ферзь · c5 чёрная пешка · d5 белая пешка · f5 чёрная пешка · b4 чёрная пешка · e4 чёрный конь · f4 белая пешка · h4 белый конь · d3 белый ферзь · e3 белый слон · h3 белая пешка · a2 белая пешка · b2 белая пешка · g2 белый слон · d1 белый конь · e1 белая ладья · f1 белая ладья · g1 белый король | b8 чёрная ладья · f8 чёрная ладья · g8 чёрный конь · a7 чёрная пешка · g7 чёрный слон · h7 чёрный король · a6 чёрный слон · d6 чёрная пешка · e6 белая пешка · h6 чёрная пешка · a5 чёрный ферзь · c5 чёрная пешка · d5 белая пешка · f5 чёрная пешка · b4 чёрная пешка · e4 чёрный конь · f4 белая пешка · h4 белый конь · d3 белый ферзь · e3 белый слон · h3 белая пешка · a2 белая пешка · b2 белая пешка · g2 белый слон · d1 белый конь · e1 белая ладья · f1 белая ладья · g1 белый король | b8 чёрная ладья · f8 чёрная ладья · g8 чёрный конь · a7 чёрная пешка · g7 чёрный слон · h7 чёрный король · a6 чёрный слон · d6 чёрная пешка · e6 белая пешка · h6 чёрная пешка · a5 чёрный ферзь · c5 чёрная пешка · d5 белая пешка · f5 чёрная пешка · b4 чёрная пешка · e4 чёрный конь · f4 белая пешка · h4 белый конь · d3 белый ферзь · e3 белый слон · h3 белая пешка · a2 белая пешка · b2 белая пешка · g2 белый слон · d1 белый конь · e1 белая ладья · f1 белая ладья · g1 белый король | b8 чёрная ладья · f8 чёрная ладья · g8 чёрный конь · a7 чёрная пешка · g7 чёрный слон · h7 чёрный король · a6 чёрный слон · d6 чёрная пешка · e6 белая пешка · h6 чёрная пешка · a5 чёрный ферзь · c5 чёрная пешка · d5 белая пешка · f5 чёрная пешка · b4 чёрная пешка · e4 чёрный конь · f4 белая пешка · h4 белый конь · d3 белый ферзь · e3 белый слон · h3 белая пешка · a2 белая пешка · b2 белая пешка · g2 белый слон · d1 белый конь · e1 белая ладья · f1 белая ладья · g1 белый король | 5 |
| 4 | b8 чёрная ладья · f8 чёрная ладья · g8 чёрный конь · a7 чёрная пешка · g7 чёрный слон · h7 чёрный король · a6 чёрный слон · d6 чёрная пешка · e6 белая пешка · h6 чёрная пешка · a5 чёрный ферзь · c5 чёрная пешка · d5 белая пешка · f5 чёрная пешка · b4 чёрная пешка · e4 чёрный конь · f4 белая пешка · h4 белый конь · d3 белый ферзь · e3 белый слон · h3 белая пешка · a2 белая пешка · b2 белая пешка · g2 белый слон · d1 белый конь · e1 белая ладья · f1 белая ладья · g1 белый король | b8 чёрная ладья · f8 чёрная ладья · g8 чёрный конь · a7 чёрная пешка · g7 чёрный слон · h7 чёрный король · a6 чёрный слон · d6 чёрная пешка · e6 белая пешка · h6 чёрная пешка · a5 чёрный ферзь · c5 чёрная пешка · d5 белая пешка · f5 чёрная пешка · b4 чёрная пешка · e4 чёрный конь · f4 белая пешка · h4 белый конь · d3 белый ферзь · e3 белый слон · h3 белая пешка · a2 белая пешка · b2 белая пешка · g2 белый слон · d1 белый конь · e1 белая ладья · f1 белая ладья · g1 белый король | b8 чёрная ладья · f8 чёрная ладья · g8 чёрный конь · a7 чёрная пешка · g7 чёрный слон · h7 чёрный король · a6 чёрный слон · d6 чёрная пешка · e6 белая пешка · h6 чёрная пешка · a5 чёрный ферзь · c5 чёрная пешка · d5 белая пешка · f5 чёрная пешка · b4 чёрная пешка · e4 чёрный конь · f4 белая пешка · h4 белый конь · d3 белый ферзь · e3 белый слон · h3 белая пешка · a2 белая пешка · b2 белая пешка · g2 белый слон · d1 белый конь · e1 белая ладья · f1 белая ладья · g1 белый король | b8 чёрная ладья · f8 чёрная ладья · g8 чёрный конь · a7 чёрная пешка · g7 чёрный слон · h7 чёрный король · a6 чёрный слон · d6 чёрная пешка · e6 белая пешка · h6 чёрная пешка · a5 чёрный ферзь · c5 чёрная пешка · d5 белая пешка · f5 чёрная пешка · b4 чёрная пешка · e4 чёрный конь · f4 белая пешка · h4 белый конь · d3 белый ферзь · e3 белый слон · h3 белая пешка · a2 белая пешка · b2 белая пешка · g2 белый слон · d1 белый конь · e1 белая ладья · f1 белая ладья · g1 белый король | b8 чёрная ладья · f8 чёрная ладья · g8 чёрный конь · a7 чёрная пешка · g7 чёрный слон · h7 чёрный король · a6 чёрный слон · d6 чёрная пешка · e6 белая пешка · h6 чёрная пешка · a5 чёрный ферзь · c5 чёрная пешка · d5 белая пешка · f5 чёрная пешка · b4 чёрная пешка · e4 чёрный конь · f4 белая пешка · h4 белый конь · d3 белый ферзь · e3 белый слон · h3 белая пешка · a2 белая пешка · b2 белая пешка · g2 белый слон · d1 белый конь · e1 белая ладья · f1 белая ладья · g1 белый король | b8 чёрная ладья · f8 чёрная ладья · g8 чёрный конь · a7 чёрная пешка · g7 чёрный слон · h7 чёрный король · a6 чёрный слон · d6 чёрная пешка · e6 белая пешка · h6 чёрная пешка · a5 чёрный ферзь · c5 чёрная пешка · d5 белая пешка · f5 чёрная пешка · b4 чёрная пешка · e4 чёрный конь · f4 белая пешка · h4 белый конь · d3 белый ферзь · e3 белый слон · h3 белая пешка · a2 белая пешка · b2 белая пешка · g2 белый слон · d1 белый конь · e1 белая ладья · f1 белая ладья · g1 белый король | b8 чёрная ладья · f8 чёрная ладья · g8 чёрный конь · a7 чёрная пешка · g7 чёрный слон · h7 чёрный король · a6 чёрный слон · d6 чёрная пешка · e6 белая пешка · h6 чёрная пешка · a5 чёрный ферзь · c5 чёрная пешка · d5 белая пешка · f5 чёрная пешка · b4 чёрная пешка · e4 чёрный конь · f4 белая пешка · h4 белый конь · d3 белый ферзь · e3 белый слон · h3 белая пешка · a2 белая пешка · b2 белая пешка · g2 белый слон · d1 белый конь · e1 белая ладья · f1 белая ладья · g1 белый король | b8 чёрная ладья · f8 чёрная ладья · g8 чёрный конь · a7 чёрная пешка · g7 чёрный слон · h7 чёрный король · a6 чёрный слон · d6 чёрная пешка · e6 белая пешка · h6 чёрная пешка · a5 чёрный ферзь · c5 чёрная пешка · d5 белая пешка · f5 чёрная пешка · b4 чёрная пешка · e4 чёрный конь · f4 белая пешка · h4 белый конь · d3 белый ферзь · e3 белый слон · h3 белая пешка · a2 белая пешка · b2 белая пешка · g2 белый слон · d1 белый конь · e1 белая ладья · f1 белая ладья · g1 белый король | 4 |
| 3 | b8 чёрная ладья · f8 чёрная ладья · g8 чёрный конь · a7 чёрная пешка · g7 чёрный слон · h7 чёрный король · a6 чёрный слон · d6 чёрная пешка · e6 белая пешка · h6 чёрная пешка · a5 чёрный ферзь · c5 чёрная пешка · d5 белая пешка · f5 чёрная пешка · b4 чёрная пешка · e4 чёрный конь · f4 белая пешка · h4 белый конь · d3 белый ферзь · e3 белый слон · h3 белая пешка · a2 белая пешка · b2 белая пешка · g2 белый слон · d1 белый конь · e1 белая ладья · f1 белая ладья · g1 белый король | b8 чёрная ладья · f8 чёрная ладья · g8 чёрный конь · a7 чёрная пешка · g7 чёрный слон · h7 чёрный король · a6 чёрный слон · d6 чёрная пешка · e6 белая пешка · h6 чёрная пешка · a5 чёрный ферзь · c5 чёрная пешка · d5 белая пешка · f5 чёрная пешка · b4 чёрная пешка · e4 чёрный конь · f4 белая пешка · h4 белый конь · d3 белый ферзь · e3 белый слон · h3 белая пешка · a2 белая пешка · b2 белая пешка · g2 белый слон · d1 белый конь · e1 белая ладья · f1 белая ладья · g1 белый король | b8 чёрная ладья · f8 чёрная ладья · g8 чёрный конь · a7 чёрная пешка · g7 чёрный слон · h7 чёрный король · a6 чёрный слон · d6 чёрная пешка · e6 белая пешка · h6 чёрная пешка · a5 чёрный ферзь · c5 чёрная пешка · d5 белая пешка · f5 чёрная пешка · b4 чёрная пешка · e4 чёрный конь · f4 белая пешка · h4 белый конь · d3 белый ферзь · e3 белый слон · h3 белая пешка · a2 белая пешка · b2 белая пешка · g2 белый слон · d1 белый конь · e1 белая ладья · f1 белая ладья · g1 белый король | b8 чёрная ладья · f8 чёрная ладья · g8 чёрный конь · a7 чёрная пешка · g7 чёрный слон · h7 чёрный король · a6 чёрный слон · d6 чёрная пешка · e6 белая пешка · h6 чёрная пешка · a5 чёрный ферзь · c5 чёрная пешка · d5 белая пешка · f5 чёрная пешка · b4 чёрная пешка · e4 чёрный конь · f4 белая пешка · h4 белый конь · d3 белый ферзь · e3 белый слон · h3 белая пешка · a2 белая пешка · b2 белая пешка · g2 белый слон · d1 белый конь · e1 белая ладья · f1 белая ладья · g1 белый король | b8 чёрная ладья · f8 чёрная ладья · g8 чёрный конь · a7 чёрная пешка · g7 чёрный слон · h7 чёрный король · a6 чёрный слон · d6 чёрная пешка · e6 белая пешка · h6 чёрная пешка · a5 чёрный ферзь · c5 чёрная пешка · d5 белая пешка · f5 чёрная пешка · b4 чёрная пешка · e4 чёрный конь · f4 белая пешка · h4 белый конь · d3 белый ферзь · e3 белый слон · h3 белая пешка · a2 белая пешка · b2 белая пешка · g2 белый слон · d1 белый конь · e1 белая ладья · f1 белая ладья · g1 белый король | b8 чёрная ладья · f8 чёрная ладья · g8 чёрный конь · a7 чёрная пешка · g7 чёрный слон · h7 чёрный король · a6 чёрный слон · d6 чёрная пешка · e6 белая пешка · h6 чёрная пешка · a5 чёрный ферзь · c5 чёрная пешка · d5 белая пешка · f5 чёрная пешка · b4 чёрная пешка · e4 чёрный конь · f4 белая пешка · h4 белый конь · d3 белый ферзь · e3 белый слон · h3 белая пешка · a2 белая пешка · b2 белая пешка · g2 белый слон · d1 белый конь · e1 белая ладья · f1 белая ладья · g1 белый король | b8 чёрная ладья · f8 чёрная ладья · g8 чёрный конь · a7 чёрная пешка · g7 чёрный слон · h7 чёрный король · a6 чёрный слон · d6 чёрная пешка · e6 белая пешка · h6 чёрная пешка · a5 чёрный ферзь · c5 чёрная пешка · d5 белая пешка · f5 чёрная пешка · b4 чёрная пешка · e4 чёрный конь · f4 белая пешка · h4 белый конь · d3 белый ферзь · e3 белый слон · h3 белая пешка · a2 белая пешка · b2 белая пешка · g2 белый слон · d1 белый конь · e1 белая ладья · f1 белая ладья · g1 белый король | b8 чёрная ладья · f8 чёрная ладья · g8 чёрный конь · a7 чёрная пешка · g7 чёрный слон · h7 чёрный король · a6 чёрный слон · d6 чёрная пешка · e6 белая пешка · h6 чёрная пешка · a5 чёрный ферзь · c5 чёрная пешка · d5 белая пешка · f5 чёрная пешка · b4 чёрная пешка · e4 чёрный конь · f4 белая пешка · h4 белый конь · d3 белый ферзь · e3 белый слон · h3 белая пешка · a2 белая пешка · b2 белая пешка · g2 белый слон · d1 белый конь · e1 белая ладья · f1 белая ладья · g1 белый король | 3 |
| 2 | b8 чёрная ладья · f8 чёрная ладья · g8 чёрный конь · a7 чёрная пешка · g7 чёрный слон · h7 чёрный король · a6 чёрный слон · d6 чёрная пешка · e6 белая пешка · h6 чёрная пешка · a5 чёрный ферзь · c5 чёрная пешка · d5 белая пешка · f5 чёрная пешка · b4 чёрная пешка · e4 чёрный конь · f4 белая пешка · h4 белый конь · d3 белый ферзь · e3 белый слон · h3 белая пешка · a2 белая пешка · b2 белая пешка · g2 белый слон · d1 белый конь · e1 белая ладья · f1 белая ладья · g1 белый король | b8 чёрная ладья · f8 чёрная ладья · g8 чёрный конь · a7 чёрная пешка · g7 чёрный слон · h7 чёрный король · a6 чёрный слон · d6 чёрная пешка · e6 белая пешка · h6 чёрная пешка · a5 чёрный ферзь · c5 чёрная пешка · d5 белая пешка · f5 чёрная пешка · b4 чёрная пешка · e4 чёрный конь · f4 белая пешка · h4 белый конь · d3 белый ферзь · e3 белый слон · h3 белая пешка · a2 белая пешка · b2 белая пешка · g2 белый слон · d1 белый конь · e1 белая ладья · f1 белая ладья · g1 белый король | b8 чёрная ладья · f8 чёрная ладья · g8 чёрный конь · a7 чёрная пешка · g7 чёрный слон · h7 чёрный король · a6 чёрный слон · d6 чёрная пешка · e6 белая пешка · h6 чёрная пешка · a5 чёрный ферзь · c5 чёрная пешка · d5 белая пешка · f5 чёрная пешка · b4 чёрная пешка · e4 чёрный конь · f4 белая пешка · h4 белый конь · d3 белый ферзь · e3 белый слон · h3 белая пешка · a2 белая пешка · b2 белая пешка · g2 белый слон · d1 белый конь · e1 белая ладья · f1 белая ладья · g1 белый король | b8 чёрная ладья · f8 чёрная ладья · g8 чёрный конь · a7 чёрная пешка · g7 чёрный слон · h7 чёрный король · a6 чёрный слон · d6 чёрная пешка · e6 белая пешка · h6 чёрная пешка · a5 чёрный ферзь · c5 чёрная пешка · d5 белая пешка · f5 чёрная пешка · b4 чёрная пешка · e4 чёрный конь · f4 белая пешка · h4 белый конь · d3 белый ферзь · e3 белый слон · h3 белая пешка · a2 белая пешка · b2 белая пешка · g2 белый слон · d1 белый конь · e1 белая ладья · f1 белая ладья · g1 белый король | b8 чёрная ладья · f8 чёрная ладья · g8 чёрный конь · a7 чёрная пешка · g7 чёрный слон · h7 чёрный король · a6 чёрный слон · d6 чёрная пешка · e6 белая пешка · h6 чёрная пешка · a5 чёрный ферзь · c5 чёрная пешка · d5 белая пешка · f5 чёрная пешка · b4 чёрная пешка · e4 чёрный конь · f4 белая пешка · h4 белый конь · d3 белый ферзь · e3 белый слон · h3 белая пешка · a2 белая пешка · b2 белая пешка · g2 белый слон · d1 белый конь · e1 белая ладья · f1 белая ладья · g1 белый король | b8 чёрная ладья · f8 чёрная ладья · g8 чёрный конь · a7 чёрная пешка · g7 чёрный слон · h7 чёрный король · a6 чёрный слон · d6 чёрная пешка · e6 белая пешка · h6 чёрная пешка · a5 чёрный ферзь · c5 чёрная пешка · d5 белая пешка · f5 чёрная пешка · b4 чёрная пешка · e4 чёрный конь · f4 белая пешка · h4 белый конь · d3 белый ферзь · e3 белый слон · h3 белая пешка · a2 белая пешка · b2 белая пешка · g2 белый слон · d1 белый конь · e1 белая ладья · f1 белая ладья · g1 белый король | b8 чёрная ладья · f8 чёрная ладья · g8 чёрный конь · a7 чёрная пешка · g7 чёрный слон · h7 чёрный король · a6 чёрный слон · d6 чёрная пешка · e6 белая пешка · h6 чёрная пешка · a5 чёрный ферзь · c5 чёрная пешка · d5 белая пешка · f5 чёрная пешка · b4 чёрная пешка · e4 чёрный конь · f4 белая пешка · h4 белый конь · d3 белый ферзь · e3 белый слон · h3 белая пешка · a2 белая пешка · b2 белая пешка · g2 белый слон · d1 белый конь · e1 белая ладья · f1 белая ладья · g1 белый король | b8 чёрная ладья · f8 чёрная ладья · g8 чёрный конь · a7 чёрная пешка · g7 чёрный слон · h7 чёрный король · a6 чёрный слон · d6 чёрная пешка · e6 белая пешка · h6 чёрная пешка · a5 чёрный ферзь · c5 чёрная пешка · d5 белая пешка · f5 чёрная пешка · b4 чёрная пешка · e4 чёрный конь · f4 белая пешка · h4 белый конь · d3 белый ферзь · e3 белый слон · h3 белая пешка · a2 белая пешка · b2 белая пешка · g2 белый слон · d1 белый конь · e1 белая ладья · f1 белая ладья · g1 белый король | 2 |
| 1 | b8 чёрная ладья · f8 чёрная ладья · g8 чёрный конь · a7 чёрная пешка · g7 чёрный слон · h7 чёрный король · a6 чёрный слон · d6 чёрная пешка · e6 белая пешка · h6 чёрная пешка · a5 чёрный ферзь · c5 чёрная пешка · d5 белая пешка · f5 чёрная пешка · b4 чёрная пешка · e4 чёрный конь · f4 белая пешка · h4 белый конь · d3 белый ферзь · e3 белый слон · h3 белая пешка · a2 белая пешка · b2 белая пешка · g2 белый слон · d1 белый конь · e1 белая ладья · f1 белая ладья · g1 белый король | b8 чёрная ладья · f8 чёрная ладья · g8 чёрный конь · a7 чёрная пешка · g7 чёрный слон · h7 чёрный король · a6 чёрный слон · d6 чёрная пешка · e6 белая пешка · h6 чёрная пешка · a5 чёрный ферзь · c5 чёрная пешка · d5 белая пешка · f5 чёрная пешка · b4 чёрная пешка · e4 чёрный конь · f4 белая пешка · h4 белый конь · d3 белый ферзь · e3 белый слон · h3 белая пешка · a2 белая пешка · b2 белая пешка · g2 белый слон · d1 белый конь · e1 белая ладья · f1 белая ладья · g1 белый король | b8 чёрная ладья · f8 чёрная ладья · g8 чёрный конь · a7 чёрная пешка · g7 чёрный слон · h7 чёрный король · a6 чёрный слон · d6 чёрная пешка · e6 белая пешка · h6 чёрная пешка · a5 чёрный ферзь · c5 чёрная пешка · d5 белая пешка · f5 чёрная пешка · b4 чёрная пешка · e4 чёрный конь · f4 белая пешка · h4 белый конь · d3 белый ферзь · e3 белый слон · h3 белая пешка · a2 белая пешка · b2 белая пешка · g2 белый слон · d1 белый конь · e1 белая ладья · f1 белая ладья · g1 белый король | b8 чёрная ладья · f8 чёрная ладья · g8 чёрный конь · a7 чёрная пешка · g7 чёрный слон · h7 чёрный король · a6 чёрный слон · d6 чёрная пешка · e6 белая пешка · h6 чёрная пешка · a5 чёрный ферзь · c5 чёрная пешка · d5 белая пешка · f5 чёрная пешка · b4 чёрная пешка · e4 чёрный конь · f4 белая пешка · h4 белый конь · d3 белый ферзь · e3 белый слон · h3 белая пешка · a2 белая пешка · b2 белая пешка · g2 белый слон · d1 белый конь · e1 белая ладья · f1 белая ладья · g1 белый король | b8 чёрная ладья · f8 чёрная ладья · g8 чёрный конь · a7 чёрная пешка · g7 чёрный слон · h7 чёрный король · a6 чёрный слон · d6 чёрная пешка · e6 белая пешка · h6 чёрная пешка · a5 чёрный ферзь · c5 чёрная пешка · d5 белая пешка · f5 чёрная пешка · b4 чёрная пешка · e4 чёрный конь · f4 белая пешка · h4 белый конь · d3 белый ферзь · e3 белый слон · h3 белая пешка · a2 белая пешка · b2 белая пешка · g2 белый слон · d1 белый конь · e1 белая ладья · f1 белая ладья · g1 белый король | b8 чёрная ладья · f8 чёрная ладья · g8 чёрный конь · a7 чёрная пешка · g7 чёрный слон · h7 чёрный король · a6 чёрный слон · d6 чёрная пешка · e6 белая пешка · h6 чёрная пешка · a5 чёрный ферзь · c5 чёрная пешка · d5 белая пешка · f5 чёрная пешка · b4 чёрная пешка · e4 чёрный конь · f4 белая пешка · h4 белый конь · d3 белый ферзь · e3 белый слон · h3 белая пешка · a2 белая пешка · b2 белая пешка · g2 белый слон · d1 белый конь · e1 белая ладья · f1 белая ладья · g1 белый король | b8 чёрная ладья · f8 чёрная ладья · g8 чёрный конь · a7 чёрная пешка · g7 чёрный слон · h7 чёрный король · a6 чёрный слон · d6 чёрная пешка · e6 белая пешка · h6 чёрная пешка · a5 чёрный ферзь · c5 чёрная пешка · d5 белая пешка · f5 чёрная пешка · b4 чёрная пешка · e4 чёрный конь · f4 белая пешка · h4 белый конь · d3 белый ферзь · e3 белый слон · h3 белая пешка · a2 белая пешка · b2 белая пешка · g2 белый слон · d1 белый конь · e1 белая ладья · f1 белая ладья · g1 белый король | b8 чёрная ладья · f8 чёрная ладья · g8 чёрный конь · a7 чёрная пешка · g7 чёрный слон · h7 чёрный король · a6 чёрный слон · d6 чёрная пешка · e6 белая пешка · h6 чёрная пешка · a5 чёрный ферзь · c5 чёрная пешка · d5 белая пешка · f5 чёрная пешка · b4 чёрная пешка · e4 чёрный конь · f4 белая пешка · h4 белый конь · d3 белый ферзь · e3 белый слон · h3 белая пешка · a2 белая пешка · b2 белая пешка · g2 белый слон · d1 белый конь · e1 белая ладья · f1 белая ладья · g1 белый король | 1 |
|   | a | b | c | d | e | f | g | h |   |

26. Фd3:e4! f5:e4

27. Cg2:e4+ Kph7-h8

28. Kh4-g6+ Kph8-h7

29. Kg6:f8+ Kph7-h8

30. Kf8-g6+ Kph8-h7

Теперь у белых есть вечный шах, но они, конечно, этим не ограничиваются, так как находится и мат.

31. Kg6-e5+ Kph7-h8

32. Ke5-f7#.

### Партия Паульсен — Морфи
|   | a | b | c | d | e | f | g | h |   |
| - | --- | --- | --- | --- | --- | --- | --- | --- | - |
| 8 | e8 чёрная ладья · g8 чёрный король · a7 чёрная пешка · c7 чёрная пешка · d7 чёрный слон · f7 чёрная пешка · g7 чёрная пешка · h7 чёрная пешка · a6 белый ферзь · b6 чёрный слон · c6 чёрная пешка · e6 чёрная ладья · b4 белая пешка · c3 белая пешка · d3 чёрный ферзь · f3 белый слон · a2 белая ладья · d2 белая пешка · f2 белая пешка · g2 белая пешка · h2 белая пешка · c1 белый слон · f1 белая ладья · g1 белый король | e8 чёрная ладья · g8 чёрный король · a7 чёрная пешка · c7 чёрная пешка · d7 чёрный слон · f7 чёрная пешка · g7 чёрная пешка · h7 чёрная пешка · a6 белый ферзь · b6 чёрный слон · c6 чёрная пешка · e6 чёрная ладья · b4 белая пешка · c3 белая пешка · d3 чёрный ферзь · f3 белый слон · a2 белая ладья · d2 белая пешка · f2 белая пешка · g2 белая пешка · h2 белая пешка · c1 белый слон · f1 белая ладья · g1 белый король | e8 чёрная ладья · g8 чёрный король · a7 чёрная пешка · c7 чёрная пешка · d7 чёрный слон · f7 чёрная пешка · g7 чёрная пешка · h7 чёрная пешка · a6 белый ферзь · b6 чёрный слон · c6 чёрная пешка · e6 чёрная ладья · b4 белая пешка · c3 белая пешка · d3 чёрный ферзь · f3 белый слон · a2 белая ладья · d2 белая пешка · f2 белая пешка · g2 белая пешка · h2 белая пешка · c1 белый слон · f1 белая ладья · g1 белый король | e8 чёрная ладья · g8 чёрный король · a7 чёрная пешка · c7 чёрная пешка · d7 чёрный слон · f7 чёрная пешка · g7 чёрная пешка · h7 чёрная пешка · a6 белый ферзь · b6 чёрный слон · c6 чёрная пешка · e6 чёрная ладья · b4 белая пешка · c3 белая пешка · d3 чёрный ферзь · f3 белый слон · a2 белая ладья · d2 белая пешка · f2 белая пешка · g2 белая пешка · h2 белая пешка · c1 белый слон · f1 белая ладья · g1 белый король | e8 чёрная ладья · g8 чёрный король · a7 чёрная пешка · c7 чёрная пешка · d7 чёрный слон · f7 чёрная пешка · g7 чёрная пешка · h7 чёрная пешка · a6 белый ферзь · b6 чёрный слон · c6 чёрная пешка · e6 чёрная ладья · b4 белая пешка · c3 белая пешка · d3 чёрный ферзь · f3 белый слон · a2 белая ладья · d2 белая пешка · f2 белая пешка · g2 белая пешка · h2 белая пешка · c1 белый слон · f1 белая ладья · g1 белый король | e8 чёрная ладья · g8 чёрный король · a7 чёрная пешка · c7 чёрная пешка · d7 чёрный слон · f7 чёрная пешка · g7 чёрная пешка · h7 чёрная пешка · a6 белый ферзь · b6 чёрный слон · c6 чёрная пешка · e6 чёрная ладья · b4 белая пешка · c3 белая пешка · d3 чёрный ферзь · f3 белый слон · a2 белая ладья · d2 белая пешка · f2 белая пешка · g2 белая пешка · h2 белая пешка · c1 белый слон · f1 белая ладья · g1 белый король | e8 чёрная ладья · g8 чёрный король · a7 чёрная пешка · c7 чёрная пешка · d7 чёрный слон · f7 чёрная пешка · g7 чёрная пешка · h7 чёрная пешка · a6 белый ферзь · b6 чёрный слон · c6 чёрная пешка · e6 чёрная ладья · b4 белая пешка · c3 белая пешка · d3 чёрный ферзь · f3 белый слон · a2 белая ладья · d2 белая пешка · f2 белая пешка · g2 белая пешка · h2 белая пешка · c1 белый слон · f1 белая ладья · g1 белый король | e8 чёрная ладья · g8 чёрный король · a7 чёрная пешка · c7 чёрная пешка · d7 чёрный слон · f7 чёрная пешка · g7 чёрная пешка · h7 чёрная пешка · a6 белый ферзь · b6 чёрный слон · c6 чёрная пешка · e6 чёрная ладья · b4 белая пешка · c3 белая пешка · d3 чёрный ферзь · f3 белый слон · a2 белая ладья · d2 белая пешка · f2 белая пешка · g2 белая пешка · h2 белая пешка · c1 белый слон · f1 белая ладья · g1 белый король | 8 |
| 7 | e8 чёрная ладья · g8 чёрный король · a7 чёрная пешка · c7 чёрная пешка · d7 чёрный слон · f7 чёрная пешка · g7 чёрная пешка · h7 чёрная пешка · a6 белый ферзь · b6 чёрный слон · c6 чёрная пешка · e6 чёрная ладья · b4 белая пешка · c3 белая пешка · d3 чёрный ферзь · f3 белый слон · a2 белая ладья · d2 белая пешка · f2 белая пешка · g2 белая пешка · h2 белая пешка · c1 белый слон · f1 белая ладья · g1 белый король | e8 чёрная ладья · g8 чёрный король · a7 чёрная пешка · c7 чёрная пешка · d7 чёрный слон · f7 чёрная пешка · g7 чёрная пешка · h7 чёрная пешка · a6 белый ферзь · b6 чёрный слон · c6 чёрная пешка · e6 чёрная ладья · b4 белая пешка · c3 белая пешка · d3 чёрный ферзь · f3 белый слон · a2 белая ладья · d2 белая пешка · f2 белая пешка · g2 белая пешка · h2 белая пешка · c1 белый слон · f1 белая ладья · g1 белый король | e8 чёрная ладья · g8 чёрный король · a7 чёрная пешка · c7 чёрная пешка · d7 чёрный слон · f7 чёрная пешка · g7 чёрная пешка · h7 чёрная пешка · a6 белый ферзь · b6 чёрный слон · c6 чёрная пешка · e6 чёрная ладья · b4 белая пешка · c3 белая пешка · d3 чёрный ферзь · f3 белый слон · a2 белая ладья · d2 белая пешка · f2 белая пешка · g2 белая пешка · h2 белая пешка · c1 белый слон · f1 белая ладья · g1 белый король | e8 чёрная ладья · g8 чёрный король · a7 чёрная пешка · c7 чёрная пешка · d7 чёрный слон · f7 чёрная пешка · g7 чёрная пешка · h7 чёрная пешка · a6 белый ферзь · b6 чёрный слон · c6 чёрная пешка · e6 чёрная ладья · b4 белая пешка · c3 белая пешка · d3 чёрный ферзь · f3 белый слон · a2 белая ладья · d2 белая пешка · f2 белая пешка · g2 белая пешка · h2 белая пешка · c1 белый слон · f1 белая ладья · g1 белый король | e8 чёрная ладья · g8 чёрный король · a7 чёрная пешка · c7 чёрная пешка · d7 чёрный слон · f7 чёрная пешка · g7 чёрная пешка · h7 чёрная пешка · a6 белый ферзь · b6 чёрный слон · c6 чёрная пешка · e6 чёрная ладья · b4 белая пешка · c3 белая пешка · d3 чёрный ферзь · f3 белый слон · a2 белая ладья · d2 белая пешка · f2 белая пешка · g2 белая пешка · h2 белая пешка · c1 белый слон · f1 белая ладья · g1 белый король | e8 чёрная ладья · g8 чёрный король · a7 чёрная пешка · c7 чёрная пешка · d7 чёрный слон · f7 чёрная пешка · g7 чёрная пешка · h7 чёрная пешка · a6 белый ферзь · b6 чёрный слон · c6 чёрная пешка · e6 чёрная ладья · b4 белая пешка · c3 белая пешка · d3 чёрный ферзь · f3 белый слон · a2 белая ладья · d2 белая пешка · f2 белая пешка · g2 белая пешка · h2 белая пешка · c1 белый слон · f1 белая ладья · g1 белый король | e8 чёрная ладья · g8 чёрный король · a7 чёрная пешка · c7 чёрная пешка · d7 чёрный слон · f7 чёрная пешка · g7 чёрная пешка · h7 чёрная пешка · a6 белый ферзь · b6 чёрный слон · c6 чёрная пешка · e6 чёрная ладья · b4 белая пешка · c3 белая пешка · d3 чёрный ферзь · f3 белый слон · a2 белая ладья · d2 белая пешка · f2 белая пешка · g2 белая пешка · h2 белая пешка · c1 белый слон · f1 белая ладья · g1 белый король | e8 чёрная ладья · g8 чёрный король · a7 чёрная пешка · c7 чёрная пешка · d7 чёрный слон · f7 чёрная пешка · g7 чёрная пешка · h7 чёрная пешка · a6 белый ферзь · b6 чёрный слон · c6 чёрная пешка · e6 чёрная ладья · b4 белая пешка · c3 белая пешка · d3 чёрный ферзь · f3 белый слон · a2 белая ладья · d2 белая пешка · f2 белая пешка · g2 белая пешка · h2 белая пешка · c1 белый слон · f1 белая ладья · g1 белый король | 7 |
| 6 | e8 чёрная ладья · g8 чёрный король · a7 чёрная пешка · c7 чёрная пешка · d7 чёрный слон · f7 чёрная пешка · g7 чёрная пешка · h7 чёрная пешка · a6 белый ферзь · b6 чёрный слон · c6 чёрная пешка · e6 чёрная ладья · b4 белая пешка · c3 белая пешка · d3 чёрный ферзь · f3 белый слон · a2 белая ладья · d2 белая пешка · f2 белая пешка · g2 белая пешка · h2 белая пешка · c1 белый слон · f1 белая ладья · g1 белый король | e8 чёрная ладья · g8 чёрный король · a7 чёрная пешка · c7 чёрная пешка · d7 чёрный слон · f7 чёрная пешка · g7 чёрная пешка · h7 чёрная пешка · a6 белый ферзь · b6 чёрный слон · c6 чёрная пешка · e6 чёрная ладья · b4 белая пешка · c3 белая пешка · d3 чёрный ферзь · f3 белый слон · a2 белая ладья · d2 белая пешка · f2 белая пешка · g2 белая пешка · h2 белая пешка · c1 белый слон · f1 белая ладья · g1 белый король | e8 чёрная ладья · g8 чёрный король · a7 чёрная пешка · c7 чёрная пешка · d7 чёрный слон · f7 чёрная пешка · g7 чёрная пешка · h7 чёрная пешка · a6 белый ферзь · b6 чёрный слон · c6 чёрная пешка · e6 чёрная ладья · b4 белая пешка · c3 белая пешка · d3 чёрный ферзь · f3 белый слон · a2 белая ладья · d2 белая пешка · f2 белая пешка · g2 белая пешка · h2 белая пешка · c1 белый слон · f1 белая ладья · g1 белый король | e8 чёрная ладья · g8 чёрный король · a7 чёрная пешка · c7 чёрная пешка · d7 чёрный слон · f7 чёрная пешка · g7 чёрная пешка · h7 чёрная пешка · a6 белый ферзь · b6 чёрный слон · c6 чёрная пешка · e6 чёрная ладья · b4 белая пешка · c3 белая пешка · d3 чёрный ферзь · f3 белый слон · a2 белая ладья · d2 белая пешка · f2 белая пешка · g2 белая пешка · h2 белая пешка · c1 белый слон · f1 белая ладья · g1 белый король | e8 чёрная ладья · g8 чёрный король · a7 чёрная пешка · c7 чёрная пешка · d7 чёрный слон · f7 чёрная пешка · g7 чёрная пешка · h7 чёрная пешка · a6 белый ферзь · b6 чёрный слон · c6 чёрная пешка · e6 чёрная ладья · b4 белая пешка · c3 белая пешка · d3 чёрный ферзь · f3 белый слон · a2 белая ладья · d2 белая пешка · f2 белая пешка · g2 белая пешка · h2 белая пешка · c1 белый слон · f1 белая ладья · g1 белый король | e8 чёрная ладья · g8 чёрный король · a7 чёрная пешка · c7 чёрная пешка · d7 чёрный слон · f7 чёрная пешка · g7 чёрная пешка · h7 чёрная пешка · a6 белый ферзь · b6 чёрный слон · c6 чёрная пешка · e6 чёрная ладья · b4 белая пешка · c3 белая пешка · d3 чёрный ферзь · f3 белый слон · a2 белая ладья · d2 белая пешка · f2 белая пешка · g2 белая пешка · h2 белая пешка · c1 белый слон · f1 белая ладья · g1 белый король | e8 чёрная ладья · g8 чёрный король · a7 чёрная пешка · c7 чёрная пешка · d7 чёрный слон · f7 чёрная пешка · g7 чёрная пешка · h7 чёрная пешка · a6 белый ферзь · b6 чёрный слон · c6 чёрная пешка · e6 чёрная ладья · b4 белая пешка · c3 белая пешка · d3 чёрный ферзь · f3 белый слон · a2 белая ладья · d2 белая пешка · f2 белая пешка · g2 белая пешка · h2 белая пешка · c1 белый слон · f1 белая ладья · g1 белый король | e8 чёрная ладья · g8 чёрный король · a7 чёрная пешка · c7 чёрная пешка · d7 чёрный слон · f7 чёрная пешка · g7 чёрная пешка · h7 чёрная пешка · a6 белый ферзь · b6 чёрный слон · c6 чёрная пешка · e6 чёрная ладья · b4 белая пешка · c3 белая пешка · d3 чёрный ферзь · f3 белый слон · a2 белая ладья · d2 белая пешка · f2 белая пешка · g2 белая пешка · h2 белая пешка · c1 белый слон · f1 белая ладья · g1 белый король | 6 |
| 5 | e8 чёрная ладья · g8 чёрный король · a7 чёрная пешка · c7 чёрная пешка · d7 чёрный слон · f7 чёрная пешка · g7 чёрная пешка · h7 чёрная пешка · a6 белый ферзь · b6 чёрный слон · c6 чёрная пешка · e6 чёрная ладья · b4 белая пешка · c3 белая пешка · d3 чёрный ферзь · f3 белый слон · a2 белая ладья · d2 белая пешка · f2 белая пешка · g2 белая пешка · h2 белая пешка · c1 белый слон · f1 белая ладья · g1 белый король | e8 чёрная ладья · g8 чёрный король · a7 чёрная пешка · c7 чёрная пешка · d7 чёрный слон · f7 чёрная пешка · g7 чёрная пешка · h7 чёрная пешка · a6 белый ферзь · b6 чёрный слон · c6 чёрная пешка · e6 чёрная ладья · b4 белая пешка · c3 белая пешка · d3 чёрный ферзь · f3 белый слон · a2 белая ладья · d2 белая пешка · f2 белая пешка · g2 белая пешка · h2 белая пешка · c1 белый слон · f1 белая ладья · g1 белый король | e8 чёрная ладья · g8 чёрный король · a7 чёрная пешка · c7 чёрная пешка · d7 чёрный слон · f7 чёрная пешка · g7 чёрная пешка · h7 чёрная пешка · a6 белый ферзь · b6 чёрный слон · c6 чёрная пешка · e6 чёрная ладья · b4 белая пешка · c3 белая пешка · d3 чёрный ферзь · f3 белый слон · a2 белая ладья · d2 белая пешка · f2 белая пешка · g2 белая пешка · h2 белая пешка · c1 белый слон · f1 белая ладья · g1 белый король | e8 чёрная ладья · g8 чёрный король · a7 чёрная пешка · c7 чёрная пешка · d7 чёрный слон · f7 чёрная пешка · g7 чёрная пешка · h7 чёрная пешка · a6 белый ферзь · b6 чёрный слон · c6 чёрная пешка · e6 чёрная ладья · b4 белая пешка · c3 белая пешка · d3 чёрный ферзь · f3 белый слон · a2 белая ладья · d2 белая пешка · f2 белая пешка · g2 белая пешка · h2 белая пешка · c1 белый слон · f1 белая ладья · g1 белый король | e8 чёрная ладья · g8 чёрный король · a7 чёрная пешка · c7 чёрная пешка · d7 чёрный слон · f7 чёрная пешка · g7 чёрная пешка · h7 чёрная пешка · a6 белый ферзь · b6 чёрный слон · c6 чёрная пешка · e6 чёрная ладья · b4 белая пешка · c3 белая пешка · d3 чёрный ферзь · f3 белый слон · a2 белая ладья · d2 белая пешка · f2 белая пешка · g2 белая пешка · h2 белая пешка · c1 белый слон · f1 белая ладья · g1 белый король | e8 чёрная ладья · g8 чёрный король · a7 чёрная пешка · c7 чёрная пешка · d7 чёрный слон · f7 чёрная пешка · g7 чёрная пешка · h7 чёрная пешка · a6 белый ферзь · b6 чёрный слон · c6 чёрная пешка · e6 чёрная ладья · b4 белая пешка · c3 белая пешка · d3 чёрный ферзь · f3 белый слон · a2 белая ладья · d2 белая пешка · f2 белая пешка · g2 белая пешка · h2 белая пешка · c1 белый слон · f1 белая ладья · g1 белый король | e8 чёрная ладья · g8 чёрный король · a7 чёрная пешка · c7 чёрная пешка · d7 чёрный слон · f7 чёрная пешка · g7 чёрная пешка · h7 чёрная пешка · a6 белый ферзь · b6 чёрный слон · c6 чёрная пешка · e6 чёрная ладья · b4 белая пешка · c3 белая пешка · d3 чёрный ферзь · f3 белый слон · a2 белая ладья · d2 белая пешка · f2 белая пешка · g2 белая пешка · h2 белая пешка · c1 белый слон · f1 белая ладья · g1 белый король | e8 чёрная ладья · g8 чёрный король · a7 чёрная пешка · c7 чёрная пешка · d7 чёрный слон · f7 чёрная пешка · g7 чёрная пешка · h7 чёрная пешка · a6 белый ферзь · b6 чёрный слон · c6 чёрная пешка · e6 чёрная ладья · b4 белая пешка · c3 белая пешка · d3 чёрный ферзь · f3 белый слон · a2 белая ладья · d2 белая пешка · f2 белая пешка · g2 белая пешка · h2 белая пешка · c1 белый слон · f1 белая ладья · g1 белый король | 5 |
| 4 | e8 чёрная ладья · g8 чёрный король · a7 чёрная пешка · c7 чёрная пешка · d7 чёрный слон · f7 чёрная пешка · g7 чёрная пешка · h7 чёрная пешка · a6 белый ферзь · b6 чёрный слон · c6 чёрная пешка · e6 чёрная ладья · b4 белая пешка · c3 белая пешка · d3 чёрный ферзь · f3 белый слон · a2 белая ладья · d2 белая пешка · f2 белая пешка · g2 белая пешка · h2 белая пешка · c1 белый слон · f1 белая ладья · g1 белый король | e8 чёрная ладья · g8 чёрный король · a7 чёрная пешка · c7 чёрная пешка · d7 чёрный слон · f7 чёрная пешка · g7 чёрная пешка · h7 чёрная пешка · a6 белый ферзь · b6 чёрный слон · c6 чёрная пешка · e6 чёрная ладья · b4 белая пешка · c3 белая пешка · d3 чёрный ферзь · f3 белый слон · a2 белая ладья · d2 белая пешка · f2 белая пешка · g2 белая пешка · h2 белая пешка · c1 белый слон · f1 белая ладья · g1 белый король | e8 чёрная ладья · g8 чёрный король · a7 чёрная пешка · c7 чёрная пешка · d7 чёрный слон · f7 чёрная пешка · g7 чёрная пешка · h7 чёрная пешка · a6 белый ферзь · b6 чёрный слон · c6 чёрная пешка · e6 чёрная ладья · b4 белая пешка · c3 белая пешка · d3 чёрный ферзь · f3 белый слон · a2 белая ладья · d2 белая пешка · f2 белая пешка · g2 белая пешка · h2 белая пешка · c1 белый слон · f1 белая ладья · g1 белый король | e8 чёрная ладья · g8 чёрный король · a7 чёрная пешка · c7 чёрная пешка · d7 чёрный слон · f7 чёрная пешка · g7 чёрная пешка · h7 чёрная пешка · a6 белый ферзь · b6 чёрный слон · c6 чёрная пешка · e6 чёрная ладья · b4 белая пешка · c3 белая пешка · d3 чёрный ферзь · f3 белый слон · a2 белая ладья · d2 белая пешка · f2 белая пешка · g2 белая пешка · h2 белая пешка · c1 белый слон · f1 белая ладья · g1 белый король | e8 чёрная ладья · g8 чёрный король · a7 чёрная пешка · c7 чёрная пешка · d7 чёрный слон · f7 чёрная пешка · g7 чёрная пешка · h7 чёрная пешка · a6 белый ферзь · b6 чёрный слон · c6 чёрная пешка · e6 чёрная ладья · b4 белая пешка · c3 белая пешка · d3 чёрный ферзь · f3 белый слон · a2 белая ладья · d2 белая пешка · f2 белая пешка · g2 белая пешка · h2 белая пешка · c1 белый слон · f1 белая ладья · g1 белый король | e8 чёрная ладья · g8 чёрный король · a7 чёрная пешка · c7 чёрная пешка · d7 чёрный слон · f7 чёрная пешка · g7 чёрная пешка · h7 чёрная пешка · a6 белый ферзь · b6 чёрный слон · c6 чёрная пешка · e6 чёрная ладья · b4 белая пешка · c3 белая пешка · d3 чёрный ферзь · f3 белый слон · a2 белая ладья · d2 белая пешка · f2 белая пешка · g2 белая пешка · h2 белая пешка · c1 белый слон · f1 белая ладья · g1 белый король | e8 чёрная ладья · g8 чёрный король · a7 чёрная пешка · c7 чёрная пешка · d7 чёрный слон · f7 чёрная пешка · g7 чёрная пешка · h7 чёрная пешка · a6 белый ферзь · b6 чёрный слон · c6 чёрная пешка · e6 чёрная ладья · b4 белая пешка · c3 белая пешка · d3 чёрный ферзь · f3 белый слон · a2 белая ладья · d2 белая пешка · f2 белая пешка · g2 белая пешка · h2 белая пешка · c1 белый слон · f1 белая ладья · g1 белый король | e8 чёрная ладья · g8 чёрный король · a7 чёрная пешка · c7 чёрная пешка · d7 чёрный слон · f7 чёрная пешка · g7 чёрная пешка · h7 чёрная пешка · a6 белый ферзь · b6 чёрный слон · c6 чёрная пешка · e6 чёрная ладья · b4 белая пешка · c3 белая пешка · d3 чёрный ферзь · f3 белый слон · a2 белая ладья · d2 белая пешка · f2 белая пешка · g2 белая пешка · h2 белая пешка · c1 белый слон · f1 белая ладья · g1 белый король | 4 |
| 3 | e8 чёрная ладья · g8 чёрный король · a7 чёрная пешка · c7 чёрная пешка · d7 чёрный слон · f7 чёрная пешка · g7 чёрная пешка · h7 чёрная пешка · a6 белый ферзь · b6 чёрный слон · c6 чёрная пешка · e6 чёрная ладья · b4 белая пешка · c3 белая пешка · d3 чёрный ферзь · f3 белый слон · a2 белая ладья · d2 белая пешка · f2 белая пешка · g2 белая пешка · h2 белая пешка · c1 белый слон · f1 белая ладья · g1 белый король | e8 чёрная ладья · g8 чёрный король · a7 чёрная пешка · c7 чёрная пешка · d7 чёрный слон · f7 чёрная пешка · g7 чёрная пешка · h7 чёрная пешка · a6 белый ферзь · b6 чёрный слон · c6 чёрная пешка · e6 чёрная ладья · b4 белая пешка · c3 белая пешка · d3 чёрный ферзь · f3 белый слон · a2 белая ладья · d2 белая пешка · f2 белая пешка · g2 белая пешка · h2 белая пешка · c1 белый слон · f1 белая ладья · g1 белый король | e8 чёрная ладья · g8 чёрный король · a7 чёрная пешка · c7 чёрная пешка · d7 чёрный слон · f7 чёрная пешка · g7 чёрная пешка · h7 чёрная пешка · a6 белый ферзь · b6 чёрный слон · c6 чёрная пешка · e6 чёрная ладья · b4 белая пешка · c3 белая пешка · d3 чёрный ферзь · f3 белый слон · a2 белая ладья · d2 белая пешка · f2 белая пешка · g2 белая пешка · h2 белая пешка · c1 белый слон · f1 белая ладья · g1 белый король | e8 чёрная ладья · g8 чёрный король · a7 чёрная пешка · c7 чёрная пешка · d7 чёрный слон · f7 чёрная пешка · g7 чёрная пешка · h7 чёрная пешка · a6 белый ферзь · b6 чёрный слон · c6 чёрная пешка · e6 чёрная ладья · b4 белая пешка · c3 белая пешка · d3 чёрный ферзь · f3 белый слон · a2 белая ладья · d2 белая пешка · f2 белая пешка · g2 белая пешка · h2 белая пешка · c1 белый слон · f1 белая ладья · g1 белый король | e8 чёрная ладья · g8 чёрный король · a7 чёрная пешка · c7 чёрная пешка · d7 чёрный слон · f7 чёрная пешка · g7 чёрная пешка · h7 чёрная пешка · a6 белый ферзь · b6 чёрный слон · c6 чёрная пешка · e6 чёрная ладья · b4 белая пешка · c3 белая пешка · d3 чёрный ферзь · f3 белый слон · a2 белая ладья · d2 белая пешка · f2 белая пешка · g2 белая пешка · h2 белая пешка · c1 белый слон · f1 белая ладья · g1 белый король | e8 чёрная ладья · g8 чёрный король · a7 чёрная пешка · c7 чёрная пешка · d7 чёрный слон · f7 чёрная пешка · g7 чёрная пешка · h7 чёрная пешка · a6 белый ферзь · b6 чёрный слон · c6 чёрная пешка · e6 чёрная ладья · b4 белая пешка · c3 белая пешка · d3 чёрный ферзь · f3 белый слон · a2 белая ладья · d2 белая пешка · f2 белая пешка · g2 белая пешка · h2 белая пешка · c1 белый слон · f1 белая ладья · g1 белый король | e8 чёрная ладья · g8 чёрный король · a7 чёрная пешка · c7 чёрная пешка · d7 чёрный слон · f7 чёрная пешка · g7 чёрная пешка · h7 чёрная пешка · a6 белый ферзь · b6 чёрный слон · c6 чёрная пешка · e6 чёрная ладья · b4 белая пешка · c3 белая пешка · d3 чёрный ферзь · f3 белый слон · a2 белая ладья · d2 белая пешка · f2 белая пешка · g2 белая пешка · h2 белая пешка · c1 белый слон · f1 белая ладья · g1 белый король | e8 чёрная ладья · g8 чёрный король · a7 чёрная пешка · c7 чёрная пешка · d7 чёрный слон · f7 чёрная пешка · g7 чёрная пешка · h7 чёрная пешка · a6 белый ферзь · b6 чёрный слон · c6 чёрная пешка · e6 чёрная ладья · b4 белая пешка · c3 белая пешка · d3 чёрный ферзь · f3 белый слон · a2 белая ладья · d2 белая пешка · f2 белая пешка · g2 белая пешка · h2 белая пешка · c1 белый слон · f1 белая ладья · g1 белый король | 3 |
| 2 | e8 чёрная ладья · g8 чёрный король · a7 чёрная пешка · c7 чёрная пешка · d7 чёрный слон · f7 чёрная пешка · g7 чёрная пешка · h7 чёрная пешка · a6 белый ферзь · b6 чёрный слон · c6 чёрная пешка · e6 чёрная ладья · b4 белая пешка · c3 белая пешка · d3 чёрный ферзь · f3 белый слон · a2 белая ладья · d2 белая пешка · f2 белая пешка · g2 белая пешка · h2 белая пешка · c1 белый слон · f1 белая ладья · g1 белый король | e8 чёрная ладья · g8 чёрный король · a7 чёрная пешка · c7 чёрная пешка · d7 чёрный слон · f7 чёрная пешка · g7 чёрная пешка · h7 чёрная пешка · a6 белый ферзь · b6 чёрный слон · c6 чёрная пешка · e6 чёрная ладья · b4 белая пешка · c3 белая пешка · d3 чёрный ферзь · f3 белый слон · a2 белая ладья · d2 белая пешка · f2 белая пешка · g2 белая пешка · h2 белая пешка · c1 белый слон · f1 белая ладья · g1 белый король | e8 чёрная ладья · g8 чёрный король · a7 чёрная пешка · c7 чёрная пешка · d7 чёрный слон · f7 чёрная пешка · g7 чёрная пешка · h7 чёрная пешка · a6 белый ферзь · b6 чёрный слон · c6 чёрная пешка · e6 чёрная ладья · b4 белая пешка · c3 белая пешка · d3 чёрный ферзь · f3 белый слон · a2 белая ладья · d2 белая пешка · f2 белая пешка · g2 белая пешка · h2 белая пешка · c1 белый слон · f1 белая ладья · g1 белый король | e8 чёрная ладья · g8 чёрный король · a7 чёрная пешка · c7 чёрная пешка · d7 чёрный слон · f7 чёрная пешка · g7 чёрная пешка · h7 чёрная пешка · a6 белый ферзь · b6 чёрный слон · c6 чёрная пешка · e6 чёрная ладья · b4 белая пешка · c3 белая пешка · d3 чёрный ферзь · f3 белый слон · a2 белая ладья · d2 белая пешка · f2 белая пешка · g2 белая пешка · h2 белая пешка · c1 белый слон · f1 белая ладья · g1 белый король | e8 чёрная ладья · g8 чёрный король · a7 чёрная пешка · c7 чёрная пешка · d7 чёрный слон · f7 чёрная пешка · g7 чёрная пешка · h7 чёрная пешка · a6 белый ферзь · b6 чёрный слон · c6 чёрная пешка · e6 чёрная ладья · b4 белая пешка · c3 белая пешка · d3 чёрный ферзь · f3 белый слон · a2 белая ладья · d2 белая пешка · f2 белая пешка · g2 белая пешка · h2 белая пешка · c1 белый слон · f1 белая ладья · g1 белый король | e8 чёрная ладья · g8 чёрный король · a7 чёрная пешка · c7 чёрная пешка · d7 чёрный слон · f7 чёрная пешка · g7 чёрная пешка · h7 чёрная пешка · a6 белый ферзь · b6 чёрный слон · c6 чёрная пешка · e6 чёрная ладья · b4 белая пешка · c3 белая пешка · d3 чёрный ферзь · f3 белый слон · a2 белая ладья · d2 белая пешка · f2 белая пешка · g2 белая пешка · h2 белая пешка · c1 белый слон · f1 белая ладья · g1 белый король | e8 чёрная ладья · g8 чёрный король · a7 чёрная пешка · c7 чёрная пешка · d7 чёрный слон · f7 чёрная пешка · g7 чёрная пешка · h7 чёрная пешка · a6 белый ферзь · b6 чёрный слон · c6 чёрная пешка · e6 чёрная ладья · b4 белая пешка · c3 белая пешка · d3 чёрный ферзь · f3 белый слон · a2 белая ладья · d2 белая пешка · f2 белая пешка · g2 белая пешка · h2 белая пешка · c1 белый слон · f1 белая ладья · g1 белый король | e8 чёрная ладья · g8 чёрный король · a7 чёрная пешка · c7 чёрная пешка · d7 чёрный слон · f7 чёрная пешка · g7 чёрная пешка · h7 чёрная пешка · a6 белый ферзь · b6 чёрный слон · c6 чёрная пешка · e6 чёрная ладья · b4 белая пешка · c3 белая пешка · d3 чёрный ферзь · f3 белый слон · a2 белая ладья · d2 белая пешка · f2 белая пешка · g2 белая пешка · h2 белая пешка · c1 белый слон · f1 белая ладья · g1 белый король | 2 |
| 1 | e8 чёрная ладья · g8 чёрный король · a7 чёрная пешка · c7 чёрная пешка · d7 чёрный слон · f7 чёрная пешка · g7 чёрная пешка · h7 чёрная пешка · a6 белый ферзь · b6 чёрный слон · c6 чёрная пешка · e6 чёрная ладья · b4 белая пешка · c3 белая пешка · d3 чёрный ферзь · f3 белый слон · a2 белая ладья · d2 белая пешка · f2 белая пешка · g2 белая пешка · h2 белая пешка · c1 белый слон · f1 белая ладья · g1 белый король | e8 чёрная ладья · g8 чёрный король · a7 чёрная пешка · c7 чёрная пешка · d7 чёрный слон · f7 чёрная пешка · g7 чёрная пешка · h7 чёрная пешка · a6 белый ферзь · b6 чёрный слон · c6 чёрная пешка · e6 чёрная ладья · b4 белая пешка · c3 белая пешка · d3 чёрный ферзь · f3 белый слон · a2 белая ладья · d2 белая пешка · f2 белая пешка · g2 белая пешка · h2 белая пешка · c1 белый слон · f1 белая ладья · g1 белый король | e8 чёрная ладья · g8 чёрный король · a7 чёрная пешка · c7 чёрная пешка · d7 чёрный слон · f7 чёрная пешка · g7 чёрная пешка · h7 чёрная пешка · a6 белый ферзь · b6 чёрный слон · c6 чёрная пешка · e6 чёрная ладья · b4 белая пешка · c3 белая пешка · d3 чёрный ферзь · f3 белый слон · a2 белая ладья · d2 белая пешка · f2 белая пешка · g2 белая пешка · h2 белая пешка · c1 белый слон · f1 белая ладья · g1 белый король | e8 чёрная ладья · g8 чёрный король · a7 чёрная пешка · c7 чёрная пешка · d7 чёрный слон · f7 чёрная пешка · g7 чёрная пешка · h7 чёрная пешка · a6 белый ферзь · b6 чёрный слон · c6 чёрная пешка · e6 чёрная ладья · b4 белая пешка · c3 белая пешка · d3 чёрный ферзь · f3 белый слон · a2 белая ладья · d2 белая пешка · f2 белая пешка · g2 белая пешка · h2 белая пешка · c1 белый слон · f1 белая ладья · g1 белый король | e8 чёрная ладья · g8 чёрный король · a7 чёрная пешка · c7 чёрная пешка · d7 чёрный слон · f7 чёрная пешка · g7 чёрная пешка · h7 чёрная пешка · a6 белый ферзь · b6 чёрный слон · c6 чёрная пешка · e6 чёрная ладья · b4 белая пешка · c3 белая пешка · d3 чёрный ферзь · f3 белый слон · a2 белая ладья · d2 белая пешка · f2 белая пешка · g2 белая пешка · h2 белая пешка · c1 белый слон · f1 белая ладья · g1 белый король | e8 чёрная ладья · g8 чёрный король · a7 чёрная пешка · c7 чёрная пешка · d7 чёрный слон · f7 чёрная пешка · g7 чёрная пешка · h7 чёрная пешка · a6 белый ферзь · b6 чёрный слон · c6 чёрная пешка · e6 чёрная ладья · b4 белая пешка · c3 белая пешка · d3 чёрный ферзь · f3 белый слон · a2 белая ладья · d2 белая пешка · f2 белая пешка · g2 белая пешка · h2 белая пешка · c1 белый слон · f1 белая ладья · g1 белый король | e8 чёрная ладья · g8 чёрный король · a7 чёрная пешка · c7 чёрная пешка · d7 чёрный слон · f7 чёрная пешка · g7 чёрная пешка · h7 чёрная пешка · a6 белый ферзь · b6 чёрный слон · c6 чёрная пешка · e6 чёрная ладья · b4 белая пешка · c3 белая пешка · d3 чёрный ферзь · f3 белый слон · a2 белая ладья · d2 белая пешка · f2 белая пешка · g2 белая пешка · h2 белая пешка · c1 белый слон · f1 белая ладья · g1 белый король | e8 чёрная ладья · g8 чёрный король · a7 чёрная пешка · c7 чёрная пешка · d7 чёрный слон · f7 чёрная пешка · g7 чёрная пешка · h7 чёрная пешка · a6 белый ферзь · b6 чёрный слон · c6 чёрная пешка · e6 чёрная ладья · b4 белая пешка · c3 белая пешка · d3 чёрный ферзь · f3 белый слон · a2 белая ладья · d2 белая пешка · f2 белая пешка · g2 белая пешка · h2 белая пешка · c1 белый слон · f1 белая ладья · g1 белый король | 1 |
|   | a | b | c | d | e | f | g | h |   |

17. … Фd3:f3!!

18. g2:f3 Лe6-g6+

19. Kpg1-h1 Cd7-h3

20. Лf1-d1 …

Последующие анализы установили, что сильнее здесь 20.Фd3! На это 20…f5! и тоже чёрные должны выиграть.

20. … Ch3-g2+

21. Kph1-g1 Cg2:f3+

Здесь тоже мы видим чистую «мельницу», так как чёрные при желании могут объявить вечный шах, чередуя вскрытые и обычные шахи. Но, поскольку из позиции можно выжать больше, Морфи так не делает и играет на выигрыш.

22. Kpg1-f1 Cf3-g2+

23. Kpf1-g1 Cg2-h3+

Увлёкшись этими маятниковыми перемещениями слоном, Морфи упускает возможность быстро заматовать соперника: 23…Се4+! 24.Kpf1 Cf5! 25.Фе2 Ch3+ 26.Kpe1 Лg1#.

24. Kpg1-h1 Cb6:f2

Теперь, чтобы избежать мата, белые вынуждены вернуть ферзя, после чего их положение проиграно; хотя и там Паульсен мог сопротивляться сильнее вместо того, чтобы проигрывать в три хода: 25.Фf1 C:f1 26.Л:f1 Ле2 27.Ла1? Лh6 28.d4? Се3. Белые сдались.

### Партия Левенфиш — Флор
|   | a | b | c | d | e | f | g | h |   |
| - | --- | --- | --- | --- | --- | --- | --- | --- | - |
| 8 | e8 белая ладья · f8 чёрная ладья · g8 чёрный король · b7 чёрный конь · g7 чёрная пешка · h7 чёрная пешка · a6 чёрная пешка · g6 чёрный ферзь · b5 чёрная пешка · c5 чёрная пешка · g5 белый ферзь · f4 белая пешка · b3 белая пешка · h3 белая пешка · a2 белая пешка · b2 белый слон · g2 белая пешка · h2 белый король | e8 белая ладья · f8 чёрная ладья · g8 чёрный король · b7 чёрный конь · g7 чёрная пешка · h7 чёрная пешка · a6 чёрная пешка · g6 чёрный ферзь · b5 чёрная пешка · c5 чёрная пешка · g5 белый ферзь · f4 белая пешка · b3 белая пешка · h3 белая пешка · a2 белая пешка · b2 белый слон · g2 белая пешка · h2 белый король | e8 белая ладья · f8 чёрная ладья · g8 чёрный король · b7 чёрный конь · g7 чёрная пешка · h7 чёрная пешка · a6 чёрная пешка · g6 чёрный ферзь · b5 чёрная пешка · c5 чёрная пешка · g5 белый ферзь · f4 белая пешка · b3 белая пешка · h3 белая пешка · a2 белая пешка · b2 белый слон · g2 белая пешка · h2 белый король | e8 белая ладья · f8 чёрная ладья · g8 чёрный король · b7 чёрный конь · g7 чёрная пешка · h7 чёрная пешка · a6 чёрная пешка · g6 чёрный ферзь · b5 чёрная пешка · c5 чёрная пешка · g5 белый ферзь · f4 белая пешка · b3 белая пешка · h3 белая пешка · a2 белая пешка · b2 белый слон · g2 белая пешка · h2 белый король | e8 белая ладья · f8 чёрная ладья · g8 чёрный король · b7 чёрный конь · g7 чёрная пешка · h7 чёрная пешка · a6 чёрная пешка · g6 чёрный ферзь · b5 чёрная пешка · c5 чёрная пешка · g5 белый ферзь · f4 белая пешка · b3 белая пешка · h3 белая пешка · a2 белая пешка · b2 белый слон · g2 белая пешка · h2 белый король | e8 белая ладья · f8 чёрная ладья · g8 чёрный король · b7 чёрный конь · g7 чёрная пешка · h7 чёрная пешка · a6 чёрная пешка · g6 чёрный ферзь · b5 чёрная пешка · c5 чёрная пешка · g5 белый ферзь · f4 белая пешка · b3 белая пешка · h3 белая пешка · a2 белая пешка · b2 белый слон · g2 белая пешка · h2 белый король | e8 белая ладья · f8 чёрная ладья · g8 чёрный король · b7 чёрный конь · g7 чёрная пешка · h7 чёрная пешка · a6 чёрная пешка · g6 чёрный ферзь · b5 чёрная пешка · c5 чёрная пешка · g5 белый ферзь · f4 белая пешка · b3 белая пешка · h3 белая пешка · a2 белая пешка · b2 белый слон · g2 белая пешка · h2 белый король | e8 белая ладья · f8 чёрная ладья · g8 чёрный король · b7 чёрный конь · g7 чёрная пешка · h7 чёрная пешка · a6 чёрная пешка · g6 чёрный ферзь · b5 чёрная пешка · c5 чёрная пешка · g5 белый ферзь · f4 белая пешка · b3 белая пешка · h3 белая пешка · a2 белая пешка · b2 белый слон · g2 белая пешка · h2 белый король | 8 |
| 7 | e8 белая ладья · f8 чёрная ладья · g8 чёрный король · b7 чёрный конь · g7 чёрная пешка · h7 чёрная пешка · a6 чёрная пешка · g6 чёрный ферзь · b5 чёрная пешка · c5 чёрная пешка · g5 белый ферзь · f4 белая пешка · b3 белая пешка · h3 белая пешка · a2 белая пешка · b2 белый слон · g2 белая пешка · h2 белый король | e8 белая ладья · f8 чёрная ладья · g8 чёрный король · b7 чёрный конь · g7 чёрная пешка · h7 чёрная пешка · a6 чёрная пешка · g6 чёрный ферзь · b5 чёрная пешка · c5 чёрная пешка · g5 белый ферзь · f4 белая пешка · b3 белая пешка · h3 белая пешка · a2 белая пешка · b2 белый слон · g2 белая пешка · h2 белый король | e8 белая ладья · f8 чёрная ладья · g8 чёрный король · b7 чёрный конь · g7 чёрная пешка · h7 чёрная пешка · a6 чёрная пешка · g6 чёрный ферзь · b5 чёрная пешка · c5 чёрная пешка · g5 белый ферзь · f4 белая пешка · b3 белая пешка · h3 белая пешка · a2 белая пешка · b2 белый слон · g2 белая пешка · h2 белый король | e8 белая ладья · f8 чёрная ладья · g8 чёрный король · b7 чёрный конь · g7 чёрная пешка · h7 чёрная пешка · a6 чёрная пешка · g6 чёрный ферзь · b5 чёрная пешка · c5 чёрная пешка · g5 белый ферзь · f4 белая пешка · b3 белая пешка · h3 белая пешка · a2 белая пешка · b2 белый слон · g2 белая пешка · h2 белый король | e8 белая ладья · f8 чёрная ладья · g8 чёрный король · b7 чёрный конь · g7 чёрная пешка · h7 чёрная пешка · a6 чёрная пешка · g6 чёрный ферзь · b5 чёрная пешка · c5 чёрная пешка · g5 белый ферзь · f4 белая пешка · b3 белая пешка · h3 белая пешка · a2 белая пешка · b2 белый слон · g2 белая пешка · h2 белый король | e8 белая ладья · f8 чёрная ладья · g8 чёрный король · b7 чёрный конь · g7 чёрная пешка · h7 чёрная пешка · a6 чёрная пешка · g6 чёрный ферзь · b5 чёрная пешка · c5 чёрная пешка · g5 белый ферзь · f4 белая пешка · b3 белая пешка · h3 белая пешка · a2 белая пешка · b2 белый слон · g2 белая пешка · h2 белый король | e8 белая ладья · f8 чёрная ладья · g8 чёрный король · b7 чёрный конь · g7 чёрная пешка · h7 чёрная пешка · a6 чёрная пешка · g6 чёрный ферзь · b5 чёрная пешка · c5 чёрная пешка · g5 белый ферзь · f4 белая пешка · b3 белая пешка · h3 белая пешка · a2 белая пешка · b2 белый слон · g2 белая пешка · h2 белый король | e8 белая ладья · f8 чёрная ладья · g8 чёрный король · b7 чёрный конь · g7 чёрная пешка · h7 чёрная пешка · a6 чёрная пешка · g6 чёрный ферзь · b5 чёрная пешка · c5 чёрная пешка · g5 белый ферзь · f4 белая пешка · b3 белая пешка · h3 белая пешка · a2 белая пешка · b2 белый слон · g2 белая пешка · h2 белый король | 7 |
| 6 | e8 белая ладья · f8 чёрная ладья · g8 чёрный король · b7 чёрный конь · g7 чёрная пешка · h7 чёрная пешка · a6 чёрная пешка · g6 чёрный ферзь · b5 чёрная пешка · c5 чёрная пешка · g5 белый ферзь · f4 белая пешка · b3 белая пешка · h3 белая пешка · a2 белая пешка · b2 белый слон · g2 белая пешка · h2 белый король | e8 белая ладья · f8 чёрная ладья · g8 чёрный король · b7 чёрный конь · g7 чёрная пешка · h7 чёрная пешка · a6 чёрная пешка · g6 чёрный ферзь · b5 чёрная пешка · c5 чёрная пешка · g5 белый ферзь · f4 белая пешка · b3 белая пешка · h3 белая пешка · a2 белая пешка · b2 белый слон · g2 белая пешка · h2 белый король | e8 белая ладья · f8 чёрная ладья · g8 чёрный король · b7 чёрный конь · g7 чёрная пешка · h7 чёрная пешка · a6 чёрная пешка · g6 чёрный ферзь · b5 чёрная пешка · c5 чёрная пешка · g5 белый ферзь · f4 белая пешка · b3 белая пешка · h3 белая пешка · a2 белая пешка · b2 белый слон · g2 белая пешка · h2 белый король | e8 белая ладья · f8 чёрная ладья · g8 чёрный король · b7 чёрный конь · g7 чёрная пешка · h7 чёрная пешка · a6 чёрная пешка · g6 чёрный ферзь · b5 чёрная пешка · c5 чёрная пешка · g5 белый ферзь · f4 белая пешка · b3 белая пешка · h3 белая пешка · a2 белая пешка · b2 белый слон · g2 белая пешка · h2 белый король | e8 белая ладья · f8 чёрная ладья · g8 чёрный король · b7 чёрный конь · g7 чёрная пешка · h7 чёрная пешка · a6 чёрная пешка · g6 чёрный ферзь · b5 чёрная пешка · c5 чёрная пешка · g5 белый ферзь · f4 белая пешка · b3 белая пешка · h3 белая пешка · a2 белая пешка · b2 белый слон · g2 белая пешка · h2 белый король | e8 белая ладья · f8 чёрная ладья · g8 чёрный король · b7 чёрный конь · g7 чёрная пешка · h7 чёрная пешка · a6 чёрная пешка · g6 чёрный ферзь · b5 чёрная пешка · c5 чёрная пешка · g5 белый ферзь · f4 белая пешка · b3 белая пешка · h3 белая пешка · a2 белая пешка · b2 белый слон · g2 белая пешка · h2 белый король | e8 белая ладья · f8 чёрная ладья · g8 чёрный король · b7 чёрный конь · g7 чёрная пешка · h7 чёрная пешка · a6 чёрная пешка · g6 чёрный ферзь · b5 чёрная пешка · c5 чёрная пешка · g5 белый ферзь · f4 белая пешка · b3 белая пешка · h3 белая пешка · a2 белая пешка · b2 белый слон · g2 белая пешка · h2 белый король | e8 белая ладья · f8 чёрная ладья · g8 чёрный король · b7 чёрный конь · g7 чёрная пешка · h7 чёрная пешка · a6 чёрная пешка · g6 чёрный ферзь · b5 чёрная пешка · c5 чёрная пешка · g5 белый ферзь · f4 белая пешка · b3 белая пешка · h3 белая пешка · a2 белая пешка · b2 белый слон · g2 белая пешка · h2 белый король | 6 |
| 5 | e8 белая ладья · f8 чёрная ладья · g8 чёрный король · b7 чёрный конь · g7 чёрная пешка · h7 чёрная пешка · a6 чёрная пешка · g6 чёрный ферзь · b5 чёрная пешка · c5 чёрная пешка · g5 белый ферзь · f4 белая пешка · b3 белая пешка · h3 белая пешка · a2 белая пешка · b2 белый слон · g2 белая пешка · h2 белый король | e8 белая ладья · f8 чёрная ладья · g8 чёрный король · b7 чёрный конь · g7 чёрная пешка · h7 чёрная пешка · a6 чёрная пешка · g6 чёрный ферзь · b5 чёрная пешка · c5 чёрная пешка · g5 белый ферзь · f4 белая пешка · b3 белая пешка · h3 белая пешка · a2 белая пешка · b2 белый слон · g2 белая пешка · h2 белый король | e8 белая ладья · f8 чёрная ладья · g8 чёрный король · b7 чёрный конь · g7 чёрная пешка · h7 чёрная пешка · a6 чёрная пешка · g6 чёрный ферзь · b5 чёрная пешка · c5 чёрная пешка · g5 белый ферзь · f4 белая пешка · b3 белая пешка · h3 белая пешка · a2 белая пешка · b2 белый слон · g2 белая пешка · h2 белый король | e8 белая ладья · f8 чёрная ладья · g8 чёрный король · b7 чёрный конь · g7 чёрная пешка · h7 чёрная пешка · a6 чёрная пешка · g6 чёрный ферзь · b5 чёрная пешка · c5 чёрная пешка · g5 белый ферзь · f4 белая пешка · b3 белая пешка · h3 белая пешка · a2 белая пешка · b2 белый слон · g2 белая пешка · h2 белый король | e8 белая ладья · f8 чёрная ладья · g8 чёрный король · b7 чёрный конь · g7 чёрная пешка · h7 чёрная пешка · a6 чёрная пешка · g6 чёрный ферзь · b5 чёрная пешка · c5 чёрная пешка · g5 белый ферзь · f4 белая пешка · b3 белая пешка · h3 белая пешка · a2 белая пешка · b2 белый слон · g2 белая пешка · h2 белый король | e8 белая ладья · f8 чёрная ладья · g8 чёрный король · b7 чёрный конь · g7 чёрная пешка · h7 чёрная пешка · a6 чёрная пешка · g6 чёрный ферзь · b5 чёрная пешка · c5 чёрная пешка · g5 белый ферзь · f4 белая пешка · b3 белая пешка · h3 белая пешка · a2 белая пешка · b2 белый слон · g2 белая пешка · h2 белый король | e8 белая ладья · f8 чёрная ладья · g8 чёрный король · b7 чёрный конь · g7 чёрная пешка · h7 чёрная пешка · a6 чёрная пешка · g6 чёрный ферзь · b5 чёрная пешка · c5 чёрная пешка · g5 белый ферзь · f4 белая пешка · b3 белая пешка · h3 белая пешка · a2 белая пешка · b2 белый слон · g2 белая пешка · h2 белый король | e8 белая ладья · f8 чёрная ладья · g8 чёрный король · b7 чёрный конь · g7 чёрная пешка · h7 чёрная пешка · a6 чёрная пешка · g6 чёрный ферзь · b5 чёрная пешка · c5 чёрная пешка · g5 белый ферзь · f4 белая пешка · b3 белая пешка · h3 белая пешка · a2 белая пешка · b2 белый слон · g2 белая пешка · h2 белый король | 5 |
| 4 | e8 белая ладья · f8 чёрная ладья · g8 чёрный король · b7 чёрный конь · g7 чёрная пешка · h7 чёрная пешка · a6 чёрная пешка · g6 чёрный ферзь · b5 чёрная пешка · c5 чёрная пешка · g5 белый ферзь · f4 белая пешка · b3 белая пешка · h3 белая пешка · a2 белая пешка · b2 белый слон · g2 белая пешка · h2 белый король | e8 белая ладья · f8 чёрная ладья · g8 чёрный король · b7 чёрный конь · g7 чёрная пешка · h7 чёрная пешка · a6 чёрная пешка · g6 чёрный ферзь · b5 чёрная пешка · c5 чёрная пешка · g5 белый ферзь · f4 белая пешка · b3 белая пешка · h3 белая пешка · a2 белая пешка · b2 белый слон · g2 белая пешка · h2 белый король | e8 белая ладья · f8 чёрная ладья · g8 чёрный король · b7 чёрный конь · g7 чёрная пешка · h7 чёрная пешка · a6 чёрная пешка · g6 чёрный ферзь · b5 чёрная пешка · c5 чёрная пешка · g5 белый ферзь · f4 белая пешка · b3 белая пешка · h3 белая пешка · a2 белая пешка · b2 белый слон · g2 белая пешка · h2 белый король | e8 белая ладья · f8 чёрная ладья · g8 чёрный король · b7 чёрный конь · g7 чёрная пешка · h7 чёрная пешка · a6 чёрная пешка · g6 чёрный ферзь · b5 чёрная пешка · c5 чёрная пешка · g5 белый ферзь · f4 белая пешка · b3 белая пешка · h3 белая пешка · a2 белая пешка · b2 белый слон · g2 белая пешка · h2 белый король | e8 белая ладья · f8 чёрная ладья · g8 чёрный король · b7 чёрный конь · g7 чёрная пешка · h7 чёрная пешка · a6 чёрная пешка · g6 чёрный ферзь · b5 чёрная пешка · c5 чёрная пешка · g5 белый ферзь · f4 белая пешка · b3 белая пешка · h3 белая пешка · a2 белая пешка · b2 белый слон · g2 белая пешка · h2 белый король | e8 белая ладья · f8 чёрная ладья · g8 чёрный король · b7 чёрный конь · g7 чёрная пешка · h7 чёрная пешка · a6 чёрная пешка · g6 чёрный ферзь · b5 чёрная пешка · c5 чёрная пешка · g5 белый ферзь · f4 белая пешка · b3 белая пешка · h3 белая пешка · a2 белая пешка · b2 белый слон · g2 белая пешка · h2 белый король | e8 белая ладья · f8 чёрная ладья · g8 чёрный король · b7 чёрный конь · g7 чёрная пешка · h7 чёрная пешка · a6 чёрная пешка · g6 чёрный ферзь · b5 чёрная пешка · c5 чёрная пешка · g5 белый ферзь · f4 белая пешка · b3 белая пешка · h3 белая пешка · a2 белая пешка · b2 белый слон · g2 белая пешка · h2 белый король | e8 белая ладья · f8 чёрная ладья · g8 чёрный король · b7 чёрный конь · g7 чёрная пешка · h7 чёрная пешка · a6 чёрная пешка · g6 чёрный ферзь · b5 чёрная пешка · c5 чёрная пешка · g5 белый ферзь · f4 белая пешка · b3 белая пешка · h3 белая пешка · a2 белая пешка · b2 белый слон · g2 белая пешка · h2 белый король | 4 |
| 3 | e8 белая ладья · f8 чёрная ладья · g8 чёрный король · b7 чёрный конь · g7 чёрная пешка · h7 чёрная пешка · a6 чёрная пешка · g6 чёрный ферзь · b5 чёрная пешка · c5 чёрная пешка · g5 белый ферзь · f4 белая пешка · b3 белая пешка · h3 белая пешка · a2 белая пешка · b2 белый слон · g2 белая пешка · h2 белый король | e8 белая ладья · f8 чёрная ладья · g8 чёрный король · b7 чёрный конь · g7 чёрная пешка · h7 чёрная пешка · a6 чёрная пешка · g6 чёрный ферзь · b5 чёрная пешка · c5 чёрная пешка · g5 белый ферзь · f4 белая пешка · b3 белая пешка · h3 белая пешка · a2 белая пешка · b2 белый слон · g2 белая пешка · h2 белый король | e8 белая ладья · f8 чёрная ладья · g8 чёрный король · b7 чёрный конь · g7 чёрная пешка · h7 чёрная пешка · a6 чёрная пешка · g6 чёрный ферзь · b5 чёрная пешка · c5 чёрная пешка · g5 белый ферзь · f4 белая пешка · b3 белая пешка · h3 белая пешка · a2 белая пешка · b2 белый слон · g2 белая пешка · h2 белый король | e8 белая ладья · f8 чёрная ладья · g8 чёрный король · b7 чёрный конь · g7 чёрная пешка · h7 чёрная пешка · a6 чёрная пешка · g6 чёрный ферзь · b5 чёрная пешка · c5 чёрная пешка · g5 белый ферзь · f4 белая пешка · b3 белая пешка · h3 белая пешка · a2 белая пешка · b2 белый слон · g2 белая пешка · h2 белый король | e8 белая ладья · f8 чёрная ладья · g8 чёрный король · b7 чёрный конь · g7 чёрная пешка · h7 чёрная пешка · a6 чёрная пешка · g6 чёрный ферзь · b5 чёрная пешка · c5 чёрная пешка · g5 белый ферзь · f4 белая пешка · b3 белая пешка · h3 белая пешка · a2 белая пешка · b2 белый слон · g2 белая пешка · h2 белый король | e8 белая ладья · f8 чёрная ладья · g8 чёрный король · b7 чёрный конь · g7 чёрная пешка · h7 чёрная пешка · a6 чёрная пешка · g6 чёрный ферзь · b5 чёрная пешка · c5 чёрная пешка · g5 белый ферзь · f4 белая пешка · b3 белая пешка · h3 белая пешка · a2 белая пешка · b2 белый слон · g2 белая пешка · h2 белый король | e8 белая ладья · f8 чёрная ладья · g8 чёрный король · b7 чёрный конь · g7 чёрная пешка · h7 чёрная пешка · a6 чёрная пешка · g6 чёрный ферзь · b5 чёрная пешка · c5 чёрная пешка · g5 белый ферзь · f4 белая пешка · b3 белая пешка · h3 белая пешка · a2 белая пешка · b2 белый слон · g2 белая пешка · h2 белый король | e8 белая ладья · f8 чёрная ладья · g8 чёрный король · b7 чёрный конь · g7 чёрная пешка · h7 чёрная пешка · a6 чёрная пешка · g6 чёрный ферзь · b5 чёрная пешка · c5 чёрная пешка · g5 белый ферзь · f4 белая пешка · b3 белая пешка · h3 белая пешка · a2 белая пешка · b2 белый слон · g2 белая пешка · h2 белый король | 3 |
| 2 | e8 белая ладья · f8 чёрная ладья · g8 чёрный король · b7 чёрный конь · g7 чёрная пешка · h7 чёрная пешка · a6 чёрная пешка · g6 чёрный ферзь · b5 чёрная пешка · c5 чёрная пешка · g5 белый ферзь · f4 белая пешка · b3 белая пешка · h3 белая пешка · a2 белая пешка · b2 белый слон · g2 белая пешка · h2 белый король | e8 белая ладья · f8 чёрная ладья · g8 чёрный король · b7 чёрный конь · g7 чёрная пешка · h7 чёрная пешка · a6 чёрная пешка · g6 чёрный ферзь · b5 чёрная пешка · c5 чёрная пешка · g5 белый ферзь · f4 белая пешка · b3 белая пешка · h3 белая пешка · a2 белая пешка · b2 белый слон · g2 белая пешка · h2 белый король | e8 белая ладья · f8 чёрная ладья · g8 чёрный король · b7 чёрный конь · g7 чёрная пешка · h7 чёрная пешка · a6 чёрная пешка · g6 чёрный ферзь · b5 чёрная пешка · c5 чёрная пешка · g5 белый ферзь · f4 белая пешка · b3 белая пешка · h3 белая пешка · a2 белая пешка · b2 белый слон · g2 белая пешка · h2 белый король | e8 белая ладья · f8 чёрная ладья · g8 чёрный король · b7 чёрный конь · g7 чёрная пешка · h7 чёрная пешка · a6 чёрная пешка · g6 чёрный ферзь · b5 чёрная пешка · c5 чёрная пешка · g5 белый ферзь · f4 белая пешка · b3 белая пешка · h3 белая пешка · a2 белая пешка · b2 белый слон · g2 белая пешка · h2 белый король | e8 белая ладья · f8 чёрная ладья · g8 чёрный король · b7 чёрный конь · g7 чёрная пешка · h7 чёрная пешка · a6 чёрная пешка · g6 чёрный ферзь · b5 чёрная пешка · c5 чёрная пешка · g5 белый ферзь · f4 белая пешка · b3 белая пешка · h3 белая пешка · a2 белая пешка · b2 белый слон · g2 белая пешка · h2 белый король | e8 белая ладья · f8 чёрная ладья · g8 чёрный король · b7 чёрный конь · g7 чёрная пешка · h7 чёрная пешка · a6 чёрная пешка · g6 чёрный ферзь · b5 чёрная пешка · c5 чёрная пешка · g5 белый ферзь · f4 белая пешка · b3 белая пешка · h3 белая пешка · a2 белая пешка · b2 белый слон · g2 белая пешка · h2 белый король | e8 белая ладья · f8 чёрная ладья · g8 чёрный король · b7 чёрный конь · g7 чёрная пешка · h7 чёрная пешка · a6 чёрная пешка · g6 чёрный ферзь · b5 чёрная пешка · c5 чёрная пешка · g5 белый ферзь · f4 белая пешка · b3 белая пешка · h3 белая пешка · a2 белая пешка · b2 белый слон · g2 белая пешка · h2 белый король | e8 белая ладья · f8 чёрная ладья · g8 чёрный король · b7 чёрный конь · g7 чёрная пешка · h7 чёрная пешка · a6 чёрная пешка · g6 чёрный ферзь · b5 чёрная пешка · c5 чёрная пешка · g5 белый ферзь · f4 белая пешка · b3 белая пешка · h3 белая пешка · a2 белая пешка · b2 белый слон · g2 белая пешка · h2 белый король | 2 |
| 1 | e8 белая ладья · f8 чёрная ладья · g8 чёрный король · b7 чёрный конь · g7 чёрная пешка · h7 чёрная пешка · a6 чёрная пешка · g6 чёрный ферзь · b5 чёрная пешка · c5 чёрная пешка · g5 белый ферзь · f4 белая пешка · b3 белая пешка · h3 белая пешка · a2 белая пешка · b2 белый слон · g2 белая пешка · h2 белый король | e8 белая ладья · f8 чёрная ладья · g8 чёрный король · b7 чёрный конь · g7 чёрная пешка · h7 чёрная пешка · a6 чёрная пешка · g6 чёрный ферзь · b5 чёрная пешка · c5 чёрная пешка · g5 белый ферзь · f4 белая пешка · b3 белая пешка · h3 белая пешка · a2 белая пешка · b2 белый слон · g2 белая пешка · h2 белый король | e8 белая ладья · f8 чёрная ладья · g8 чёрный король · b7 чёрный конь · g7 чёрная пешка · h7 чёрная пешка · a6 чёрная пешка · g6 чёрный ферзь · b5 чёрная пешка · c5 чёрная пешка · g5 белый ферзь · f4 белая пешка · b3 белая пешка · h3 белая пешка · a2 белая пешка · b2 белый слон · g2 белая пешка · h2 белый король | e8 белая ладья · f8 чёрная ладья · g8 чёрный король · b7 чёрный конь · g7 чёрная пешка · h7 чёрная пешка · a6 чёрная пешка · g6 чёрный ферзь · b5 чёрная пешка · c5 чёрная пешка · g5 белый ферзь · f4 белая пешка · b3 белая пешка · h3 белая пешка · a2 белая пешка · b2 белый слон · g2 белая пешка · h2 белый король | e8 белая ладья · f8 чёрная ладья · g8 чёрный король · b7 чёрный конь · g7 чёрная пешка · h7 чёрная пешка · a6 чёрная пешка · g6 чёрный ферзь · b5 чёрная пешка · c5 чёрная пешка · g5 белый ферзь · f4 белая пешка · b3 белая пешка · h3 белая пешка · a2 белая пешка · b2 белый слон · g2 белая пешка · h2 белый король | e8 белая ладья · f8 чёрная ладья · g8 чёрный король · b7 чёрный конь · g7 чёрная пешка · h7 чёрная пешка · a6 чёрная пешка · g6 чёрный ферзь · b5 чёрная пешка · c5 чёрная пешка · g5 белый ферзь · f4 белая пешка · b3 белая пешка · h3 белая пешка · a2 белая пешка · b2 белый слон · g2 белая пешка · h2 белый король | e8 белая ладья · f8 чёрная ладья · g8 чёрный король · b7 чёрный конь · g7 чёрная пешка · h7 чёрная пешка · a6 чёрная пешка · g6 чёрный ферзь · b5 чёрная пешка · c5 чёрная пешка · g5 белый ферзь · f4 белая пешка · b3 белая пешка · h3 белая пешка · a2 белая пешка · b2 белый слон · g2 белая пешка · h2 белый король | e8 белая ладья · f8 чёрная ладья · g8 чёрный король · b7 чёрный конь · g7 чёрная пешка · h7 чёрная пешка · a6 чёрная пешка · g6 чёрный ферзь · b5 чёрная пешка · c5 чёрная пешка · g5 белый ферзь · f4 белая пешка · b3 белая пешка · h3 белая пешка · a2 белая пешка · b2 белый слон · g2 белая пешка · h2 белый король | 1 |
|   | a | b | c | d | e | f | g | h |   |

Пример неэффективной «мельницы». Как указывает С. Флор, здесь белые могли форсированно выиграть путём 39. Л:f8+ Kp:f8 40. Фе5! Однако Левенфиш соблазняется игрой «на красоту» и выпускает победу.

39. Фg5-d5+ Фg6-f7

И здесь ещё у белых сохранялась возможность сыграть 40. Л:f8+ Kp:f8 41. Фе5, хотя и не с такой силой, как ходом ранее, так как у чёрных есть защитительный ресурс 41…Фd7. Однако следующий ход белых ведёт лишь к ненужной «красоте», но не к победе.

40. Ле8-е7? Фf7:d5

41. Лe7:g7+ Kpg8-h8

Здесь проще всего было сыграть 42. Лf7+ Kpg8 43. Лg7+ и т. д. Белые не имеют ничего лучшего, чем ничья повторением ходов. Если же 42. Лd7+ Фd4! 43. C:d4+ cd 44. Л:b7 Л:f4, то ладейный эндшпиль, скорее всего, ничейный.

42. Лg7:b7+ Лf8-f6!

43. Cb2:f6+ Kph8-g8

44. Лb7-g7+ Kpg8-f8

45. Лg7-c7 c5-c4

46. b3:c4 b5:c4

47. Cf6-e5 Фd5-d3. Ничья, причём уже скорее с позиции силы чёрных.

### Партия Архипов — Алексеев
|   | a | b | c | d | e | f | g | h |   |
| - | --- | --- | --- | --- | --- | --- | --- | --- | - |
| 8 | c8 чёрная ладья · g8 чёрная ладья · a7 чёрная пешка · f7 чёрный король · g7 чёрная пешка · b6 чёрная пешка · h6 чёрная пешка · c5 чёрный слон · d5 белая ладья · h5 белый конь · g4 чёрный ферзь · d3 белый ферзь · a2 белая пешка · b2 белая пешка · c2 белая пешка · e2 белая ладья · f2 белая пешка · h2 белая пешка · h1 белый король | c8 чёрная ладья · g8 чёрная ладья · a7 чёрная пешка · f7 чёрный король · g7 чёрная пешка · b6 чёрная пешка · h6 чёрная пешка · c5 чёрный слон · d5 белая ладья · h5 белый конь · g4 чёрный ферзь · d3 белый ферзь · a2 белая пешка · b2 белая пешка · c2 белая пешка · e2 белая ладья · f2 белая пешка · h2 белая пешка · h1 белый король | c8 чёрная ладья · g8 чёрная ладья · a7 чёрная пешка · f7 чёрный король · g7 чёрная пешка · b6 чёрная пешка · h6 чёрная пешка · c5 чёрный слон · d5 белая ладья · h5 белый конь · g4 чёрный ферзь · d3 белый ферзь · a2 белая пешка · b2 белая пешка · c2 белая пешка · e2 белая ладья · f2 белая пешка · h2 белая пешка · h1 белый король | c8 чёрная ладья · g8 чёрная ладья · a7 чёрная пешка · f7 чёрный король · g7 чёрная пешка · b6 чёрная пешка · h6 чёрная пешка · c5 чёрный слон · d5 белая ладья · h5 белый конь · g4 чёрный ферзь · d3 белый ферзь · a2 белая пешка · b2 белая пешка · c2 белая пешка · e2 белая ладья · f2 белая пешка · h2 белая пешка · h1 белый король | c8 чёрная ладья · g8 чёрная ладья · a7 чёрная пешка · f7 чёрный король · g7 чёрная пешка · b6 чёрная пешка · h6 чёрная пешка · c5 чёрный слон · d5 белая ладья · h5 белый конь · g4 чёрный ферзь · d3 белый ферзь · a2 белая пешка · b2 белая пешка · c2 белая пешка · e2 белая ладья · f2 белая пешка · h2 белая пешка · h1 белый король | c8 чёрная ладья · g8 чёрная ладья · a7 чёрная пешка · f7 чёрный король · g7 чёрная пешка · b6 чёрная пешка · h6 чёрная пешка · c5 чёрный слон · d5 белая ладья · h5 белый конь · g4 чёрный ферзь · d3 белый ферзь · a2 белая пешка · b2 белая пешка · c2 белая пешка · e2 белая ладья · f2 белая пешка · h2 белая пешка · h1 белый король | c8 чёрная ладья · g8 чёрная ладья · a7 чёрная пешка · f7 чёрный король · g7 чёрная пешка · b6 чёрная пешка · h6 чёрная пешка · c5 чёрный слон · d5 белая ладья · h5 белый конь · g4 чёрный ферзь · d3 белый ферзь · a2 белая пешка · b2 белая пешка · c2 белая пешка · e2 белая ладья · f2 белая пешка · h2 белая пешка · h1 белый король | c8 чёрная ладья · g8 чёрная ладья · a7 чёрная пешка · f7 чёрный король · g7 чёрная пешка · b6 чёрная пешка · h6 чёрная пешка · c5 чёрный слон · d5 белая ладья · h5 белый конь · g4 чёрный ферзь · d3 белый ферзь · a2 белая пешка · b2 белая пешка · c2 белая пешка · e2 белая ладья · f2 белая пешка · h2 белая пешка · h1 белый король | 8 |
| 7 | c8 чёрная ладья · g8 чёрная ладья · a7 чёрная пешка · f7 чёрный король · g7 чёрная пешка · b6 чёрная пешка · h6 чёрная пешка · c5 чёрный слон · d5 белая ладья · h5 белый конь · g4 чёрный ферзь · d3 белый ферзь · a2 белая пешка · b2 белая пешка · c2 белая пешка · e2 белая ладья · f2 белая пешка · h2 белая пешка · h1 белый король | c8 чёрная ладья · g8 чёрная ладья · a7 чёрная пешка · f7 чёрный король · g7 чёрная пешка · b6 чёрная пешка · h6 чёрная пешка · c5 чёрный слон · d5 белая ладья · h5 белый конь · g4 чёрный ферзь · d3 белый ферзь · a2 белая пешка · b2 белая пешка · c2 белая пешка · e2 белая ладья · f2 белая пешка · h2 белая пешка · h1 белый король | c8 чёрная ладья · g8 чёрная ладья · a7 чёрная пешка · f7 чёрный король · g7 чёрная пешка · b6 чёрная пешка · h6 чёрная пешка · c5 чёрный слон · d5 белая ладья · h5 белый конь · g4 чёрный ферзь · d3 белый ферзь · a2 белая пешка · b2 белая пешка · c2 белая пешка · e2 белая ладья · f2 белая пешка · h2 белая пешка · h1 белый король | c8 чёрная ладья · g8 чёрная ладья · a7 чёрная пешка · f7 чёрный король · g7 чёрная пешка · b6 чёрная пешка · h6 чёрная пешка · c5 чёрный слон · d5 белая ладья · h5 белый конь · g4 чёрный ферзь · d3 белый ферзь · a2 белая пешка · b2 белая пешка · c2 белая пешка · e2 белая ладья · f2 белая пешка · h2 белая пешка · h1 белый король | c8 чёрная ладья · g8 чёрная ладья · a7 чёрная пешка · f7 чёрный король · g7 чёрная пешка · b6 чёрная пешка · h6 чёрная пешка · c5 чёрный слон · d5 белая ладья · h5 белый конь · g4 чёрный ферзь · d3 белый ферзь · a2 белая пешка · b2 белая пешка · c2 белая пешка · e2 белая ладья · f2 белая пешка · h2 белая пешка · h1 белый король | c8 чёрная ладья · g8 чёрная ладья · a7 чёрная пешка · f7 чёрный король · g7 чёрная пешка · b6 чёрная пешка · h6 чёрная пешка · c5 чёрный слон · d5 белая ладья · h5 белый конь · g4 чёрный ферзь · d3 белый ферзь · a2 белая пешка · b2 белая пешка · c2 белая пешка · e2 белая ладья · f2 белая пешка · h2 белая пешка · h1 белый король | c8 чёрная ладья · g8 чёрная ладья · a7 чёрная пешка · f7 чёрный король · g7 чёрная пешка · b6 чёрная пешка · h6 чёрная пешка · c5 чёрный слон · d5 белая ладья · h5 белый конь · g4 чёрный ферзь · d3 белый ферзь · a2 белая пешка · b2 белая пешка · c2 белая пешка · e2 белая ладья · f2 белая пешка · h2 белая пешка · h1 белый король | c8 чёрная ладья · g8 чёрная ладья · a7 чёрная пешка · f7 чёрный король · g7 чёрная пешка · b6 чёрная пешка · h6 чёрная пешка · c5 чёрный слон · d5 белая ладья · h5 белый конь · g4 чёрный ферзь · d3 белый ферзь · a2 белая пешка · b2 белая пешка · c2 белая пешка · e2 белая ладья · f2 белая пешка · h2 белая пешка · h1 белый король | 7 |
| 6 | c8 чёрная ладья · g8 чёрная ладья · a7 чёрная пешка · f7 чёрный король · g7 чёрная пешка · b6 чёрная пешка · h6 чёрная пешка · c5 чёрный слон · d5 белая ладья · h5 белый конь · g4 чёрный ферзь · d3 белый ферзь · a2 белая пешка · b2 белая пешка · c2 белая пешка · e2 белая ладья · f2 белая пешка · h2 белая пешка · h1 белый король | c8 чёрная ладья · g8 чёрная ладья · a7 чёрная пешка · f7 чёрный король · g7 чёрная пешка · b6 чёрная пешка · h6 чёрная пешка · c5 чёрный слон · d5 белая ладья · h5 белый конь · g4 чёрный ферзь · d3 белый ферзь · a2 белая пешка · b2 белая пешка · c2 белая пешка · e2 белая ладья · f2 белая пешка · h2 белая пешка · h1 белый король | c8 чёрная ладья · g8 чёрная ладья · a7 чёрная пешка · f7 чёрный король · g7 чёрная пешка · b6 чёрная пешка · h6 чёрная пешка · c5 чёрный слон · d5 белая ладья · h5 белый конь · g4 чёрный ферзь · d3 белый ферзь · a2 белая пешка · b2 белая пешка · c2 белая пешка · e2 белая ладья · f2 белая пешка · h2 белая пешка · h1 белый король | c8 чёрная ладья · g8 чёрная ладья · a7 чёрная пешка · f7 чёрный король · g7 чёрная пешка · b6 чёрная пешка · h6 чёрная пешка · c5 чёрный слон · d5 белая ладья · h5 белый конь · g4 чёрный ферзь · d3 белый ферзь · a2 белая пешка · b2 белая пешка · c2 белая пешка · e2 белая ладья · f2 белая пешка · h2 белая пешка · h1 белый король | c8 чёрная ладья · g8 чёрная ладья · a7 чёрная пешка · f7 чёрный король · g7 чёрная пешка · b6 чёрная пешка · h6 чёрная пешка · c5 чёрный слон · d5 белая ладья · h5 белый конь · g4 чёрный ферзь · d3 белый ферзь · a2 белая пешка · b2 белая пешка · c2 белая пешка · e2 белая ладья · f2 белая пешка · h2 белая пешка · h1 белый король | c8 чёрная ладья · g8 чёрная ладья · a7 чёрная пешка · f7 чёрный король · g7 чёрная пешка · b6 чёрная пешка · h6 чёрная пешка · c5 чёрный слон · d5 белая ладья · h5 белый конь · g4 чёрный ферзь · d3 белый ферзь · a2 белая пешка · b2 белая пешка · c2 белая пешка · e2 белая ладья · f2 белая пешка · h2 белая пешка · h1 белый король | c8 чёрная ладья · g8 чёрная ладья · a7 чёрная пешка · f7 чёрный король · g7 чёрная пешка · b6 чёрная пешка · h6 чёрная пешка · c5 чёрный слон · d5 белая ладья · h5 белый конь · g4 чёрный ферзь · d3 белый ферзь · a2 белая пешка · b2 белая пешка · c2 белая пешка · e2 белая ладья · f2 белая пешка · h2 белая пешка · h1 белый король | c8 чёрная ладья · g8 чёрная ладья · a7 чёрная пешка · f7 чёрный король · g7 чёрная пешка · b6 чёрная пешка · h6 чёрная пешка · c5 чёрный слон · d5 белая ладья · h5 белый конь · g4 чёрный ферзь · d3 белый ферзь · a2 белая пешка · b2 белая пешка · c2 белая пешка · e2 белая ладья · f2 белая пешка · h2 белая пешка · h1 белый король | 6 |
| 5 | c8 чёрная ладья · g8 чёрная ладья · a7 чёрная пешка · f7 чёрный король · g7 чёрная пешка · b6 чёрная пешка · h6 чёрная пешка · c5 чёрный слон · d5 белая ладья · h5 белый конь · g4 чёрный ферзь · d3 белый ферзь · a2 белая пешка · b2 белая пешка · c2 белая пешка · e2 белая ладья · f2 белая пешка · h2 белая пешка · h1 белый король | c8 чёрная ладья · g8 чёрная ладья · a7 чёрная пешка · f7 чёрный король · g7 чёрная пешка · b6 чёрная пешка · h6 чёрная пешка · c5 чёрный слон · d5 белая ладья · h5 белый конь · g4 чёрный ферзь · d3 белый ферзь · a2 белая пешка · b2 белая пешка · c2 белая пешка · e2 белая ладья · f2 белая пешка · h2 белая пешка · h1 белый король | c8 чёрная ладья · g8 чёрная ладья · a7 чёрная пешка · f7 чёрный король · g7 чёрная пешка · b6 чёрная пешка · h6 чёрная пешка · c5 чёрный слон · d5 белая ладья · h5 белый конь · g4 чёрный ферзь · d3 белый ферзь · a2 белая пешка · b2 белая пешка · c2 белая пешка · e2 белая ладья · f2 белая пешка · h2 белая пешка · h1 белый король | c8 чёрная ладья · g8 чёрная ладья · a7 чёрная пешка · f7 чёрный король · g7 чёрная пешка · b6 чёрная пешка · h6 чёрная пешка · c5 чёрный слон · d5 белая ладья · h5 белый конь · g4 чёрный ферзь · d3 белый ферзь · a2 белая пешка · b2 белая пешка · c2 белая пешка · e2 белая ладья · f2 белая пешка · h2 белая пешка · h1 белый король | c8 чёрная ладья · g8 чёрная ладья · a7 чёрная пешка · f7 чёрный король · g7 чёрная пешка · b6 чёрная пешка · h6 чёрная пешка · c5 чёрный слон · d5 белая ладья · h5 белый конь · g4 чёрный ферзь · d3 белый ферзь · a2 белая пешка · b2 белая пешка · c2 белая пешка · e2 белая ладья · f2 белая пешка · h2 белая пешка · h1 белый король | c8 чёрная ладья · g8 чёрная ладья · a7 чёрная пешка · f7 чёрный король · g7 чёрная пешка · b6 чёрная пешка · h6 чёрная пешка · c5 чёрный слон · d5 белая ладья · h5 белый конь · g4 чёрный ферзь · d3 белый ферзь · a2 белая пешка · b2 белая пешка · c2 белая пешка · e2 белая ладья · f2 белая пешка · h2 белая пешка · h1 белый король | c8 чёрная ладья · g8 чёрная ладья · a7 чёрная пешка · f7 чёрный король · g7 чёрная пешка · b6 чёрная пешка · h6 чёрная пешка · c5 чёрный слон · d5 белая ладья · h5 белый конь · g4 чёрный ферзь · d3 белый ферзь · a2 белая пешка · b2 белая пешка · c2 белая пешка · e2 белая ладья · f2 белая пешка · h2 белая пешка · h1 белый король | c8 чёрная ладья · g8 чёрная ладья · a7 чёрная пешка · f7 чёрный король · g7 чёрная пешка · b6 чёрная пешка · h6 чёрная пешка · c5 чёрный слон · d5 белая ладья · h5 белый конь · g4 чёрный ферзь · d3 белый ферзь · a2 белая пешка · b2 белая пешка · c2 белая пешка · e2 белая ладья · f2 белая пешка · h2 белая пешка · h1 белый король | 5 |
| 4 | c8 чёрная ладья · g8 чёрная ладья · a7 чёрная пешка · f7 чёрный король · g7 чёрная пешка · b6 чёрная пешка · h6 чёрная пешка · c5 чёрный слон · d5 белая ладья · h5 белый конь · g4 чёрный ферзь · d3 белый ферзь · a2 белая пешка · b2 белая пешка · c2 белая пешка · e2 белая ладья · f2 белая пешка · h2 белая пешка · h1 белый король | c8 чёрная ладья · g8 чёрная ладья · a7 чёрная пешка · f7 чёрный король · g7 чёрная пешка · b6 чёрная пешка · h6 чёрная пешка · c5 чёрный слон · d5 белая ладья · h5 белый конь · g4 чёрный ферзь · d3 белый ферзь · a2 белая пешка · b2 белая пешка · c2 белая пешка · e2 белая ладья · f2 белая пешка · h2 белая пешка · h1 белый король | c8 чёрная ладья · g8 чёрная ладья · a7 чёрная пешка · f7 чёрный король · g7 чёрная пешка · b6 чёрная пешка · h6 чёрная пешка · c5 чёрный слон · d5 белая ладья · h5 белый конь · g4 чёрный ферзь · d3 белый ферзь · a2 белая пешка · b2 белая пешка · c2 белая пешка · e2 белая ладья · f2 белая пешка · h2 белая пешка · h1 белый король | c8 чёрная ладья · g8 чёрная ладья · a7 чёрная пешка · f7 чёрный король · g7 чёрная пешка · b6 чёрная пешка · h6 чёрная пешка · c5 чёрный слон · d5 белая ладья · h5 белый конь · g4 чёрный ферзь · d3 белый ферзь · a2 белая пешка · b2 белая пешка · c2 белая пешка · e2 белая ладья · f2 белая пешка · h2 белая пешка · h1 белый король | c8 чёрная ладья · g8 чёрная ладья · a7 чёрная пешка · f7 чёрный король · g7 чёрная пешка · b6 чёрная пешка · h6 чёрная пешка · c5 чёрный слон · d5 белая ладья · h5 белый конь · g4 чёрный ферзь · d3 белый ферзь · a2 белая пешка · b2 белая пешка · c2 белая пешка · e2 белая ладья · f2 белая пешка · h2 белая пешка · h1 белый король | c8 чёрная ладья · g8 чёрная ладья · a7 чёрная пешка · f7 чёрный король · g7 чёрная пешка · b6 чёрная пешка · h6 чёрная пешка · c5 чёрный слон · d5 белая ладья · h5 белый конь · g4 чёрный ферзь · d3 белый ферзь · a2 белая пешка · b2 белая пешка · c2 белая пешка · e2 белая ладья · f2 белая пешка · h2 белая пешка · h1 белый король | c8 чёрная ладья · g8 чёрная ладья · a7 чёрная пешка · f7 чёрный король · g7 чёрная пешка · b6 чёрная пешка · h6 чёрная пешка · c5 чёрный слон · d5 белая ладья · h5 белый конь · g4 чёрный ферзь · d3 белый ферзь · a2 белая пешка · b2 белая пешка · c2 белая пешка · e2 белая ладья · f2 белая пешка · h2 белая пешка · h1 белый король | c8 чёрная ладья · g8 чёрная ладья · a7 чёрная пешка · f7 чёрный король · g7 чёрная пешка · b6 чёрная пешка · h6 чёрная пешка · c5 чёрный слон · d5 белая ладья · h5 белый конь · g4 чёрный ферзь · d3 белый ферзь · a2 белая пешка · b2 белая пешка · c2 белая пешка · e2 белая ладья · f2 белая пешка · h2 белая пешка · h1 белый король | 4 |
| 3 | c8 чёрная ладья · g8 чёрная ладья · a7 чёрная пешка · f7 чёрный король · g7 чёрная пешка · b6 чёрная пешка · h6 чёрная пешка · c5 чёрный слон · d5 белая ладья · h5 белый конь · g4 чёрный ферзь · d3 белый ферзь · a2 белая пешка · b2 белая пешка · c2 белая пешка · e2 белая ладья · f2 белая пешка · h2 белая пешка · h1 белый король | c8 чёрная ладья · g8 чёрная ладья · a7 чёрная пешка · f7 чёрный король · g7 чёрная пешка · b6 чёрная пешка · h6 чёрная пешка · c5 чёрный слон · d5 белая ладья · h5 белый конь · g4 чёрный ферзь · d3 белый ферзь · a2 белая пешка · b2 белая пешка · c2 белая пешка · e2 белая ладья · f2 белая пешка · h2 белая пешка · h1 белый король | c8 чёрная ладья · g8 чёрная ладья · a7 чёрная пешка · f7 чёрный король · g7 чёрная пешка · b6 чёрная пешка · h6 чёрная пешка · c5 чёрный слон · d5 белая ладья · h5 белый конь · g4 чёрный ферзь · d3 белый ферзь · a2 белая пешка · b2 белая пешка · c2 белая пешка · e2 белая ладья · f2 белая пешка · h2 белая пешка · h1 белый король | c8 чёрная ладья · g8 чёрная ладья · a7 чёрная пешка · f7 чёрный король · g7 чёрная пешка · b6 чёрная пешка · h6 чёрная пешка · c5 чёрный слон · d5 белая ладья · h5 белый конь · g4 чёрный ферзь · d3 белый ферзь · a2 белая пешка · b2 белая пешка · c2 белая пешка · e2 белая ладья · f2 белая пешка · h2 белая пешка · h1 белый король | c8 чёрная ладья · g8 чёрная ладья · a7 чёрная пешка · f7 чёрный король · g7 чёрная пешка · b6 чёрная пешка · h6 чёрная пешка · c5 чёрный слон · d5 белая ладья · h5 белый конь · g4 чёрный ферзь · d3 белый ферзь · a2 белая пешка · b2 белая пешка · c2 белая пешка · e2 белая ладья · f2 белая пешка · h2 белая пешка · h1 белый король | c8 чёрная ладья · g8 чёрная ладья · a7 чёрная пешка · f7 чёрный король · g7 чёрная пешка · b6 чёрная пешка · h6 чёрная пешка · c5 чёрный слон · d5 белая ладья · h5 белый конь · g4 чёрный ферзь · d3 белый ферзь · a2 белая пешка · b2 белая пешка · c2 белая пешка · e2 белая ладья · f2 белая пешка · h2 белая пешка · h1 белый король | c8 чёрная ладья · g8 чёрная ладья · a7 чёрная пешка · f7 чёрный король · g7 чёрная пешка · b6 чёрная пешка · h6 чёрная пешка · c5 чёрный слон · d5 белая ладья · h5 белый конь · g4 чёрный ферзь · d3 белый ферзь · a2 белая пешка · b2 белая пешка · c2 белая пешка · e2 белая ладья · f2 белая пешка · h2 белая пешка · h1 белый король | c8 чёрная ладья · g8 чёрная ладья · a7 чёрная пешка · f7 чёрный король · g7 чёрная пешка · b6 чёрная пешка · h6 чёрная пешка · c5 чёрный слон · d5 белая ладья · h5 белый конь · g4 чёрный ферзь · d3 белый ферзь · a2 белая пешка · b2 белая пешка · c2 белая пешка · e2 белая ладья · f2 белая пешка · h2 белая пешка · h1 белый король | 3 |
| 2 | c8 чёрная ладья · g8 чёрная ладья · a7 чёрная пешка · f7 чёрный король · g7 чёрная пешка · b6 чёрная пешка · h6 чёрная пешка · c5 чёрный слон · d5 белая ладья · h5 белый конь · g4 чёрный ферзь · d3 белый ферзь · a2 белая пешка · b2 белая пешка · c2 белая пешка · e2 белая ладья · f2 белая пешка · h2 белая пешка · h1 белый король | c8 чёрная ладья · g8 чёрная ладья · a7 чёрная пешка · f7 чёрный король · g7 чёрная пешка · b6 чёрная пешка · h6 чёрная пешка · c5 чёрный слон · d5 белая ладья · h5 белый конь · g4 чёрный ферзь · d3 белый ферзь · a2 белая пешка · b2 белая пешка · c2 белая пешка · e2 белая ладья · f2 белая пешка · h2 белая пешка · h1 белый король | c8 чёрная ладья · g8 чёрная ладья · a7 чёрная пешка · f7 чёрный король · g7 чёрная пешка · b6 чёрная пешка · h6 чёрная пешка · c5 чёрный слон · d5 белая ладья · h5 белый конь · g4 чёрный ферзь · d3 белый ферзь · a2 белая пешка · b2 белая пешка · c2 белая пешка · e2 белая ладья · f2 белая пешка · h2 белая пешка · h1 белый король | c8 чёрная ладья · g8 чёрная ладья · a7 чёрная пешка · f7 чёрный король · g7 чёрная пешка · b6 чёрная пешка · h6 чёрная пешка · c5 чёрный слон · d5 белая ладья · h5 белый конь · g4 чёрный ферзь · d3 белый ферзь · a2 белая пешка · b2 белая пешка · c2 белая пешка · e2 белая ладья · f2 белая пешка · h2 белая пешка · h1 белый король | c8 чёрная ладья · g8 чёрная ладья · a7 чёрная пешка · f7 чёрный король · g7 чёрная пешка · b6 чёрная пешка · h6 чёрная пешка · c5 чёрный слон · d5 белая ладья · h5 белый конь · g4 чёрный ферзь · d3 белый ферзь · a2 белая пешка · b2 белая пешка · c2 белая пешка · e2 белая ладья · f2 белая пешка · h2 белая пешка · h1 белый король | c8 чёрная ладья · g8 чёрная ладья · a7 чёрная пешка · f7 чёрный король · g7 чёрная пешка · b6 чёрная пешка · h6 чёрная пешка · c5 чёрный слон · d5 белая ладья · h5 белый конь · g4 чёрный ферзь · d3 белый ферзь · a2 белая пешка · b2 белая пешка · c2 белая пешка · e2 белая ладья · f2 белая пешка · h2 белая пешка · h1 белый король | c8 чёрная ладья · g8 чёрная ладья · a7 чёрная пешка · f7 чёрный король · g7 чёрная пешка · b6 чёрная пешка · h6 чёрная пешка · c5 чёрный слон · d5 белая ладья · h5 белый конь · g4 чёрный ферзь · d3 белый ферзь · a2 белая пешка · b2 белая пешка · c2 белая пешка · e2 белая ладья · f2 белая пешка · h2 белая пешка · h1 белый король | c8 чёрная ладья · g8 чёрная ладья · a7 чёрная пешка · f7 чёрный король · g7 чёрная пешка · b6 чёрная пешка · h6 чёрная пешка · c5 чёрный слон · d5 белая ладья · h5 белый конь · g4 чёрный ферзь · d3 белый ферзь · a2 белая пешка · b2 белая пешка · c2 белая пешка · e2 белая ладья · f2 белая пешка · h2 белая пешка · h1 белый король | 2 |
| 1 | c8 чёрная ладья · g8 чёрная ладья · a7 чёрная пешка · f7 чёрный король · g7 чёрная пешка · b6 чёрная пешка · h6 чёрная пешка · c5 чёрный слон · d5 белая ладья · h5 белый конь · g4 чёрный ферзь · d3 белый ферзь · a2 белая пешка · b2 белая пешка · c2 белая пешка · e2 белая ладья · f2 белая пешка · h2 белая пешка · h1 белый король | c8 чёрная ладья · g8 чёрная ладья · a7 чёрная пешка · f7 чёрный король · g7 чёрная пешка · b6 чёрная пешка · h6 чёрная пешка · c5 чёрный слон · d5 белая ладья · h5 белый конь · g4 чёрный ферзь · d3 белый ферзь · a2 белая пешка · b2 белая пешка · c2 белая пешка · e2 белая ладья · f2 белая пешка · h2 белая пешка · h1 белый король | c8 чёрная ладья · g8 чёрная ладья · a7 чёрная пешка · f7 чёрный король · g7 чёрная пешка · b6 чёрная пешка · h6 чёрная пешка · c5 чёрный слон · d5 белая ладья · h5 белый конь · g4 чёрный ферзь · d3 белый ферзь · a2 белая пешка · b2 белая пешка · c2 белая пешка · e2 белая ладья · f2 белая пешка · h2 белая пешка · h1 белый король | c8 чёрная ладья · g8 чёрная ладья · a7 чёрная пешка · f7 чёрный король · g7 чёрная пешка · b6 чёрная пешка · h6 чёрная пешка · c5 чёрный слон · d5 белая ладья · h5 белый конь · g4 чёрный ферзь · d3 белый ферзь · a2 белая пешка · b2 белая пешка · c2 белая пешка · e2 белая ладья · f2 белая пешка · h2 белая пешка · h1 белый король | c8 чёрная ладья · g8 чёрная ладья · a7 чёрная пешка · f7 чёрный король · g7 чёрная пешка · b6 чёрная пешка · h6 чёрная пешка · c5 чёрный слон · d5 белая ладья · h5 белый конь · g4 чёрный ферзь · d3 белый ферзь · a2 белая пешка · b2 белая пешка · c2 белая пешка · e2 белая ладья · f2 белая пешка · h2 белая пешка · h1 белый король | c8 чёрная ладья · g8 чёрная ладья · a7 чёрная пешка · f7 чёрный король · g7 чёрная пешка · b6 чёрная пешка · h6 чёрная пешка · c5 чёрный слон · d5 белая ладья · h5 белый конь · g4 чёрный ферзь · d3 белый ферзь · a2 белая пешка · b2 белая пешка · c2 белая пешка · e2 белая ладья · f2 белая пешка · h2 белая пешка · h1 белый король | c8 чёрная ладья · g8 чёрная ладья · a7 чёрная пешка · f7 чёрный король · g7 чёрная пешка · b6 чёрная пешка · h6 чёрная пешка · c5 чёрный слон · d5 белая ладья · h5 белый конь · g4 чёрный ферзь · d3 белый ферзь · a2 белая пешка · b2 белая пешка · c2 белая пешка · e2 белая ладья · f2 белая пешка · h2 белая пешка · h1 белый король | c8 чёрная ладья · g8 чёрная ладья · a7 чёрная пешка · f7 чёрный король · g7 чёрная пешка · b6 чёрная пешка · h6 чёрная пешка · c5 чёрный слон · d5 белая ладья · h5 белый конь · g4 чёрный ферзь · d3 белый ферзь · a2 белая пешка · b2 белая пешка · c2 белая пешка · e2 белая ладья · f2 белая пешка · h2 белая пешка · h1 белый король | 1 |
|   | a | b | c | d | e | f | g | h |   |

В данной позиции возникает весьма своеобразный вариант «мельницы».

33. Лd5-f5+ Kpf7-g6

34. Лf5:c5+ Kpg6-f7

35. Лc5-f5+ Kpf7-g6

36. Лf5-f4+ Kpg6:h5

37. Лf4:g4 Kph5:g4

38. Фd3-g6+,

и мат в два хода.

## В шахматной композиции
|   | a | b | c | d | e | f | g | h |   |
| - | --- | --- | --- | --- | --- | --- | --- | --- | - |
| 8 | f8 чёрный слон · g8 чёрный король · f7 чёрная пешка · g7 чёрная пешка · h7 чёрный слон · e6 чёрная пешка · g6 белый слон · f5 чёрная пешка · e4 чёрная ладья · d3 чёрный конь · h3 белая ладья · a2 чёрный ферзь · c2 чёрная ладья · f2 белая пешка · g2 белая пешка · h2 белая пешка · b1 чёрный конь · g1 белый король | f8 чёрный слон · g8 чёрный король · f7 чёрная пешка · g7 чёрная пешка · h7 чёрный слон · e6 чёрная пешка · g6 белый слон · f5 чёрная пешка · e4 чёрная ладья · d3 чёрный конь · h3 белая ладья · a2 чёрный ферзь · c2 чёрная ладья · f2 белая пешка · g2 белая пешка · h2 белая пешка · b1 чёрный конь · g1 белый король | f8 чёрный слон · g8 чёрный король · f7 чёрная пешка · g7 чёрная пешка · h7 чёрный слон · e6 чёрная пешка · g6 белый слон · f5 чёрная пешка · e4 чёрная ладья · d3 чёрный конь · h3 белая ладья · a2 чёрный ферзь · c2 чёрная ладья · f2 белая пешка · g2 белая пешка · h2 белая пешка · b1 чёрный конь · g1 белый король | f8 чёрный слон · g8 чёрный король · f7 чёрная пешка · g7 чёрная пешка · h7 чёрный слон · e6 чёрная пешка · g6 белый слон · f5 чёрная пешка · e4 чёрная ладья · d3 чёрный конь · h3 белая ладья · a2 чёрный ферзь · c2 чёрная ладья · f2 белая пешка · g2 белая пешка · h2 белая пешка · b1 чёрный конь · g1 белый король | f8 чёрный слон · g8 чёрный король · f7 чёрная пешка · g7 чёрная пешка · h7 чёрный слон · e6 чёрная пешка · g6 белый слон · f5 чёрная пешка · e4 чёрная ладья · d3 чёрный конь · h3 белая ладья · a2 чёрный ферзь · c2 чёрная ладья · f2 белая пешка · g2 белая пешка · h2 белая пешка · b1 чёрный конь · g1 белый король | f8 чёрный слон · g8 чёрный король · f7 чёрная пешка · g7 чёрная пешка · h7 чёрный слон · e6 чёрная пешка · g6 белый слон · f5 чёрная пешка · e4 чёрная ладья · d3 чёрный конь · h3 белая ладья · a2 чёрный ферзь · c2 чёрная ладья · f2 белая пешка · g2 белая пешка · h2 белая пешка · b1 чёрный конь · g1 белый король | f8 чёрный слон · g8 чёрный король · f7 чёрная пешка · g7 чёрная пешка · h7 чёрный слон · e6 чёрная пешка · g6 белый слон · f5 чёрная пешка · e4 чёрная ладья · d3 чёрный конь · h3 белая ладья · a2 чёрный ферзь · c2 чёрная ладья · f2 белая пешка · g2 белая пешка · h2 белая пешка · b1 чёрный конь · g1 белый король | f8 чёрный слон · g8 чёрный король · f7 чёрная пешка · g7 чёрная пешка · h7 чёрный слон · e6 чёрная пешка · g6 белый слон · f5 чёрная пешка · e4 чёрная ладья · d3 чёрный конь · h3 белая ладья · a2 чёрный ферзь · c2 чёрная ладья · f2 белая пешка · g2 белая пешка · h2 белая пешка · b1 чёрный конь · g1 белый король | 8 |
| 7 | f8 чёрный слон · g8 чёрный король · f7 чёрная пешка · g7 чёрная пешка · h7 чёрный слон · e6 чёрная пешка · g6 белый слон · f5 чёрная пешка · e4 чёрная ладья · d3 чёрный конь · h3 белая ладья · a2 чёрный ферзь · c2 чёрная ладья · f2 белая пешка · g2 белая пешка · h2 белая пешка · b1 чёрный конь · g1 белый король | f8 чёрный слон · g8 чёрный король · f7 чёрная пешка · g7 чёрная пешка · h7 чёрный слон · e6 чёрная пешка · g6 белый слон · f5 чёрная пешка · e4 чёрная ладья · d3 чёрный конь · h3 белая ладья · a2 чёрный ферзь · c2 чёрная ладья · f2 белая пешка · g2 белая пешка · h2 белая пешка · b1 чёрный конь · g1 белый король | f8 чёрный слон · g8 чёрный король · f7 чёрная пешка · g7 чёрная пешка · h7 чёрный слон · e6 чёрная пешка · g6 белый слон · f5 чёрная пешка · e4 чёрная ладья · d3 чёрный конь · h3 белая ладья · a2 чёрный ферзь · c2 чёрная ладья · f2 белая пешка · g2 белая пешка · h2 белая пешка · b1 чёрный конь · g1 белый король | f8 чёрный слон · g8 чёрный король · f7 чёрная пешка · g7 чёрная пешка · h7 чёрный слон · e6 чёрная пешка · g6 белый слон · f5 чёрная пешка · e4 чёрная ладья · d3 чёрный конь · h3 белая ладья · a2 чёрный ферзь · c2 чёрная ладья · f2 белая пешка · g2 белая пешка · h2 белая пешка · b1 чёрный конь · g1 белый король | f8 чёрный слон · g8 чёрный король · f7 чёрная пешка · g7 чёрная пешка · h7 чёрный слон · e6 чёрная пешка · g6 белый слон · f5 чёрная пешка · e4 чёрная ладья · d3 чёрный конь · h3 белая ладья · a2 чёрный ферзь · c2 чёрная ладья · f2 белая пешка · g2 белая пешка · h2 белая пешка · b1 чёрный конь · g1 белый король | f8 чёрный слон · g8 чёрный король · f7 чёрная пешка · g7 чёрная пешка · h7 чёрный слон · e6 чёрная пешка · g6 белый слон · f5 чёрная пешка · e4 чёрная ладья · d3 чёрный конь · h3 белая ладья · a2 чёрный ферзь · c2 чёрная ладья · f2 белая пешка · g2 белая пешка · h2 белая пешка · b1 чёрный конь · g1 белый король | f8 чёрный слон · g8 чёрный король · f7 чёрная пешка · g7 чёрная пешка · h7 чёрный слон · e6 чёрная пешка · g6 белый слон · f5 чёрная пешка · e4 чёрная ладья · d3 чёрный конь · h3 белая ладья · a2 чёрный ферзь · c2 чёрная ладья · f2 белая пешка · g2 белая пешка · h2 белая пешка · b1 чёрный конь · g1 белый король | f8 чёрный слон · g8 чёрный король · f7 чёрная пешка · g7 чёрная пешка · h7 чёрный слон · e6 чёрная пешка · g6 белый слон · f5 чёрная пешка · e4 чёрная ладья · d3 чёрный конь · h3 белая ладья · a2 чёрный ферзь · c2 чёрная ладья · f2 белая пешка · g2 белая пешка · h2 белая пешка · b1 чёрный конь · g1 белый король | 7 |
| 6 | f8 чёрный слон · g8 чёрный король · f7 чёрная пешка · g7 чёрная пешка · h7 чёрный слон · e6 чёрная пешка · g6 белый слон · f5 чёрная пешка · e4 чёрная ладья · d3 чёрный конь · h3 белая ладья · a2 чёрный ферзь · c2 чёрная ладья · f2 белая пешка · g2 белая пешка · h2 белая пешка · b1 чёрный конь · g1 белый король | f8 чёрный слон · g8 чёрный король · f7 чёрная пешка · g7 чёрная пешка · h7 чёрный слон · e6 чёрная пешка · g6 белый слон · f5 чёрная пешка · e4 чёрная ладья · d3 чёрный конь · h3 белая ладья · a2 чёрный ферзь · c2 чёрная ладья · f2 белая пешка · g2 белая пешка · h2 белая пешка · b1 чёрный конь · g1 белый король | f8 чёрный слон · g8 чёрный король · f7 чёрная пешка · g7 чёрная пешка · h7 чёрный слон · e6 чёрная пешка · g6 белый слон · f5 чёрная пешка · e4 чёрная ладья · d3 чёрный конь · h3 белая ладья · a2 чёрный ферзь · c2 чёрная ладья · f2 белая пешка · g2 белая пешка · h2 белая пешка · b1 чёрный конь · g1 белый король | f8 чёрный слон · g8 чёрный король · f7 чёрная пешка · g7 чёрная пешка · h7 чёрный слон · e6 чёрная пешка · g6 белый слон · f5 чёрная пешка · e4 чёрная ладья · d3 чёрный конь · h3 белая ладья · a2 чёрный ферзь · c2 чёрная ладья · f2 белая пешка · g2 белая пешка · h2 белая пешка · b1 чёрный конь · g1 белый король | f8 чёрный слон · g8 чёрный король · f7 чёрная пешка · g7 чёрная пешка · h7 чёрный слон · e6 чёрная пешка · g6 белый слон · f5 чёрная пешка · e4 чёрная ладья · d3 чёрный конь · h3 белая ладья · a2 чёрный ферзь · c2 чёрная ладья · f2 белая пешка · g2 белая пешка · h2 белая пешка · b1 чёрный конь · g1 белый король | f8 чёрный слон · g8 чёрный король · f7 чёрная пешка · g7 чёрная пешка · h7 чёрный слон · e6 чёрная пешка · g6 белый слон · f5 чёрная пешка · e4 чёрная ладья · d3 чёрный конь · h3 белая ладья · a2 чёрный ферзь · c2 чёрная ладья · f2 белая пешка · g2 белая пешка · h2 белая пешка · b1 чёрный конь · g1 белый король | f8 чёрный слон · g8 чёрный король · f7 чёрная пешка · g7 чёрная пешка · h7 чёрный слон · e6 чёрная пешка · g6 белый слон · f5 чёрная пешка · e4 чёрная ладья · d3 чёрный конь · h3 белая ладья · a2 чёрный ферзь · c2 чёрная ладья · f2 белая пешка · g2 белая пешка · h2 белая пешка · b1 чёрный конь · g1 белый король | f8 чёрный слон · g8 чёрный король · f7 чёрная пешка · g7 чёрная пешка · h7 чёрный слон · e6 чёрная пешка · g6 белый слон · f5 чёрная пешка · e4 чёрная ладья · d3 чёрный конь · h3 белая ладья · a2 чёрный ферзь · c2 чёрная ладья · f2 белая пешка · g2 белая пешка · h2 белая пешка · b1 чёрный конь · g1 белый король | 6 |
| 5 | f8 чёрный слон · g8 чёрный король · f7 чёрная пешка · g7 чёрная пешка · h7 чёрный слон · e6 чёрная пешка · g6 белый слон · f5 чёрная пешка · e4 чёрная ладья · d3 чёрный конь · h3 белая ладья · a2 чёрный ферзь · c2 чёрная ладья · f2 белая пешка · g2 белая пешка · h2 белая пешка · b1 чёрный конь · g1 белый король | f8 чёрный слон · g8 чёрный король · f7 чёрная пешка · g7 чёрная пешка · h7 чёрный слон · e6 чёрная пешка · g6 белый слон · f5 чёрная пешка · e4 чёрная ладья · d3 чёрный конь · h3 белая ладья · a2 чёрный ферзь · c2 чёрная ладья · f2 белая пешка · g2 белая пешка · h2 белая пешка · b1 чёрный конь · g1 белый король | f8 чёрный слон · g8 чёрный король · f7 чёрная пешка · g7 чёрная пешка · h7 чёрный слон · e6 чёрная пешка · g6 белый слон · f5 чёрная пешка · e4 чёрная ладья · d3 чёрный конь · h3 белая ладья · a2 чёрный ферзь · c2 чёрная ладья · f2 белая пешка · g2 белая пешка · h2 белая пешка · b1 чёрный конь · g1 белый король | f8 чёрный слон · g8 чёрный король · f7 чёрная пешка · g7 чёрная пешка · h7 чёрный слон · e6 чёрная пешка · g6 белый слон · f5 чёрная пешка · e4 чёрная ладья · d3 чёрный конь · h3 белая ладья · a2 чёрный ферзь · c2 чёрная ладья · f2 белая пешка · g2 белая пешка · h2 белая пешка · b1 чёрный конь · g1 белый король | f8 чёрный слон · g8 чёрный король · f7 чёрная пешка · g7 чёрная пешка · h7 чёрный слон · e6 чёрная пешка · g6 белый слон · f5 чёрная пешка · e4 чёрная ладья · d3 чёрный конь · h3 белая ладья · a2 чёрный ферзь · c2 чёрная ладья · f2 белая пешка · g2 белая пешка · h2 белая пешка · b1 чёрный конь · g1 белый король | f8 чёрный слон · g8 чёрный король · f7 чёрная пешка · g7 чёрная пешка · h7 чёрный слон · e6 чёрная пешка · g6 белый слон · f5 чёрная пешка · e4 чёрная ладья · d3 чёрный конь · h3 белая ладья · a2 чёрный ферзь · c2 чёрная ладья · f2 белая пешка · g2 белая пешка · h2 белая пешка · b1 чёрный конь · g1 белый король | f8 чёрный слон · g8 чёрный король · f7 чёрная пешка · g7 чёрная пешка · h7 чёрный слон · e6 чёрная пешка · g6 белый слон · f5 чёрная пешка · e4 чёрная ладья · d3 чёрный конь · h3 белая ладья · a2 чёрный ферзь · c2 чёрная ладья · f2 белая пешка · g2 белая пешка · h2 белая пешка · b1 чёрный конь · g1 белый король | f8 чёрный слон · g8 чёрный король · f7 чёрная пешка · g7 чёрная пешка · h7 чёрный слон · e6 чёрная пешка · g6 белый слон · f5 чёрная пешка · e4 чёрная ладья · d3 чёрный конь · h3 белая ладья · a2 чёрный ферзь · c2 чёрная ладья · f2 белая пешка · g2 белая пешка · h2 белая пешка · b1 чёрный конь · g1 белый король | 5 |
| 4 | f8 чёрный слон · g8 чёрный король · f7 чёрная пешка · g7 чёрная пешка · h7 чёрный слон · e6 чёрная пешка · g6 белый слон · f5 чёрная пешка · e4 чёрная ладья · d3 чёрный конь · h3 белая ладья · a2 чёрный ферзь · c2 чёрная ладья · f2 белая пешка · g2 белая пешка · h2 белая пешка · b1 чёрный конь · g1 белый король | f8 чёрный слон · g8 чёрный король · f7 чёрная пешка · g7 чёрная пешка · h7 чёрный слон · e6 чёрная пешка · g6 белый слон · f5 чёрная пешка · e4 чёрная ладья · d3 чёрный конь · h3 белая ладья · a2 чёрный ферзь · c2 чёрная ладья · f2 белая пешка · g2 белая пешка · h2 белая пешка · b1 чёрный конь · g1 белый король | f8 чёрный слон · g8 чёрный король · f7 чёрная пешка · g7 чёрная пешка · h7 чёрный слон · e6 чёрная пешка · g6 белый слон · f5 чёрная пешка · e4 чёрная ладья · d3 чёрный конь · h3 белая ладья · a2 чёрный ферзь · c2 чёрная ладья · f2 белая пешка · g2 белая пешка · h2 белая пешка · b1 чёрный конь · g1 белый король | f8 чёрный слон · g8 чёрный король · f7 чёрная пешка · g7 чёрная пешка · h7 чёрный слон · e6 чёрная пешка · g6 белый слон · f5 чёрная пешка · e4 чёрная ладья · d3 чёрный конь · h3 белая ладья · a2 чёрный ферзь · c2 чёрная ладья · f2 белая пешка · g2 белая пешка · h2 белая пешка · b1 чёрный конь · g1 белый король | f8 чёрный слон · g8 чёрный король · f7 чёрная пешка · g7 чёрная пешка · h7 чёрный слон · e6 чёрная пешка · g6 белый слон · f5 чёрная пешка · e4 чёрная ладья · d3 чёрный конь · h3 белая ладья · a2 чёрный ферзь · c2 чёрная ладья · f2 белая пешка · g2 белая пешка · h2 белая пешка · b1 чёрный конь · g1 белый король | f8 чёрный слон · g8 чёрный король · f7 чёрная пешка · g7 чёрная пешка · h7 чёрный слон · e6 чёрная пешка · g6 белый слон · f5 чёрная пешка · e4 чёрная ладья · d3 чёрный конь · h3 белая ладья · a2 чёрный ферзь · c2 чёрная ладья · f2 белая пешка · g2 белая пешка · h2 белая пешка · b1 чёрный конь · g1 белый король | f8 чёрный слон · g8 чёрный король · f7 чёрная пешка · g7 чёрная пешка · h7 чёрный слон · e6 чёрная пешка · g6 белый слон · f5 чёрная пешка · e4 чёрная ладья · d3 чёрный конь · h3 белая ладья · a2 чёрный ферзь · c2 чёрная ладья · f2 белая пешка · g2 белая пешка · h2 белая пешка · b1 чёрный конь · g1 белый король | f8 чёрный слон · g8 чёрный король · f7 чёрная пешка · g7 чёрная пешка · h7 чёрный слон · e6 чёрная пешка · g6 белый слон · f5 чёрная пешка · e4 чёрная ладья · d3 чёрный конь · h3 белая ладья · a2 чёрный ферзь · c2 чёрная ладья · f2 белая пешка · g2 белая пешка · h2 белая пешка · b1 чёрный конь · g1 белый король | 4 |
| 3 | f8 чёрный слон · g8 чёрный король · f7 чёрная пешка · g7 чёрная пешка · h7 чёрный слон · e6 чёрная пешка · g6 белый слон · f5 чёрная пешка · e4 чёрная ладья · d3 чёрный конь · h3 белая ладья · a2 чёрный ферзь · c2 чёрная ладья · f2 белая пешка · g2 белая пешка · h2 белая пешка · b1 чёрный конь · g1 белый король | f8 чёрный слон · g8 чёрный король · f7 чёрная пешка · g7 чёрная пешка · h7 чёрный слон · e6 чёрная пешка · g6 белый слон · f5 чёрная пешка · e4 чёрная ладья · d3 чёрный конь · h3 белая ладья · a2 чёрный ферзь · c2 чёрная ладья · f2 белая пешка · g2 белая пешка · h2 белая пешка · b1 чёрный конь · g1 белый король | f8 чёрный слон · g8 чёрный король · f7 чёрная пешка · g7 чёрная пешка · h7 чёрный слон · e6 чёрная пешка · g6 белый слон · f5 чёрная пешка · e4 чёрная ладья · d3 чёрный конь · h3 белая ладья · a2 чёрный ферзь · c2 чёрная ладья · f2 белая пешка · g2 белая пешка · h2 белая пешка · b1 чёрный конь · g1 белый король | f8 чёрный слон · g8 чёрный король · f7 чёрная пешка · g7 чёрная пешка · h7 чёрный слон · e6 чёрная пешка · g6 белый слон · f5 чёрная пешка · e4 чёрная ладья · d3 чёрный конь · h3 белая ладья · a2 чёрный ферзь · c2 чёрная ладья · f2 белая пешка · g2 белая пешка · h2 белая пешка · b1 чёрный конь · g1 белый король | f8 чёрный слон · g8 чёрный король · f7 чёрная пешка · g7 чёрная пешка · h7 чёрный слон · e6 чёрная пешка · g6 белый слон · f5 чёрная пешка · e4 чёрная ладья · d3 чёрный конь · h3 белая ладья · a2 чёрный ферзь · c2 чёрная ладья · f2 белая пешка · g2 белая пешка · h2 белая пешка · b1 чёрный конь · g1 белый король | f8 чёрный слон · g8 чёрный король · f7 чёрная пешка · g7 чёрная пешка · h7 чёрный слон · e6 чёрная пешка · g6 белый слон · f5 чёрная пешка · e4 чёрная ладья · d3 чёрный конь · h3 белая ладья · a2 чёрный ферзь · c2 чёрная ладья · f2 белая пешка · g2 белая пешка · h2 белая пешка · b1 чёрный конь · g1 белый король | f8 чёрный слон · g8 чёрный король · f7 чёрная пешка · g7 чёрная пешка · h7 чёрный слон · e6 чёрная пешка · g6 белый слон · f5 чёрная пешка · e4 чёрная ладья · d3 чёрный конь · h3 белая ладья · a2 чёрный ферзь · c2 чёрная ладья · f2 белая пешка · g2 белая пешка · h2 белая пешка · b1 чёрный конь · g1 белый король | f8 чёрный слон · g8 чёрный король · f7 чёрная пешка · g7 чёрная пешка · h7 чёрный слон · e6 чёрная пешка · g6 белый слон · f5 чёрная пешка · e4 чёрная ладья · d3 чёрный конь · h3 белая ладья · a2 чёрный ферзь · c2 чёрная ладья · f2 белая пешка · g2 белая пешка · h2 белая пешка · b1 чёрный конь · g1 белый король | 3 |
| 2 | f8 чёрный слон · g8 чёрный король · f7 чёрная пешка · g7 чёрная пешка · h7 чёрный слон · e6 чёрная пешка · g6 белый слон · f5 чёрная пешка · e4 чёрная ладья · d3 чёрный конь · h3 белая ладья · a2 чёрный ферзь · c2 чёрная ладья · f2 белая пешка · g2 белая пешка · h2 белая пешка · b1 чёрный конь · g1 белый король | f8 чёрный слон · g8 чёрный король · f7 чёрная пешка · g7 чёрная пешка · h7 чёрный слон · e6 чёрная пешка · g6 белый слон · f5 чёрная пешка · e4 чёрная ладья · d3 чёрный конь · h3 белая ладья · a2 чёрный ферзь · c2 чёрная ладья · f2 белая пешка · g2 белая пешка · h2 белая пешка · b1 чёрный конь · g1 белый король | f8 чёрный слон · g8 чёрный король · f7 чёрная пешка · g7 чёрная пешка · h7 чёрный слон · e6 чёрная пешка · g6 белый слон · f5 чёрная пешка · e4 чёрная ладья · d3 чёрный конь · h3 белая ладья · a2 чёрный ферзь · c2 чёрная ладья · f2 белая пешка · g2 белая пешка · h2 белая пешка · b1 чёрный конь · g1 белый король | f8 чёрный слон · g8 чёрный король · f7 чёрная пешка · g7 чёрная пешка · h7 чёрный слон · e6 чёрная пешка · g6 белый слон · f5 чёрная пешка · e4 чёрная ладья · d3 чёрный конь · h3 белая ладья · a2 чёрный ферзь · c2 чёрная ладья · f2 белая пешка · g2 белая пешка · h2 белая пешка · b1 чёрный конь · g1 белый король | f8 чёрный слон · g8 чёрный король · f7 чёрная пешка · g7 чёрная пешка · h7 чёрный слон · e6 чёрная пешка · g6 белый слон · f5 чёрная пешка · e4 чёрная ладья · d3 чёрный конь · h3 белая ладья · a2 чёрный ферзь · c2 чёрная ладья · f2 белая пешка · g2 белая пешка · h2 белая пешка · b1 чёрный конь · g1 белый король | f8 чёрный слон · g8 чёрный король · f7 чёрная пешка · g7 чёрная пешка · h7 чёрный слон · e6 чёрная пешка · g6 белый слон · f5 чёрная пешка · e4 чёрная ладья · d3 чёрный конь · h3 белая ладья · a2 чёрный ферзь · c2 чёрная ладья · f2 белая пешка · g2 белая пешка · h2 белая пешка · b1 чёрный конь · g1 белый король | f8 чёрный слон · g8 чёрный король · f7 чёрная пешка · g7 чёрная пешка · h7 чёрный слон · e6 чёрная пешка · g6 белый слон · f5 чёрная пешка · e4 чёрная ладья · d3 чёрный конь · h3 белая ладья · a2 чёрный ферзь · c2 чёрная ладья · f2 белая пешка · g2 белая пешка · h2 белая пешка · b1 чёрный конь · g1 белый король | f8 чёрный слон · g8 чёрный король · f7 чёрная пешка · g7 чёрная пешка · h7 чёрный слон · e6 чёрная пешка · g6 белый слон · f5 чёрная пешка · e4 чёрная ладья · d3 чёрный конь · h3 белая ладья · a2 чёрный ферзь · c2 чёрная ладья · f2 белая пешка · g2 белая пешка · h2 белая пешка · b1 чёрный конь · g1 белый король | 2 |
| 1 | f8 чёрный слон · g8 чёрный король · f7 чёрная пешка · g7 чёрная пешка · h7 чёрный слон · e6 чёрная пешка · g6 белый слон · f5 чёрная пешка · e4 чёрная ладья · d3 чёрный конь · h3 белая ладья · a2 чёрный ферзь · c2 чёрная ладья · f2 белая пешка · g2 белая пешка · h2 белая пешка · b1 чёрный конь · g1 белый король | f8 чёрный слон · g8 чёрный король · f7 чёрная пешка · g7 чёрная пешка · h7 чёрный слон · e6 чёрная пешка · g6 белый слон · f5 чёрная пешка · e4 чёрная ладья · d3 чёрный конь · h3 белая ладья · a2 чёрный ферзь · c2 чёрная ладья · f2 белая пешка · g2 белая пешка · h2 белая пешка · b1 чёрный конь · g1 белый король | f8 чёрный слон · g8 чёрный король · f7 чёрная пешка · g7 чёрная пешка · h7 чёрный слон · e6 чёрная пешка · g6 белый слон · f5 чёрная пешка · e4 чёрная ладья · d3 чёрный конь · h3 белая ладья · a2 чёрный ферзь · c2 чёрная ладья · f2 белая пешка · g2 белая пешка · h2 белая пешка · b1 чёрный конь · g1 белый король | f8 чёрный слон · g8 чёрный король · f7 чёрная пешка · g7 чёрная пешка · h7 чёрный слон · e6 чёрная пешка · g6 белый слон · f5 чёрная пешка · e4 чёрная ладья · d3 чёрный конь · h3 белая ладья · a2 чёрный ферзь · c2 чёрная ладья · f2 белая пешка · g2 белая пешка · h2 белая пешка · b1 чёрный конь · g1 белый король | f8 чёрный слон · g8 чёрный король · f7 чёрная пешка · g7 чёрная пешка · h7 чёрный слон · e6 чёрная пешка · g6 белый слон · f5 чёрная пешка · e4 чёрная ладья · d3 чёрный конь · h3 белая ладья · a2 чёрный ферзь · c2 чёрная ладья · f2 белая пешка · g2 белая пешка · h2 белая пешка · b1 чёрный конь · g1 белый король | f8 чёрный слон · g8 чёрный король · f7 чёрная пешка · g7 чёрная пешка · h7 чёрный слон · e6 чёрная пешка · g6 белый слон · f5 чёрная пешка · e4 чёрная ладья · d3 чёрный конь · h3 белая ладья · a2 чёрный ферзь · c2 чёрная ладья · f2 белая пешка · g2 белая пешка · h2 белая пешка · b1 чёрный конь · g1 белый король | f8 чёрный слон · g8 чёрный король · f7 чёрная пешка · g7 чёрная пешка · h7 чёрный слон · e6 чёрная пешка · g6 белый слон · f5 чёрная пешка · e4 чёрная ладья · d3 чёрный конь · h3 белая ладья · a2 чёрный ферзь · c2 чёрная ладья · f2 белая пешка · g2 белая пешка · h2 белая пешка · b1 чёрный конь · g1 белый король | f8 чёрный слон · g8 чёрный король · f7 чёрная пешка · g7 чёрная пешка · h7 чёрный слон · e6 чёрная пешка · g6 белый слон · f5 чёрная пешка · e4 чёрная ладья · d3 чёрный конь · h3 белая ладья · a2 чёрный ферзь · c2 чёрная ладья · f2 белая пешка · g2 белая пешка · h2 белая пешка · b1 чёрный конь · g1 белый король | 1 |
|   | a | b | c | d | e | f | g | h |   |

В следующей утрированной позиции белые, располагая всего двумя фигурами против полного комплекта фигур чёрных, выигрывают при помощи комбинации «мельница».

1. Cg6:h7+ Kpg8-h8

2. Ch7:f5+ Kph8-g8

3. Cf5-h7+ Kpg8-h8

4. Ch7:e4+ Kph8-g8

5. Ce4-h7+ Kpg8-h8

6. Ch7:d3+ Kph8-g8

7. Cd3-h7+ Kpg8-h8

8. Ch7:c2+ Kph8-g8

9. Cc2-h7+ Kpg8-h8

10. Ch7:b1+ Kph8-g8

11. Cb1:a2.
|   | a | b | c | d | e | f | g | h |   |
| - | --- | --- | --- | --- | --- | --- | --- | --- | - |
| 8 | f8 чёрный конь · h8 чёрный король · b7 чёрный слон · c7 чёрный конь · d7 чёрный слон · e7 чёрный конь · f7 чёрный слон · g7 белая ладья · g6 чёрный слон · h6 чёрный конь · g5 чёрный конь · g4 чёрный слон · c3 белый слон · g3 чёрный конь · b2 белый король · g2 чёрный слон · a1 чёрная ладья | f8 чёрный конь · h8 чёрный король · b7 чёрный слон · c7 чёрный конь · d7 чёрный слон · e7 чёрный конь · f7 чёрный слон · g7 белая ладья · g6 чёрный слон · h6 чёрный конь · g5 чёрный конь · g4 чёрный слон · c3 белый слон · g3 чёрный конь · b2 белый король · g2 чёрный слон · a1 чёрная ладья | f8 чёрный конь · h8 чёрный король · b7 чёрный слон · c7 чёрный конь · d7 чёрный слон · e7 чёрный конь · f7 чёрный слон · g7 белая ладья · g6 чёрный слон · h6 чёрный конь · g5 чёрный конь · g4 чёрный слон · c3 белый слон · g3 чёрный конь · b2 белый король · g2 чёрный слон · a1 чёрная ладья | f8 чёрный конь · h8 чёрный король · b7 чёрный слон · c7 чёрный конь · d7 чёрный слон · e7 чёрный конь · f7 чёрный слон · g7 белая ладья · g6 чёрный слон · h6 чёрный конь · g5 чёрный конь · g4 чёрный слон · c3 белый слон · g3 чёрный конь · b2 белый король · g2 чёрный слон · a1 чёрная ладья | f8 чёрный конь · h8 чёрный король · b7 чёрный слон · c7 чёрный конь · d7 чёрный слон · e7 чёрный конь · f7 чёрный слон · g7 белая ладья · g6 чёрный слон · h6 чёрный конь · g5 чёрный конь · g4 чёрный слон · c3 белый слон · g3 чёрный конь · b2 белый король · g2 чёрный слон · a1 чёрная ладья | f8 чёрный конь · h8 чёрный король · b7 чёрный слон · c7 чёрный конь · d7 чёрный слон · e7 чёрный конь · f7 чёрный слон · g7 белая ладья · g6 чёрный слон · h6 чёрный конь · g5 чёрный конь · g4 чёрный слон · c3 белый слон · g3 чёрный конь · b2 белый король · g2 чёрный слон · a1 чёрная ладья | f8 чёрный конь · h8 чёрный король · b7 чёрный слон · c7 чёрный конь · d7 чёрный слон · e7 чёрный конь · f7 чёрный слон · g7 белая ладья · g6 чёрный слон · h6 чёрный конь · g5 чёрный конь · g4 чёрный слон · c3 белый слон · g3 чёрный конь · b2 белый король · g2 чёрный слон · a1 чёрная ладья | f8 чёрный конь · h8 чёрный король · b7 чёрный слон · c7 чёрный конь · d7 чёрный слон · e7 чёрный конь · f7 чёрный слон · g7 белая ладья · g6 чёрный слон · h6 чёрный конь · g5 чёрный конь · g4 чёрный слон · c3 белый слон · g3 чёрный конь · b2 белый король · g2 чёрный слон · a1 чёрная ладья | 8 |
| 7 | f8 чёрный конь · h8 чёрный король · b7 чёрный слон · c7 чёрный конь · d7 чёрный слон · e7 чёрный конь · f7 чёрный слон · g7 белая ладья · g6 чёрный слон · h6 чёрный конь · g5 чёрный конь · g4 чёрный слон · c3 белый слон · g3 чёрный конь · b2 белый король · g2 чёрный слон · a1 чёрная ладья | f8 чёрный конь · h8 чёрный король · b7 чёрный слон · c7 чёрный конь · d7 чёрный слон · e7 чёрный конь · f7 чёрный слон · g7 белая ладья · g6 чёрный слон · h6 чёрный конь · g5 чёрный конь · g4 чёрный слон · c3 белый слон · g3 чёрный конь · b2 белый король · g2 чёрный слон · a1 чёрная ладья | f8 чёрный конь · h8 чёрный король · b7 чёрный слон · c7 чёрный конь · d7 чёрный слон · e7 чёрный конь · f7 чёрный слон · g7 белая ладья · g6 чёрный слон · h6 чёрный конь · g5 чёрный конь · g4 чёрный слон · c3 белый слон · g3 чёрный конь · b2 белый король · g2 чёрный слон · a1 чёрная ладья | f8 чёрный конь · h8 чёрный король · b7 чёрный слон · c7 чёрный конь · d7 чёрный слон · e7 чёрный конь · f7 чёрный слон · g7 белая ладья · g6 чёрный слон · h6 чёрный конь · g5 чёрный конь · g4 чёрный слон · c3 белый слон · g3 чёрный конь · b2 белый король · g2 чёрный слон · a1 чёрная ладья | f8 чёрный конь · h8 чёрный король · b7 чёрный слон · c7 чёрный конь · d7 чёрный слон · e7 чёрный конь · f7 чёрный слон · g7 белая ладья · g6 чёрный слон · h6 чёрный конь · g5 чёрный конь · g4 чёрный слон · c3 белый слон · g3 чёрный конь · b2 белый король · g2 чёрный слон · a1 чёрная ладья | f8 чёрный конь · h8 чёрный король · b7 чёрный слон · c7 чёрный конь · d7 чёрный слон · e7 чёрный конь · f7 чёрный слон · g7 белая ладья · g6 чёрный слон · h6 чёрный конь · g5 чёрный конь · g4 чёрный слон · c3 белый слон · g3 чёрный конь · b2 белый король · g2 чёрный слон · a1 чёрная ладья | f8 чёрный конь · h8 чёрный король · b7 чёрный слон · c7 чёрный конь · d7 чёрный слон · e7 чёрный конь · f7 чёрный слон · g7 белая ладья · g6 чёрный слон · h6 чёрный конь · g5 чёрный конь · g4 чёрный слон · c3 белый слон · g3 чёрный конь · b2 белый король · g2 чёрный слон · a1 чёрная ладья | f8 чёрный конь · h8 чёрный король · b7 чёрный слон · c7 чёрный конь · d7 чёрный слон · e7 чёрный конь · f7 чёрный слон · g7 белая ладья · g6 чёрный слон · h6 чёрный конь · g5 чёрный конь · g4 чёрный слон · c3 белый слон · g3 чёрный конь · b2 белый король · g2 чёрный слон · a1 чёрная ладья | 7 |
| 6 | f8 чёрный конь · h8 чёрный король · b7 чёрный слон · c7 чёрный конь · d7 чёрный слон · e7 чёрный конь · f7 чёрный слон · g7 белая ладья · g6 чёрный слон · h6 чёрный конь · g5 чёрный конь · g4 чёрный слон · c3 белый слон · g3 чёрный конь · b2 белый король · g2 чёрный слон · a1 чёрная ладья | f8 чёрный конь · h8 чёрный король · b7 чёрный слон · c7 чёрный конь · d7 чёрный слон · e7 чёрный конь · f7 чёрный слон · g7 белая ладья · g6 чёрный слон · h6 чёрный конь · g5 чёрный конь · g4 чёрный слон · c3 белый слон · g3 чёрный конь · b2 белый король · g2 чёрный слон · a1 чёрная ладья | f8 чёрный конь · h8 чёрный король · b7 чёрный слон · c7 чёрный конь · d7 чёрный слон · e7 чёрный конь · f7 чёрный слон · g7 белая ладья · g6 чёрный слон · h6 чёрный конь · g5 чёрный конь · g4 чёрный слон · c3 белый слон · g3 чёрный конь · b2 белый король · g2 чёрный слон · a1 чёрная ладья | f8 чёрный конь · h8 чёрный король · b7 чёрный слон · c7 чёрный конь · d7 чёрный слон · e7 чёрный конь · f7 чёрный слон · g7 белая ладья · g6 чёрный слон · h6 чёрный конь · g5 чёрный конь · g4 чёрный слон · c3 белый слон · g3 чёрный конь · b2 белый король · g2 чёрный слон · a1 чёрная ладья | f8 чёрный конь · h8 чёрный король · b7 чёрный слон · c7 чёрный конь · d7 чёрный слон · e7 чёрный конь · f7 чёрный слон · g7 белая ладья · g6 чёрный слон · h6 чёрный конь · g5 чёрный конь · g4 чёрный слон · c3 белый слон · g3 чёрный конь · b2 белый король · g2 чёрный слон · a1 чёрная ладья | f8 чёрный конь · h8 чёрный король · b7 чёрный слон · c7 чёрный конь · d7 чёрный слон · e7 чёрный конь · f7 чёрный слон · g7 белая ладья · g6 чёрный слон · h6 чёрный конь · g5 чёрный конь · g4 чёрный слон · c3 белый слон · g3 чёрный конь · b2 белый король · g2 чёрный слон · a1 чёрная ладья | f8 чёрный конь · h8 чёрный король · b7 чёрный слон · c7 чёрный конь · d7 чёрный слон · e7 чёрный конь · f7 чёрный слон · g7 белая ладья · g6 чёрный слон · h6 чёрный конь · g5 чёрный конь · g4 чёрный слон · c3 белый слон · g3 чёрный конь · b2 белый король · g2 чёрный слон · a1 чёрная ладья | f8 чёрный конь · h8 чёрный король · b7 чёрный слон · c7 чёрный конь · d7 чёрный слон · e7 чёрный конь · f7 чёрный слон · g7 белая ладья · g6 чёрный слон · h6 чёрный конь · g5 чёрный конь · g4 чёрный слон · c3 белый слон · g3 чёрный конь · b2 белый король · g2 чёрный слон · a1 чёрная ладья | 6 |
| 5 | f8 чёрный конь · h8 чёрный король · b7 чёрный слон · c7 чёрный конь · d7 чёрный слон · e7 чёрный конь · f7 чёрный слон · g7 белая ладья · g6 чёрный слон · h6 чёрный конь · g5 чёрный конь · g4 чёрный слон · c3 белый слон · g3 чёрный конь · b2 белый король · g2 чёрный слон · a1 чёрная ладья | f8 чёрный конь · h8 чёрный король · b7 чёрный слон · c7 чёрный конь · d7 чёрный слон · e7 чёрный конь · f7 чёрный слон · g7 белая ладья · g6 чёрный слон · h6 чёрный конь · g5 чёрный конь · g4 чёрный слон · c3 белый слон · g3 чёрный конь · b2 белый король · g2 чёрный слон · a1 чёрная ладья | f8 чёрный конь · h8 чёрный король · b7 чёрный слон · c7 чёрный конь · d7 чёрный слон · e7 чёрный конь · f7 чёрный слон · g7 белая ладья · g6 чёрный слон · h6 чёрный конь · g5 чёрный конь · g4 чёрный слон · c3 белый слон · g3 чёрный конь · b2 белый король · g2 чёрный слон · a1 чёрная ладья | f8 чёрный конь · h8 чёрный король · b7 чёрный слон · c7 чёрный конь · d7 чёрный слон · e7 чёрный конь · f7 чёрный слон · g7 белая ладья · g6 чёрный слон · h6 чёрный конь · g5 чёрный конь · g4 чёрный слон · c3 белый слон · g3 чёрный конь · b2 белый король · g2 чёрный слон · a1 чёрная ладья | f8 чёрный конь · h8 чёрный король · b7 чёрный слон · c7 чёрный конь · d7 чёрный слон · e7 чёрный конь · f7 чёрный слон · g7 белая ладья · g6 чёрный слон · h6 чёрный конь · g5 чёрный конь · g4 чёрный слон · c3 белый слон · g3 чёрный конь · b2 белый король · g2 чёрный слон · a1 чёрная ладья | f8 чёрный конь · h8 чёрный король · b7 чёрный слон · c7 чёрный конь · d7 чёрный слон · e7 чёрный конь · f7 чёрный слон · g7 белая ладья · g6 чёрный слон · h6 чёрный конь · g5 чёрный конь · g4 чёрный слон · c3 белый слон · g3 чёрный конь · b2 белый король · g2 чёрный слон · a1 чёрная ладья | f8 чёрный конь · h8 чёрный король · b7 чёрный слон · c7 чёрный конь · d7 чёрный слон · e7 чёрный конь · f7 чёрный слон · g7 белая ладья · g6 чёрный слон · h6 чёрный конь · g5 чёрный конь · g4 чёрный слон · c3 белый слон · g3 чёрный конь · b2 белый король · g2 чёрный слон · a1 чёрная ладья | f8 чёрный конь · h8 чёрный король · b7 чёрный слон · c7 чёрный конь · d7 чёрный слон · e7 чёрный конь · f7 чёрный слон · g7 белая ладья · g6 чёрный слон · h6 чёрный конь · g5 чёрный конь · g4 чёрный слон · c3 белый слон · g3 чёрный конь · b2 белый король · g2 чёрный слон · a1 чёрная ладья | 5 |
| 4 | f8 чёрный конь · h8 чёрный король · b7 чёрный слон · c7 чёрный конь · d7 чёрный слон · e7 чёрный конь · f7 чёрный слон · g7 белая ладья · g6 чёрный слон · h6 чёрный конь · g5 чёрный конь · g4 чёрный слон · c3 белый слон · g3 чёрный конь · b2 белый король · g2 чёрный слон · a1 чёрная ладья | f8 чёрный конь · h8 чёрный король · b7 чёрный слон · c7 чёрный конь · d7 чёрный слон · e7 чёрный конь · f7 чёрный слон · g7 белая ладья · g6 чёрный слон · h6 чёрный конь · g5 чёрный конь · g4 чёрный слон · c3 белый слон · g3 чёрный конь · b2 белый король · g2 чёрный слон · a1 чёрная ладья | f8 чёрный конь · h8 чёрный король · b7 чёрный слон · c7 чёрный конь · d7 чёрный слон · e7 чёрный конь · f7 чёрный слон · g7 белая ладья · g6 чёрный слон · h6 чёрный конь · g5 чёрный конь · g4 чёрный слон · c3 белый слон · g3 чёрный конь · b2 белый король · g2 чёрный слон · a1 чёрная ладья | f8 чёрный конь · h8 чёрный король · b7 чёрный слон · c7 чёрный конь · d7 чёрный слон · e7 чёрный конь · f7 чёрный слон · g7 белая ладья · g6 чёрный слон · h6 чёрный конь · g5 чёрный конь · g4 чёрный слон · c3 белый слон · g3 чёрный конь · b2 белый король · g2 чёрный слон · a1 чёрная ладья | f8 чёрный конь · h8 чёрный король · b7 чёрный слон · c7 чёрный конь · d7 чёрный слон · e7 чёрный конь · f7 чёрный слон · g7 белая ладья · g6 чёрный слон · h6 чёрный конь · g5 чёрный конь · g4 чёрный слон · c3 белый слон · g3 чёрный конь · b2 белый король · g2 чёрный слон · a1 чёрная ладья | f8 чёрный конь · h8 чёрный король · b7 чёрный слон · c7 чёрный конь · d7 чёрный слон · e7 чёрный конь · f7 чёрный слон · g7 белая ладья · g6 чёрный слон · h6 чёрный конь · g5 чёрный конь · g4 чёрный слон · c3 белый слон · g3 чёрный конь · b2 белый король · g2 чёрный слон · a1 чёрная ладья | f8 чёрный конь · h8 чёрный король · b7 чёрный слон · c7 чёрный конь · d7 чёрный слон · e7 чёрный конь · f7 чёрный слон · g7 белая ладья · g6 чёрный слон · h6 чёрный конь · g5 чёрный конь · g4 чёрный слон · c3 белый слон · g3 чёрный конь · b2 белый король · g2 чёрный слон · a1 чёрная ладья | f8 чёрный конь · h8 чёрный король · b7 чёрный слон · c7 чёрный конь · d7 чёрный слон · e7 чёрный конь · f7 чёрный слон · g7 белая ладья · g6 чёрный слон · h6 чёрный конь · g5 чёрный конь · g4 чёрный слон · c3 белый слон · g3 чёрный конь · b2 белый король · g2 чёрный слон · a1 чёрная ладья | 4 |
| 3 | f8 чёрный конь · h8 чёрный король · b7 чёрный слон · c7 чёрный конь · d7 чёрный слон · e7 чёрный конь · f7 чёрный слон · g7 белая ладья · g6 чёрный слон · h6 чёрный конь · g5 чёрный конь · g4 чёрный слон · c3 белый слон · g3 чёрный конь · b2 белый король · g2 чёрный слон · a1 чёрная ладья | f8 чёрный конь · h8 чёрный король · b7 чёрный слон · c7 чёрный конь · d7 чёрный слон · e7 чёрный конь · f7 чёрный слон · g7 белая ладья · g6 чёрный слон · h6 чёрный конь · g5 чёрный конь · g4 чёрный слон · c3 белый слон · g3 чёрный конь · b2 белый король · g2 чёрный слон · a1 чёрная ладья | f8 чёрный конь · h8 чёрный король · b7 чёрный слон · c7 чёрный конь · d7 чёрный слон · e7 чёрный конь · f7 чёрный слон · g7 белая ладья · g6 чёрный слон · h6 чёрный конь · g5 чёрный конь · g4 чёрный слон · c3 белый слон · g3 чёрный конь · b2 белый король · g2 чёрный слон · a1 чёрная ладья | f8 чёрный конь · h8 чёрный король · b7 чёрный слон · c7 чёрный конь · d7 чёрный слон · e7 чёрный конь · f7 чёрный слон · g7 белая ладья · g6 чёрный слон · h6 чёрный конь · g5 чёрный конь · g4 чёрный слон · c3 белый слон · g3 чёрный конь · b2 белый король · g2 чёрный слон · a1 чёрная ладья | f8 чёрный конь · h8 чёрный король · b7 чёрный слон · c7 чёрный конь · d7 чёрный слон · e7 чёрный конь · f7 чёрный слон · g7 белая ладья · g6 чёрный слон · h6 чёрный конь · g5 чёрный конь · g4 чёрный слон · c3 белый слон · g3 чёрный конь · b2 белый король · g2 чёрный слон · a1 чёрная ладья | f8 чёрный конь · h8 чёрный король · b7 чёрный слон · c7 чёрный конь · d7 чёрный слон · e7 чёрный конь · f7 чёрный слон · g7 белая ладья · g6 чёрный слон · h6 чёрный конь · g5 чёрный конь · g4 чёрный слон · c3 белый слон · g3 чёрный конь · b2 белый король · g2 чёрный слон · a1 чёрная ладья | f8 чёрный конь · h8 чёрный король · b7 чёрный слон · c7 чёрный конь · d7 чёрный слон · e7 чёрный конь · f7 чёрный слон · g7 белая ладья · g6 чёрный слон · h6 чёрный конь · g5 чёрный конь · g4 чёрный слон · c3 белый слон · g3 чёрный конь · b2 белый король · g2 чёрный слон · a1 чёрная ладья | f8 чёрный конь · h8 чёрный король · b7 чёрный слон · c7 чёрный конь · d7 чёрный слон · e7 чёрный конь · f7 чёрный слон · g7 белая ладья · g6 чёрный слон · h6 чёрный конь · g5 чёрный конь · g4 чёрный слон · c3 белый слон · g3 чёрный конь · b2 белый король · g2 чёрный слон · a1 чёрная ладья | 3 |
| 2 | f8 чёрный конь · h8 чёрный король · b7 чёрный слон · c7 чёрный конь · d7 чёрный слон · e7 чёрный конь · f7 чёрный слон · g7 белая ладья · g6 чёрный слон · h6 чёрный конь · g5 чёрный конь · g4 чёрный слон · c3 белый слон · g3 чёрный конь · b2 белый король · g2 чёрный слон · a1 чёрная ладья | f8 чёрный конь · h8 чёрный король · b7 чёрный слон · c7 чёрный конь · d7 чёрный слон · e7 чёрный конь · f7 чёрный слон · g7 белая ладья · g6 чёрный слон · h6 чёрный конь · g5 чёрный конь · g4 чёрный слон · c3 белый слон · g3 чёрный конь · b2 белый король · g2 чёрный слон · a1 чёрная ладья | f8 чёрный конь · h8 чёрный король · b7 чёрный слон · c7 чёрный конь · d7 чёрный слон · e7 чёрный конь · f7 чёрный слон · g7 белая ладья · g6 чёрный слон · h6 чёрный конь · g5 чёрный конь · g4 чёрный слон · c3 белый слон · g3 чёрный конь · b2 белый король · g2 чёрный слон · a1 чёрная ладья | f8 чёрный конь · h8 чёрный король · b7 чёрный слон · c7 чёрный конь · d7 чёрный слон · e7 чёрный конь · f7 чёрный слон · g7 белая ладья · g6 чёрный слон · h6 чёрный конь · g5 чёрный конь · g4 чёрный слон · c3 белый слон · g3 чёрный конь · b2 белый король · g2 чёрный слон · a1 чёрная ладья | f8 чёрный конь · h8 чёрный король · b7 чёрный слон · c7 чёрный конь · d7 чёрный слон · e7 чёрный конь · f7 чёрный слон · g7 белая ладья · g6 чёрный слон · h6 чёрный конь · g5 чёрный конь · g4 чёрный слон · c3 белый слон · g3 чёрный конь · b2 белый король · g2 чёрный слон · a1 чёрная ладья | f8 чёрный конь · h8 чёрный король · b7 чёрный слон · c7 чёрный конь · d7 чёрный слон · e7 чёрный конь · f7 чёрный слон · g7 белая ладья · g6 чёрный слон · h6 чёрный конь · g5 чёрный конь · g4 чёрный слон · c3 белый слон · g3 чёрный конь · b2 белый король · g2 чёрный слон · a1 чёрная ладья | f8 чёрный конь · h8 чёрный король · b7 чёрный слон · c7 чёрный конь · d7 чёрный слон · e7 чёрный конь · f7 чёрный слон · g7 белая ладья · g6 чёрный слон · h6 чёрный конь · g5 чёрный конь · g4 чёрный слон · c3 белый слон · g3 чёрный конь · b2 белый король · g2 чёрный слон · a1 чёрная ладья | f8 чёрный конь · h8 чёрный король · b7 чёрный слон · c7 чёрный конь · d7 чёрный слон · e7 чёрный конь · f7 чёрный слон · g7 белая ладья · g6 чёрный слон · h6 чёрный конь · g5 чёрный конь · g4 чёрный слон · c3 белый слон · g3 чёрный конь · b2 белый король · g2 чёрный слон · a1 чёрная ладья | 2 |
| 1 | f8 чёрный конь · h8 чёрный король · b7 чёрный слон · c7 чёрный конь · d7 чёрный слон · e7 чёрный конь · f7 чёрный слон · g7 белая ладья · g6 чёрный слон · h6 чёрный конь · g5 чёрный конь · g4 чёрный слон · c3 белый слон · g3 чёрный конь · b2 белый король · g2 чёрный слон · a1 чёрная ладья | f8 чёрный конь · h8 чёрный король · b7 чёрный слон · c7 чёрный конь · d7 чёрный слон · e7 чёрный конь · f7 чёрный слон · g7 белая ладья · g6 чёрный слон · h6 чёрный конь · g5 чёрный конь · g4 чёрный слон · c3 белый слон · g3 чёрный конь · b2 белый король · g2 чёрный слон · a1 чёрная ладья | f8 чёрный конь · h8 чёрный король · b7 чёрный слон · c7 чёрный конь · d7 чёрный слон · e7 чёрный конь · f7 чёрный слон · g7 белая ладья · g6 чёрный слон · h6 чёрный конь · g5 чёрный конь · g4 чёрный слон · c3 белый слон · g3 чёрный конь · b2 белый король · g2 чёрный слон · a1 чёрная ладья | f8 чёрный конь · h8 чёрный король · b7 чёрный слон · c7 чёрный конь · d7 чёрный слон · e7 чёрный конь · f7 чёрный слон · g7 белая ладья · g6 чёрный слон · h6 чёрный конь · g5 чёрный конь · g4 чёрный слон · c3 белый слон · g3 чёрный конь · b2 белый король · g2 чёрный слон · a1 чёрная ладья | f8 чёрный конь · h8 чёрный король · b7 чёрный слон · c7 чёрный конь · d7 чёрный слон · e7 чёрный конь · f7 чёрный слон · g7 белая ладья · g6 чёрный слон · h6 чёрный конь · g5 чёрный конь · g4 чёрный слон · c3 белый слон · g3 чёрный конь · b2 белый король · g2 чёрный слон · a1 чёрная ладья | f8 чёрный конь · h8 чёрный король · b7 чёрный слон · c7 чёрный конь · d7 чёрный слон · e7 чёрный конь · f7 чёрный слон · g7 белая ладья · g6 чёрный слон · h6 чёрный конь · g5 чёрный конь · g4 чёрный слон · c3 белый слон · g3 чёрный конь · b2 белый король · g2 чёрный слон · a1 чёрная ладья | f8 чёрный конь · h8 чёрный король · b7 чёрный слон · c7 чёрный конь · d7 чёрный слон · e7 чёрный конь · f7 чёрный слон · g7 белая ладья · g6 чёрный слон · h6 чёрный конь · g5 чёрный конь · g4 чёрный слон · c3 белый слон · g3 чёрный конь · b2 белый король · g2 чёрный слон · a1 чёрная ладья | f8 чёрный конь · h8 чёрный король · b7 чёрный слон · c7 чёрный конь · d7 чёрный слон · e7 чёрный конь · f7 чёрный слон · g7 белая ладья · g6 чёрный слон · h6 чёрный конь · g5 чёрный конь · g4 чёрный слон · c3 белый слон · g3 чёрный конь · b2 белый король · g2 чёрный слон · a1 чёрная ладья | 1 |
|   | a | b | c | d | e | f | g | h |   |

1. Л:g6+ Kрh7 2. Лg7+ Kрh8 3. Л:g5+ Kрh7 4. Лg7+ Kрh8 5. Л:f7+ Kрg8 6. Лg7+ Kрh8 7. Л:e7+ Kрg8 8. Лg7+ Kрh8 9. Л:g4+ Kрh7 10. Лg7+ Kрh8 11. Л:g3+ Kрh7 12. Лg7+ Kрh8 13. Л:d7+ Kрg8 14. Лg7+ Kрh8 15. Л:c7+ Kрg8 16. Лg7+ Kрh8 17. Л:b7+ Kрg8 18. Лg7+ Kрh8 19. Л:g2+ Kрh7 20. Лg7+ Kрh8 21. Kр: a1. Мельница «перемолола» десять фигур чёрных, а оставшиеся две расположены так неудачно, что дальнейшие материальные потери для чёрных неизбежны.
|   | a | b | c | d | e | f | g | h |   |
| - | --- | --- | --- | --- | --- | --- | --- | --- | - |
| 8 | a8 чёрный король · d8 белый король · g8 чёрный конь · a7 белый слон · b7 чёрная пешка · b6 чёрная пешка · b5 чёрная пешка · c5 чёрная пешка · a4 белая ладья · d4 чёрная пешка · e3 чёрная пешка · f2 чёрная пешка · g1 чёрный слон | a8 чёрный король · d8 белый король · g8 чёрный конь · a7 белый слон · b7 чёрная пешка · b6 чёрная пешка · b5 чёрная пешка · c5 чёрная пешка · a4 белая ладья · d4 чёрная пешка · e3 чёрная пешка · f2 чёрная пешка · g1 чёрный слон | a8 чёрный король · d8 белый король · g8 чёрный конь · a7 белый слон · b7 чёрная пешка · b6 чёрная пешка · b5 чёрная пешка · c5 чёрная пешка · a4 белая ладья · d4 чёрная пешка · e3 чёрная пешка · f2 чёрная пешка · g1 чёрный слон | a8 чёрный король · d8 белый король · g8 чёрный конь · a7 белый слон · b7 чёрная пешка · b6 чёрная пешка · b5 чёрная пешка · c5 чёрная пешка · a4 белая ладья · d4 чёрная пешка · e3 чёрная пешка · f2 чёрная пешка · g1 чёрный слон | a8 чёрный король · d8 белый король · g8 чёрный конь · a7 белый слон · b7 чёрная пешка · b6 чёрная пешка · b5 чёрная пешка · c5 чёрная пешка · a4 белая ладья · d4 чёрная пешка · e3 чёрная пешка · f2 чёрная пешка · g1 чёрный слон | a8 чёрный король · d8 белый король · g8 чёрный конь · a7 белый слон · b7 чёрная пешка · b6 чёрная пешка · b5 чёрная пешка · c5 чёрная пешка · a4 белая ладья · d4 чёрная пешка · e3 чёрная пешка · f2 чёрная пешка · g1 чёрный слон | a8 чёрный король · d8 белый король · g8 чёрный конь · a7 белый слон · b7 чёрная пешка · b6 чёрная пешка · b5 чёрная пешка · c5 чёрная пешка · a4 белая ладья · d4 чёрная пешка · e3 чёрная пешка · f2 чёрная пешка · g1 чёрный слон | a8 чёрный король · d8 белый король · g8 чёрный конь · a7 белый слон · b7 чёрная пешка · b6 чёрная пешка · b5 чёрная пешка · c5 чёрная пешка · a4 белая ладья · d4 чёрная пешка · e3 чёрная пешка · f2 чёрная пешка · g1 чёрный слон | 8 |
| 7 | a8 чёрный король · d8 белый король · g8 чёрный конь · a7 белый слон · b7 чёрная пешка · b6 чёрная пешка · b5 чёрная пешка · c5 чёрная пешка · a4 белая ладья · d4 чёрная пешка · e3 чёрная пешка · f2 чёрная пешка · g1 чёрный слон | a8 чёрный король · d8 белый король · g8 чёрный конь · a7 белый слон · b7 чёрная пешка · b6 чёрная пешка · b5 чёрная пешка · c5 чёрная пешка · a4 белая ладья · d4 чёрная пешка · e3 чёрная пешка · f2 чёрная пешка · g1 чёрный слон | a8 чёрный король · d8 белый король · g8 чёрный конь · a7 белый слон · b7 чёрная пешка · b6 чёрная пешка · b5 чёрная пешка · c5 чёрная пешка · a4 белая ладья · d4 чёрная пешка · e3 чёрная пешка · f2 чёрная пешка · g1 чёрный слон | a8 чёрный король · d8 белый король · g8 чёрный конь · a7 белый слон · b7 чёрная пешка · b6 чёрная пешка · b5 чёрная пешка · c5 чёрная пешка · a4 белая ладья · d4 чёрная пешка · e3 чёрная пешка · f2 чёрная пешка · g1 чёрный слон | a8 чёрный король · d8 белый король · g8 чёрный конь · a7 белый слон · b7 чёрная пешка · b6 чёрная пешка · b5 чёрная пешка · c5 чёрная пешка · a4 белая ладья · d4 чёрная пешка · e3 чёрная пешка · f2 чёрная пешка · g1 чёрный слон | a8 чёрный король · d8 белый король · g8 чёрный конь · a7 белый слон · b7 чёрная пешка · b6 чёрная пешка · b5 чёрная пешка · c5 чёрная пешка · a4 белая ладья · d4 чёрная пешка · e3 чёрная пешка · f2 чёрная пешка · g1 чёрный слон | a8 чёрный король · d8 белый король · g8 чёрный конь · a7 белый слон · b7 чёрная пешка · b6 чёрная пешка · b5 чёрная пешка · c5 чёрная пешка · a4 белая ладья · d4 чёрная пешка · e3 чёрная пешка · f2 чёрная пешка · g1 чёрный слон | a8 чёрный король · d8 белый король · g8 чёрный конь · a7 белый слон · b7 чёрная пешка · b6 чёрная пешка · b5 чёрная пешка · c5 чёрная пешка · a4 белая ладья · d4 чёрная пешка · e3 чёрная пешка · f2 чёрная пешка · g1 чёрный слон | 7 |
| 6 | a8 чёрный король · d8 белый король · g8 чёрный конь · a7 белый слон · b7 чёрная пешка · b6 чёрная пешка · b5 чёрная пешка · c5 чёрная пешка · a4 белая ладья · d4 чёрная пешка · e3 чёрная пешка · f2 чёрная пешка · g1 чёрный слон | a8 чёрный король · d8 белый король · g8 чёрный конь · a7 белый слон · b7 чёрная пешка · b6 чёрная пешка · b5 чёрная пешка · c5 чёрная пешка · a4 белая ладья · d4 чёрная пешка · e3 чёрная пешка · f2 чёрная пешка · g1 чёрный слон | a8 чёрный король · d8 белый король · g8 чёрный конь · a7 белый слон · b7 чёрная пешка · b6 чёрная пешка · b5 чёрная пешка · c5 чёрная пешка · a4 белая ладья · d4 чёрная пешка · e3 чёрная пешка · f2 чёрная пешка · g1 чёрный слон | a8 чёрный король · d8 белый король · g8 чёрный конь · a7 белый слон · b7 чёрная пешка · b6 чёрная пешка · b5 чёрная пешка · c5 чёрная пешка · a4 белая ладья · d4 чёрная пешка · e3 чёрная пешка · f2 чёрная пешка · g1 чёрный слон | a8 чёрный король · d8 белый король · g8 чёрный конь · a7 белый слон · b7 чёрная пешка · b6 чёрная пешка · b5 чёрная пешка · c5 чёрная пешка · a4 белая ладья · d4 чёрная пешка · e3 чёрная пешка · f2 чёрная пешка · g1 чёрный слон | a8 чёрный король · d8 белый король · g8 чёрный конь · a7 белый слон · b7 чёрная пешка · b6 чёрная пешка · b5 чёрная пешка · c5 чёрная пешка · a4 белая ладья · d4 чёрная пешка · e3 чёрная пешка · f2 чёрная пешка · g1 чёрный слон | a8 чёрный король · d8 белый король · g8 чёрный конь · a7 белый слон · b7 чёрная пешка · b6 чёрная пешка · b5 чёрная пешка · c5 чёрная пешка · a4 белая ладья · d4 чёрная пешка · e3 чёрная пешка · f2 чёрная пешка · g1 чёрный слон | a8 чёрный король · d8 белый король · g8 чёрный конь · a7 белый слон · b7 чёрная пешка · b6 чёрная пешка · b5 чёрная пешка · c5 чёрная пешка · a4 белая ладья · d4 чёрная пешка · e3 чёрная пешка · f2 чёрная пешка · g1 чёрный слон | 6 |
| 5 | a8 чёрный король · d8 белый король · g8 чёрный конь · a7 белый слон · b7 чёрная пешка · b6 чёрная пешка · b5 чёрная пешка · c5 чёрная пешка · a4 белая ладья · d4 чёрная пешка · e3 чёрная пешка · f2 чёрная пешка · g1 чёрный слон | a8 чёрный король · d8 белый король · g8 чёрный конь · a7 белый слон · b7 чёрная пешка · b6 чёрная пешка · b5 чёрная пешка · c5 чёрная пешка · a4 белая ладья · d4 чёрная пешка · e3 чёрная пешка · f2 чёрная пешка · g1 чёрный слон | a8 чёрный король · d8 белый король · g8 чёрный конь · a7 белый слон · b7 чёрная пешка · b6 чёрная пешка · b5 чёрная пешка · c5 чёрная пешка · a4 белая ладья · d4 чёрная пешка · e3 чёрная пешка · f2 чёрная пешка · g1 чёрный слон | a8 чёрный король · d8 белый король · g8 чёрный конь · a7 белый слон · b7 чёрная пешка · b6 чёрная пешка · b5 чёрная пешка · c5 чёрная пешка · a4 белая ладья · d4 чёрная пешка · e3 чёрная пешка · f2 чёрная пешка · g1 чёрный слон | a8 чёрный король · d8 белый король · g8 чёрный конь · a7 белый слон · b7 чёрная пешка · b6 чёрная пешка · b5 чёрная пешка · c5 чёрная пешка · a4 белая ладья · d4 чёрная пешка · e3 чёрная пешка · f2 чёрная пешка · g1 чёрный слон | a8 чёрный король · d8 белый король · g8 чёрный конь · a7 белый слон · b7 чёрная пешка · b6 чёрная пешка · b5 чёрная пешка · c5 чёрная пешка · a4 белая ладья · d4 чёрная пешка · e3 чёрная пешка · f2 чёрная пешка · g1 чёрный слон | a8 чёрный король · d8 белый король · g8 чёрный конь · a7 белый слон · b7 чёрная пешка · b6 чёрная пешка · b5 чёрная пешка · c5 чёрная пешка · a4 белая ладья · d4 чёрная пешка · e3 чёрная пешка · f2 чёрная пешка · g1 чёрный слон | a8 чёрный король · d8 белый король · g8 чёрный конь · a7 белый слон · b7 чёрная пешка · b6 чёрная пешка · b5 чёрная пешка · c5 чёрная пешка · a4 белая ладья · d4 чёрная пешка · e3 чёрная пешка · f2 чёрная пешка · g1 чёрный слон | 5 |
| 4 | a8 чёрный король · d8 белый король · g8 чёрный конь · a7 белый слон · b7 чёрная пешка · b6 чёрная пешка · b5 чёрная пешка · c5 чёрная пешка · a4 белая ладья · d4 чёрная пешка · e3 чёрная пешка · f2 чёрная пешка · g1 чёрный слон | a8 чёрный король · d8 белый король · g8 чёрный конь · a7 белый слон · b7 чёрная пешка · b6 чёрная пешка · b5 чёрная пешка · c5 чёрная пешка · a4 белая ладья · d4 чёрная пешка · e3 чёрная пешка · f2 чёрная пешка · g1 чёрный слон | a8 чёрный король · d8 белый король · g8 чёрный конь · a7 белый слон · b7 чёрная пешка · b6 чёрная пешка · b5 чёрная пешка · c5 чёрная пешка · a4 белая ладья · d4 чёрная пешка · e3 чёрная пешка · f2 чёрная пешка · g1 чёрный слон | a8 чёрный король · d8 белый король · g8 чёрный конь · a7 белый слон · b7 чёрная пешка · b6 чёрная пешка · b5 чёрная пешка · c5 чёрная пешка · a4 белая ладья · d4 чёрная пешка · e3 чёрная пешка · f2 чёрная пешка · g1 чёрный слон | a8 чёрный король · d8 белый король · g8 чёрный конь · a7 белый слон · b7 чёрная пешка · b6 чёрная пешка · b5 чёрная пешка · c5 чёрная пешка · a4 белая ладья · d4 чёрная пешка · e3 чёрная пешка · f2 чёрная пешка · g1 чёрный слон | a8 чёрный король · d8 белый король · g8 чёрный конь · a7 белый слон · b7 чёрная пешка · b6 чёрная пешка · b5 чёрная пешка · c5 чёрная пешка · a4 белая ладья · d4 чёрная пешка · e3 чёрная пешка · f2 чёрная пешка · g1 чёрный слон | a8 чёрный король · d8 белый король · g8 чёрный конь · a7 белый слон · b7 чёрная пешка · b6 чёрная пешка · b5 чёрная пешка · c5 чёрная пешка · a4 белая ладья · d4 чёрная пешка · e3 чёрная пешка · f2 чёрная пешка · g1 чёрный слон | a8 чёрный король · d8 белый король · g8 чёрный конь · a7 белый слон · b7 чёрная пешка · b6 чёрная пешка · b5 чёрная пешка · c5 чёрная пешка · a4 белая ладья · d4 чёрная пешка · e3 чёрная пешка · f2 чёрная пешка · g1 чёрный слон | 4 |
| 3 | a8 чёрный король · d8 белый король · g8 чёрный конь · a7 белый слон · b7 чёрная пешка · b6 чёрная пешка · b5 чёрная пешка · c5 чёрная пешка · a4 белая ладья · d4 чёрная пешка · e3 чёрная пешка · f2 чёрная пешка · g1 чёрный слон | a8 чёрный король · d8 белый король · g8 чёрный конь · a7 белый слон · b7 чёрная пешка · b6 чёрная пешка · b5 чёрная пешка · c5 чёрная пешка · a4 белая ладья · d4 чёрная пешка · e3 чёрная пешка · f2 чёрная пешка · g1 чёрный слон | a8 чёрный король · d8 белый король · g8 чёрный конь · a7 белый слон · b7 чёрная пешка · b6 чёрная пешка · b5 чёрная пешка · c5 чёрная пешка · a4 белая ладья · d4 чёрная пешка · e3 чёрная пешка · f2 чёрная пешка · g1 чёрный слон | a8 чёрный король · d8 белый король · g8 чёрный конь · a7 белый слон · b7 чёрная пешка · b6 чёрная пешка · b5 чёрная пешка · c5 чёрная пешка · a4 белая ладья · d4 чёрная пешка · e3 чёрная пешка · f2 чёрная пешка · g1 чёрный слон | a8 чёрный король · d8 белый король · g8 чёрный конь · a7 белый слон · b7 чёрная пешка · b6 чёрная пешка · b5 чёрная пешка · c5 чёрная пешка · a4 белая ладья · d4 чёрная пешка · e3 чёрная пешка · f2 чёрная пешка · g1 чёрный слон | a8 чёрный король · d8 белый король · g8 чёрный конь · a7 белый слон · b7 чёрная пешка · b6 чёрная пешка · b5 чёрная пешка · c5 чёрная пешка · a4 белая ладья · d4 чёрная пешка · e3 чёрная пешка · f2 чёрная пешка · g1 чёрный слон | a8 чёрный король · d8 белый король · g8 чёрный конь · a7 белый слон · b7 чёрная пешка · b6 чёрная пешка · b5 чёрная пешка · c5 чёрная пешка · a4 белая ладья · d4 чёрная пешка · e3 чёрная пешка · f2 чёрная пешка · g1 чёрный слон | a8 чёрный король · d8 белый король · g8 чёрный конь · a7 белый слон · b7 чёрная пешка · b6 чёрная пешка · b5 чёрная пешка · c5 чёрная пешка · a4 белая ладья · d4 чёрная пешка · e3 чёрная пешка · f2 чёрная пешка · g1 чёрный слон | 3 |
| 2 | a8 чёрный король · d8 белый король · g8 чёрный конь · a7 белый слон · b7 чёрная пешка · b6 чёрная пешка · b5 чёрная пешка · c5 чёрная пешка · a4 белая ладья · d4 чёрная пешка · e3 чёрная пешка · f2 чёрная пешка · g1 чёрный слон | a8 чёрный король · d8 белый король · g8 чёрный конь · a7 белый слон · b7 чёрная пешка · b6 чёрная пешка · b5 чёрная пешка · c5 чёрная пешка · a4 белая ладья · d4 чёрная пешка · e3 чёрная пешка · f2 чёрная пешка · g1 чёрный слон | a8 чёрный король · d8 белый король · g8 чёрный конь · a7 белый слон · b7 чёрная пешка · b6 чёрная пешка · b5 чёрная пешка · c5 чёрная пешка · a4 белая ладья · d4 чёрная пешка · e3 чёрная пешка · f2 чёрная пешка · g1 чёрный слон | a8 чёрный король · d8 белый король · g8 чёрный конь · a7 белый слон · b7 чёрная пешка · b6 чёрная пешка · b5 чёрная пешка · c5 чёрная пешка · a4 белая ладья · d4 чёрная пешка · e3 чёрная пешка · f2 чёрная пешка · g1 чёрный слон | a8 чёрный король · d8 белый король · g8 чёрный конь · a7 белый слон · b7 чёрная пешка · b6 чёрная пешка · b5 чёрная пешка · c5 чёрная пешка · a4 белая ладья · d4 чёрная пешка · e3 чёрная пешка · f2 чёрная пешка · g1 чёрный слон | a8 чёрный король · d8 белый король · g8 чёрный конь · a7 белый слон · b7 чёрная пешка · b6 чёрная пешка · b5 чёрная пешка · c5 чёрная пешка · a4 белая ладья · d4 чёрная пешка · e3 чёрная пешка · f2 чёрная пешка · g1 чёрный слон | a8 чёрный король · d8 белый король · g8 чёрный конь · a7 белый слон · b7 чёрная пешка · b6 чёрная пешка · b5 чёрная пешка · c5 чёрная пешка · a4 белая ладья · d4 чёрная пешка · e3 чёрная пешка · f2 чёрная пешка · g1 чёрный слон | a8 чёрный король · d8 белый король · g8 чёрный конь · a7 белый слон · b7 чёрная пешка · b6 чёрная пешка · b5 чёрная пешка · c5 чёрная пешка · a4 белая ладья · d4 чёрная пешка · e3 чёрная пешка · f2 чёрная пешка · g1 чёрный слон | 2 |
| 1 | a8 чёрный король · d8 белый король · g8 чёрный конь · a7 белый слон · b7 чёрная пешка · b6 чёрная пешка · b5 чёрная пешка · c5 чёрная пешка · a4 белая ладья · d4 чёрная пешка · e3 чёрная пешка · f2 чёрная пешка · g1 чёрный слон | a8 чёрный король · d8 белый король · g8 чёрный конь · a7 белый слон · b7 чёрная пешка · b6 чёрная пешка · b5 чёрная пешка · c5 чёрная пешка · a4 белая ладья · d4 чёрная пешка · e3 чёрная пешка · f2 чёрная пешка · g1 чёрный слон | a8 чёрный король · d8 белый король · g8 чёрный конь · a7 белый слон · b7 чёрная пешка · b6 чёрная пешка · b5 чёрная пешка · c5 чёрная пешка · a4 белая ладья · d4 чёрная пешка · e3 чёрная пешка · f2 чёрная пешка · g1 чёрный слон | a8 чёрный король · d8 белый король · g8 чёрный конь · a7 белый слон · b7 чёрная пешка · b6 чёрная пешка · b5 чёрная пешка · c5 чёрная пешка · a4 белая ладья · d4 чёрная пешка · e3 чёрная пешка · f2 чёрная пешка · g1 чёрный слон | a8 чёрный король · d8 белый король · g8 чёрный конь · a7 белый слон · b7 чёрная пешка · b6 чёрная пешка · b5 чёрная пешка · c5 чёрная пешка · a4 белая ладья · d4 чёрная пешка · e3 чёрная пешка · f2 чёрная пешка · g1 чёрный слон | a8 чёрный король · d8 белый король · g8 чёрный конь · a7 белый слон · b7 чёрная пешка · b6 чёрная пешка · b5 чёрная пешка · c5 чёрная пешка · a4 белая ладья · d4 чёрная пешка · e3 чёрная пешка · f2 чёрная пешка · g1 чёрный слон | a8 чёрный король · d8 белый король · g8 чёрный конь · a7 белый слон · b7 чёрная пешка · b6 чёрная пешка · b5 чёрная пешка · c5 чёрная пешка · a4 белая ладья · d4 чёрная пешка · e3 чёрная пешка · f2 чёрная пешка · g1 чёрный слон | a8 чёрный король · d8 белый король · g8 чёрный конь · a7 белый слон · b7 чёрная пешка · b6 чёрная пешка · b5 чёрная пешка · c5 чёрная пешка · a4 белая ладья · d4 чёрная пешка · e3 чёрная пешка · f2 чёрная пешка · g1 чёрный слон | 1 |
|   | a | b | c | d | e | f | g | h |   |

1. Лa2! (с угрозой 2. С:b6+ и 3. Сc7#) Сh2 2. С:b6+ Kрb8 3. Сa7+ Kрa8 4. С:c5+ Kрb8 5. Сa7+ Kрa8 6. С:d4+ Kрb8 7. Сa7+ Kрa8 8. С:e3+ Kрb8 9. Сa7+ Kрa8 10. С:f2+ Kрb8 11. Сa7+ Kрa8 12. Сg1+ Kрb8 13. С:h2#